# Eredivisie 2017/18 (mannenvoetbal)/Wedstrijden
De wedstrijden van het Nederlandse Eredivisie voetbal uit het seizoen 2017/18 was het 62e seizoen van de hoogste Nederlandse voetbalcompetitie voor mannen. Aan de competitie namen achttien clubs deel. Het seizoen bestond uit 34 speelronden van elk negen wedstrijden, gevolgd door een play-off. De competitie werd geopend op 11 augustus 2017 met een wedstrijd tussen ADO Den Haag en FC Utrecht.

## Speelronde 1
|                            |              |         |                                    |                                                                                    |
| 11 augustus 2017 19:00 uur | ADO Den Haag | 0 – 3   | FC Utrecht                         | Stadion: Cars Jeans Stadion, Den Haag Toeschouwers: 12.134 Scheidsrechter: Janssen |
| 11 augustus 2017 19:00 uur |              | Verslag | 15', 81' Dessers 55' Van de Streek | Stadion: Cars Jeans Stadion, Den Haag Toeschouwers: 12.134 Scheidsrechter: Janssen |
| 11 augustus 2017 19:00 uur |              |         |                                    | Stadion: Cars Jeans Stadion, Den Haag Toeschouwers: 12.134 Scheidsrechter: Janssen |
| 11 augustus 2017 19:00 uur |              |         |                                    | Stadion: Cars Jeans Stadion, Den Haag Toeschouwers: 12.134 Scheidsrechter: Janssen |
|                            |              |         |                                    |                                                                                    |

|                            |                                       |         |                                    |                                                                                  |
| 12 augustus 2017 18:30 uur | PSV                                   | 3 – 2   | AZ                                 | Stadion: Philips Stadion, Eindhoven Toeschouwers: 32.700 Scheidsrechter: Kuipers |
| 12 augustus 2017 18:30 uur | Lozano 31' Pereiro 48' Van Ginkel 76' | Verslag | 18' Dos Santos 81' (pen.) Weghorst | Stadion: Philips Stadion, Eindhoven Toeschouwers: 32.700 Scheidsrechter: Kuipers |
| 12 augustus 2017 18:30 uur |                                       |         |                                    | Stadion: Philips Stadion, Eindhoven Toeschouwers: 32.700 Scheidsrechter: Kuipers |
| 12 augustus 2017 18:30 uur |                                       |         |                                    | Stadion: Philips Stadion, Eindhoven Toeschouwers: 32.700 Scheidsrechter: Kuipers |
|                            |                                       |         |                                    |                                                                                  |

|                            |                                                |         |                  |                                                                                         |
| 12 augustus 2017 18:30 uur | VVV-Venlo                                      | 3 – 0   | Sparta Rotterdam | Stadion: Seacon Stadion - De Koel -, Venlo Toeschouwers: 5.832 Scheidsrechter: Kamphuis |
| 12 augustus 2017 18:30 uur | Leemans 44' Tissoudali 48' V. van Crooij 90+2' | Verslag | 17', 83' Chabot  | Stadion: Seacon Stadion - De Koel -, Venlo Toeschouwers: 5.832 Scheidsrechter: Kamphuis |
| 12 augustus 2017 18:30 uur |                                                |         |                  | Stadion: Seacon Stadion - De Koel -, Venlo Toeschouwers: 5.832 Scheidsrechter: Kamphuis |
| 12 augustus 2017 18:30 uur |                                                |         |                  | Stadion: Seacon Stadion - De Koel -, Venlo Toeschouwers: 5.832 Scheidsrechter: Kamphuis |
|                            |                                                |         |                  |                                                                                         |

|                            |                      |         |            |                                                                           |
| 12 augustus 2017 20:45 uur | Heracles Almelo      | 2 – 1   | Ajax       | Stadion: Polman Stadion, Almelo Toeschouwers: 12.080 Scheidsrechter: Blom |
| 12 augustus 2017 20:45 uur | Gladon 65' Kuwas 82' | Verslag | 56' Ziyech | Stadion: Polman Stadion, Almelo Toeschouwers: 12.080 Scheidsrechter: Blom |
| 12 augustus 2017 20:45 uur |                      |         |            | Stadion: Polman Stadion, Almelo Toeschouwers: 12.080 Scheidsrechter: Blom |
| 12 augustus 2017 20:45 uur |                      |         |            | Stadion: Polman Stadion, Almelo Toeschouwers: 12.080 Scheidsrechter: Blom |
|                            |                      |         |            |                                                                           |

|                            |                                             |         |             |                                                                           |
| 12 augustus 2017 20:45 uur | Vitesse                                     | 4 – 1   | NAC Breda   | Stadion: GelreDome, Arnhem Toeschouwers: 13.921 Scheidsrechter: S. Mulder |
| 12 augustus 2017 20:45 uur | Bruns 2' Linssen 20' Matavž 31' Rashica 77' | Verslag | 69' Ambrose | Stadion: GelreDome, Arnhem Toeschouwers: 13.921 Scheidsrechter: S. Mulder |
| 12 augustus 2017 20:45 uur |                                             |         |             | Stadion: GelreDome, Arnhem Toeschouwers: 13.921 Scheidsrechter: S. Mulder |
| 12 augustus 2017 20:45 uur |                                             |         |             | Stadion: GelreDome, Arnhem Toeschouwers: 13.921 Scheidsrechter: S. Mulder |
|                            |                                             |         |             |                                                                           |

|                            |                                                             |         |                           |                                                                                |
| 13 augustus 2017 12:30 uur | PEC Zwolle                                                  | 4 – 2   | Roda JC Kerkrade          | Stadion: MAC³PARK stadion, Zwolle Toeschouwers: 13.000 Scheidsrechter: Nijhuis |
| 13 augustus 2017 12:30 uur | Marcellis 45+1' Auassar 53' (e.d.) Saymak 66' Van Polen 74' | Verslag | 22', 62' (pen.) Gustafson | Stadion: MAC³PARK stadion, Zwolle Toeschouwers: 13.000 Scheidsrechter: Nijhuis |
| 13 augustus 2017 12:30 uur |                                                             |         |                           | Stadion: MAC³PARK stadion, Zwolle Toeschouwers: 13.000 Scheidsrechter: Nijhuis |
| 13 augustus 2017 12:30 uur |                                                             |         |                           | Stadion: MAC³PARK stadion, Zwolle Toeschouwers: 13.000 Scheidsrechter: Nijhuis |
|                            |                                                             |         |                           |                                                                                |

|                            |                            |         |               |                                                                                       |
| 13 augustus 2017 14:30 uur | Feyenoord                  | 2 – 1   | FC Twente     | Stadion: Stadion Feijenoord, Rotterdam Toeschouwers: 47.500 Scheidsrechter: Gözübüyük |
| 13 augustus 2017 14:30 uur | Jørgensen 23' Berghuis 61' | Verslag | 37' F. Jensen | Stadion: Stadion Feijenoord, Rotterdam Toeschouwers: 47.500 Scheidsrechter: Gözübüyük |
| 13 augustus 2017 14:30 uur |                            |         |               | Stadion: Stadion Feijenoord, Rotterdam Toeschouwers: 47.500 Scheidsrechter: Gözübüyük |
| 13 augustus 2017 14:30 uur |                            |         |               | Stadion: Stadion Feijenoord, Rotterdam Toeschouwers: 47.500 Scheidsrechter: Gözübüyük |
|                            |                            |         |               |                                                                                       |

|                            |           |         |                                         |                                                                                          |
| 13 augustus 2017 14:30 uur | Willem II | 1 – 2   | Excelsior                               | Stadion: Koning Willem II Stadion, Tilburg Toeschouwers: 12.800 Scheidsrechter: Manschot |
| 13 augustus 2017 14:30 uur | Sol 65'   | Verslag | 29' (e.d.) Wellenreuther 52' El Azzouzi | Stadion: Koning Willem II Stadion, Tilburg Toeschouwers: 12.800 Scheidsrechter: Manschot |
| 13 augustus 2017 14:30 uur |           |         |                                         | Stadion: Koning Willem II Stadion, Tilburg Toeschouwers: 12.800 Scheidsrechter: Manschot |
| 13 augustus 2017 14:30 uur |           |         |                                         | Stadion: Koning Willem II Stadion, Tilburg Toeschouwers: 12.800 Scheidsrechter: Manschot |
|                            |           |         |                                         |                                                                                          |

|                            |                                          |         |                                    |                                                                                        |
| 13 augustus 2017 16:45 uur | FC Groningen                             | 3 – 3   | sc Heerenveen                      | Stadion: Noordlease Stadion, Groningen Toeschouwers: 19.255 Scheidsrechter: Van Boekel |
| 13 augustus 2017 16:45 uur | Veldwijk 53' Mahi 82' (pen.), 88' (pen.) | Verslag | 6', 86' Thorsby 40' Ghoochannejhad | Stadion: Noordlease Stadion, Groningen Toeschouwers: 19.255 Scheidsrechter: Van Boekel |
| 13 augustus 2017 16:45 uur |                                          |         |                                    | Stadion: Noordlease Stadion, Groningen Toeschouwers: 19.255 Scheidsrechter: Van Boekel |
| 13 augustus 2017 16:45 uur |                                          |         |                                    | Stadion: Noordlease Stadion, Groningen Toeschouwers: 19.255 Scheidsrechter: Van Boekel |
|                            |                                          |         |                                    |                                                                                        |

## Speelronde 2
|                            |                    |         |                                 |                                                                                           |
| 18 augustus 2017 20:00 uur | Roda JC Kerkrade   | 1 – 3   | Vitesse                         | Stadion: Parkstad Limburg Stadion, Kerkrade Toeschouwers: 12.004 Scheidsrechter: Kamphuis |
| 18 augustus 2017 20:00 uur | Pasveer 64' (e.d.) | Verslag | 40' Matavž 69' Bruns 80' Kasjia | Stadion: Parkstad Limburg Stadion, Kerkrade Toeschouwers: 12.004 Scheidsrechter: Kamphuis |
| 18 augustus 2017 20:00 uur |                    |         |                                 | Stadion: Parkstad Limburg Stadion, Kerkrade Toeschouwers: 12.004 Scheidsrechter: Kamphuis |
| 18 augustus 2017 20:00 uur |                    |         |                                 | Stadion: Parkstad Limburg Stadion, Kerkrade Toeschouwers: 12.004 Scheidsrechter: Kamphuis |
|                            |                    |         |                                 |                                                                                           |

|                            |           |         |                              |                                                                                    |
| 19 augustus 2017 18:30 uur | FC Twente | 1 – 2   | VVV-Venlo                    | Stadion: De Grolsch Veste, Enschede Toeschouwers: 23.800 Scheidsrechter: S. Mulder |
| 19 augustus 2017 18:30 uur | Boere 60' | Verslag | 23' V. van Crooij 41' Promes | Stadion: De Grolsch Veste, Enschede Toeschouwers: 23.800 Scheidsrechter: S. Mulder |
| 19 augustus 2017 18:30 uur |           |         |                              | Stadion: De Grolsch Veste, Enschede Toeschouwers: 23.800 Scheidsrechter: S. Mulder |
| 19 augustus 2017 18:30 uur |           |         |                              | Stadion: De Grolsch Veste, Enschede Toeschouwers: 23.800 Scheidsrechter: S. Mulder |
|                            |           |         |                              |                                                                                    |

|                            |                             |         |                |                                                                              |
| 19 augustus 2017 19:45 uur | AZ                          | 2 – 0   | ADO Den Haag   | Stadion: AFAS Stadion, Alkmaar Toeschouwers: 12.749 Scheidsrechter: Makkelie |
| 19 augustus 2017 19:45 uur | Weghorst 29' (pen.) Til 70' | Verslag | 18', 28' Kanon | Stadion: AFAS Stadion, Alkmaar Toeschouwers: 12.749 Scheidsrechter: Makkelie |
| 19 augustus 2017 19:45 uur |                             |         |                | Stadion: AFAS Stadion, Alkmaar Toeschouwers: 12.749 Scheidsrechter: Makkelie |
| 19 augustus 2017 19:45 uur |                             |         |                | Stadion: AFAS Stadion, Alkmaar Toeschouwers: 12.749 Scheidsrechter: Makkelie |
|                            |                             |         |                |                                                                              |

|                            |                  |         |                 |                                                                                            |
| 19 augustus 2017 20:45 uur | sc Heerenveen    | 1 – 1   | Heracles Almelo | Stadion: Abe Lenstra Stadion, Heerenveen Toeschouwers: 18.300 Scheidsrechter: Van de Graaf |
| 19 augustus 2017 20:45 uur | Mihajlović 90+3' | Verslag | 45+1' Pröpper   | Stadion: Abe Lenstra Stadion, Heerenveen Toeschouwers: 18.300 Scheidsrechter: Van de Graaf |
| 19 augustus 2017 20:45 uur |                  |         |                 | Stadion: Abe Lenstra Stadion, Heerenveen Toeschouwers: 18.300 Scheidsrechter: Van de Graaf |
| 19 augustus 2017 20:45 uur |                  |         |                 | Stadion: Abe Lenstra Stadion, Heerenveen Toeschouwers: 18.300 Scheidsrechter: Van de Graaf |
|                            |                  |         |                 |                                                                                            |

|                            |           |         |             |                                                                                            |
| 20 augustus 2017 12:30 uur | Excelsior | 0 – 1   | Feyenoord   | Stadion: Van Donge & De Roo Stadion, Rotterdam Toeschouwers: 4.400 Scheidsrechter: Kuipers |
| 20 augustus 2017 12:30 uur |           | Verslag | 18' Boëtius | Stadion: Van Donge & De Roo Stadion, Rotterdam Toeschouwers: 4.400 Scheidsrechter: Kuipers |
| 20 augustus 2017 12:30 uur |           |         |             | Stadion: Van Donge & De Roo Stadion, Rotterdam Toeschouwers: 4.400 Scheidsrechter: Kuipers |
| 20 augustus 2017 12:30 uur |           |         |             | Stadion: Van Donge & De Roo Stadion, Rotterdam Toeschouwers: 4.400 Scheidsrechter: Kuipers |
|                            |           |         |             |                                                                                            |

|                            |                                     |         |              |                                                                                 |
| 20 augustus 2017 14:30 uur | Ajax                                | 3 – 1   | FC Groningen | Stadion: Amsterdam ArenA, Amsterdam Toeschouwers: 51.152 Scheidsrechter: Higler |
| 20 augustus 2017 14:30 uur | Huntelaar 38' Ziyech 48' Schöne 79' | Verslag | 73' Idrissi  | Stadion: Amsterdam ArenA, Amsterdam Toeschouwers: 51.152 Scheidsrechter: Higler |
| 20 augustus 2017 14:30 uur |                                     |         |              | Stadion: Amsterdam ArenA, Amsterdam Toeschouwers: 51.152 Scheidsrechter: Higler |
| 20 augustus 2017 14:30 uur |                                     |         |              | Stadion: Amsterdam ArenA, Amsterdam Toeschouwers: 51.152 Scheidsrechter: Higler |
|                            |                                     |         |              |                                                                                 |

|                            |                      |         |           |                                                                                      |
| 20 augustus 2017 14:30 uur | FC Utrecht           | 2 – 0   | Willem II | Stadion: Stadion Galgenwaard, Utrecht Toeschouwers: 16.093 Scheidsrechter: Gözübüyük |
| 20 augustus 2017 14:30 uur | Labyad 2' Dessers 7' | Verslag |           | Stadion: Stadion Galgenwaard, Utrecht Toeschouwers: 16.093 Scheidsrechter: Gözübüyük |
| 20 augustus 2017 14:30 uur |                      |         |           | Stadion: Stadion Galgenwaard, Utrecht Toeschouwers: 16.093 Scheidsrechter: Gözübüyük |
| 20 augustus 2017 14:30 uur |                      |         |           | Stadion: Stadion Galgenwaard, Utrecht Toeschouwers: 16.093 Scheidsrechter: Gözübüyük |
|                            |                      |         |           |                                                                                      |

|                            |                  |         |             |                                                                               |
| 20 augustus 2017 16:45 uur | Sparta Rotterdam | 1 – 1   | PEC Zwolle  | Stadion: Het Kasteel, Rotterdam Toeschouwers: 10.012 Scheidsrechter: Lindhout |
| 20 augustus 2017 16:45 uur | Mühren 22'       | Verslag | 13' Mokhtar | Stadion: Het Kasteel, Rotterdam Toeschouwers: 10.012 Scheidsrechter: Lindhout |
| 20 augustus 2017 16:45 uur |                  |         |             | Stadion: Het Kasteel, Rotterdam Toeschouwers: 10.012 Scheidsrechter: Lindhout |
| 20 augustus 2017 16:45 uur |                  |         |             | Stadion: Het Kasteel, Rotterdam Toeschouwers: 10.012 Scheidsrechter: Lindhout |
|                            |                  |         |             |                                                                               |

|                            |                    |         |                                                    |                                                                                     |
| 20 augustus 2017 16:45 uur | NAC Breda          | 1 – 4   | PSV                                                | Stadion: Rat Verlegh Stadion, Breda Toeschouwers: 18.788 Scheidsrechter: Van Boekel |
| 20 augustus 2017 16:45 uur | Ambrose 41' (pen.) | Verslag | 17' Bergwijn 60' Van Ginkel 69' Lozano 87' Hendrix | Stadion: Rat Verlegh Stadion, Breda Toeschouwers: 18.788 Scheidsrechter: Van Boekel |
| 20 augustus 2017 16:45 uur |                    |         |                                                    | Stadion: Rat Verlegh Stadion, Breda Toeschouwers: 18.788 Scheidsrechter: Van Boekel |
| 20 augustus 2017 16:45 uur |                    |         |                                                    | Stadion: Rat Verlegh Stadion, Breda Toeschouwers: 18.788 Scheidsrechter: Van Boekel |
|                            |                    |         |                                                    |                                                                                     |

## Speelronde 3
|                            |                    |         |                  |                                                                                 |
| 25 augustus 2017 20:00 uur | NAC Breda          | 2 – 2   | Sparta Rotterdam | Stadion: Rat Verlegh Stadion, Breda Toeschouwers: 17.912 Scheidsrechter: Higler |
| 25 augustus 2017 20:00 uur | Marí 42' Vloet 51' | Verslag | 70', 84' Ache    | Stadion: Rat Verlegh Stadion, Breda Toeschouwers: 17.912 Scheidsrechter: Higler |
| 25 augustus 2017 20:00 uur |                    |         |                  | Stadion: Rat Verlegh Stadion, Breda Toeschouwers: 17.912 Scheidsrechter: Higler |
| 25 augustus 2017 20:00 uur |                    |         |                  | Stadion: Rat Verlegh Stadion, Breda Toeschouwers: 17.912 Scheidsrechter: Higler |
|                            |                    |         |                  |                                                                                 |

|                            |            |         |                  |                                                                      |
| 26 augustus 2017 18:30 uur | Vitesse    | 1 – 2   | AZ               | Stadion: GelreDome, Arnhem Toeschouwers: 15.131 Scheidsrechter: Blom |
| 26 augustus 2017 18:30 uur | Matavž 68' | Verslag | 3', 81' Weghorst | Stadion: GelreDome, Arnhem Toeschouwers: 15.131 Scheidsrechter: Blom |
| 26 augustus 2017 18:30 uur |            |         |                  | Stadion: GelreDome, Arnhem Toeschouwers: 15.131 Scheidsrechter: Blom |
| 26 augustus 2017 18:30 uur |            |         |                  | Stadion: GelreDome, Arnhem Toeschouwers: 15.131 Scheidsrechter: Blom |
|                            |            |         |                  |                                                                      |

|                            |              |         |                  |                                                                                    |
| 26 augustus 2017 19:45 uur | ADO Den Haag | 1 – 2   | sc Heerenveen    | Stadion: Cars Jeans Stadion, Den Haag Toeschouwers: 7.902 Scheidsrechter: Kamphuis |
| 26 augustus 2017 19:45 uur | Johnsen 78'  | Verslag | 57', 66' Thorsby | Stadion: Cars Jeans Stadion, Den Haag Toeschouwers: 7.902 Scheidsrechter: Kamphuis |
| 26 augustus 2017 19:45 uur |              |         |                  | Stadion: Cars Jeans Stadion, Den Haag Toeschouwers: 7.902 Scheidsrechter: Kamphuis |
| 26 augustus 2017 19:45 uur |              |         |                  | Stadion: Cars Jeans Stadion, Den Haag Toeschouwers: 7.902 Scheidsrechter: Kamphuis |
|                            |              |         |                  |                                                                                    |

|                            |                                  |         |           |                                                                                |
| 26 augustus 2017 19:45 uur | PEC Zwolle                       | 2 – 0   | FC Twente | Stadion: MAC³PARK stadion, Zwolle Toeschouwers: 12.800 Scheidsrechter: Janssen |
| 26 augustus 2017 19:45 uur | Mokhtar 33' Van Polen 78' (pen.) | Verslag |           | Stadion: MAC³PARK stadion, Zwolle Toeschouwers: 12.800 Scheidsrechter: Janssen |
| 26 augustus 2017 19:45 uur |                                  |         |           | Stadion: MAC³PARK stadion, Zwolle Toeschouwers: 12.800 Scheidsrechter: Janssen |
| 26 augustus 2017 19:45 uur |                                  |         |           | Stadion: MAC³PARK stadion, Zwolle Toeschouwers: 12.800 Scheidsrechter: Janssen |
|                            |                                  |         |           |                                                                                |

|                            |                      |         |                                        |                                                                                      |
| 26 augustus 2017 20:45 uur | Heracles Almelo      | 2 – 2   | Excelsior                              | Stadion: Polman Stadion, Almelo Toeschouwers: 10.067 Scheidsrechter: Van den Kerkhof |
| 26 augustus 2017 20:45 uur | Kuwas 15' Gladon 52' | Verslag | 16' Bruins 63' Caenepeel 90+2' Hadouir | Stadion: Polman Stadion, Almelo Toeschouwers: 10.067 Scheidsrechter: Van den Kerkhof |
| 26 augustus 2017 20:45 uur |                      |         |                                        | Stadion: Polman Stadion, Almelo Toeschouwers: 10.067 Scheidsrechter: Van den Kerkhof |
| 26 augustus 2017 20:45 uur |                      |         |                                        | Stadion: Polman Stadion, Almelo Toeschouwers: 10.067 Scheidsrechter: Van den Kerkhof |
|                            |                      |         |                                        |                                                                                      |

|                            |                                                                |         |           |                                                                                     |
| 27 augustus 2017 12:30 uur | Feyenoord                                                      | 5 – 0   | Willem II | Stadion: Stadion Feijenoord, Rotterdam Toeschouwers: 47.500 Scheidsrechter: Nijhuis |
| 27 augustus 2017 12:30 uur | Toornstra 13', 20' Berghuis 16' Vilhena 40' Boëtius 80' (pen.) | Verslag |           | Stadion: Stadion Feijenoord, Rotterdam Toeschouwers: 47.500 Scheidsrechter: Nijhuis |
| 27 augustus 2017 12:30 uur |                                                                |         |           | Stadion: Stadion Feijenoord, Rotterdam Toeschouwers: 47.500 Scheidsrechter: Nijhuis |
| 27 augustus 2017 12:30 uur |                                                                |         |           | Stadion: Stadion Feijenoord, Rotterdam Toeschouwers: 47.500 Scheidsrechter: Nijhuis |
|                            |                                                                |         |           |                                                                                     |

|                            |           |         |                           |                                                                                        |
| 27 augustus 2017 14:30 uur | VVV-Venlo | 0 – 2   | Ajax                      | Stadion: Seacon Stadion - De Koel -, Venlo Toeschouwers: 8.000 Scheidsrechter: Kuipers |
| 27 augustus 2017 14:30 uur |           | Verslag | 55' Van de Beek 70' Neres | Stadion: Seacon Stadion - De Koel -, Venlo Toeschouwers: 8.000 Scheidsrechter: Kuipers |
| 27 augustus 2017 14:30 uur |           |         |                           | Stadion: Seacon Stadion - De Koel -, Venlo Toeschouwers: 8.000 Scheidsrechter: Kuipers |
| 27 augustus 2017 14:30 uur |           |         |                           | Stadion: Seacon Stadion - De Koel -, Venlo Toeschouwers: 8.000 Scheidsrechter: Kuipers |
|                            |           |         |                           |                                                                                        |

|                            |                       |         |                  |                                                                                   |
| 27 augustus 2017 16:45 uur | PSV                   | 2 – 0   | Roda JC Kerkrade | Stadion: Philips Stadion, Eindhoven Toeschouwers: 32.200 Scheidsrechter: Makkelie |
| 27 augustus 2017 16:45 uur | Locadia 9' Lozano 24' | Verslag |                  | Stadion: Philips Stadion, Eindhoven Toeschouwers: 32.200 Scheidsrechter: Makkelie |
| 27 augustus 2017 16:45 uur |                       |         |                  | Stadion: Philips Stadion, Eindhoven Toeschouwers: 32.200 Scheidsrechter: Makkelie |
| 27 augustus 2017 16:45 uur |                       |         |                  | Stadion: Philips Stadion, Eindhoven Toeschouwers: 32.200 Scheidsrechter: Makkelie |
|                            |                       |         |                  |                                                                                   |

|                            |                        |         |              |                                                                                      |
| 27 augustus 2017 16:45 uur | FC Groningen           | 2 – 1   | FC Utrecht   | Stadion: Noordlease Stadion, Groningen Toeschouwers: 16.032 Scheidsrechter: Manschot |
| 27 augustus 2017 16:45 uur | Warmerdam 8' Drost 40' | Verslag | 64' Bahebeck | Stadion: Noordlease Stadion, Groningen Toeschouwers: 16.032 Scheidsrechter: Manschot |
| 27 augustus 2017 16:45 uur |                        |         |              | Stadion: Noordlease Stadion, Groningen Toeschouwers: 16.032 Scheidsrechter: Manschot |
| 27 augustus 2017 16:45 uur |                        |         |              | Stadion: Noordlease Stadion, Groningen Toeschouwers: 16.032 Scheidsrechter: Manschot |
|                            |                        |         |              |                                                                                      |

## Speelronde 4
|                            |                           |         |                                             |                                                                               |
| 9 september 2017 18:30 uur | Heracles Almelo           | 2 – 4   | Feyenoord                                   | Stadion: Polman Stadion, Almelo Toeschouwers: 11.331 Scheidsrechter: Makkelie |
| 9 september 2017 18:30 uur | Niemeijer 73', 81' (pen.) | Verslag | 22', 29' Berghuis 33' Boëtius 90+3' Larsson | Stadion: Polman Stadion, Almelo Toeschouwers: 11.331 Scheidsrechter: Makkelie |
| 9 september 2017 18:30 uur |                           |         |                                             | Stadion: Polman Stadion, Almelo Toeschouwers: 11.331 Scheidsrechter: Makkelie |
| 9 september 2017 18:30 uur |                           |         |                                             | Stadion: Polman Stadion, Almelo Toeschouwers: 11.331 Scheidsrechter: Makkelie |
|                            |                           |         |                                             |                                                                               |

|                            |           |         |                            |                                                                                        |
| 9 september 2017 18:30 uur | Willem II | 1 – 2   | ADO Den Haag               | Stadion: Koning Willem II Stadion, Tilburg Toeschouwers: 11.123 Scheidsrechter: Higler |
| 9 september 2017 18:30 uur | Sol 77'   | Verslag | 32' (pen.), 86' El Khayati | Stadion: Koning Willem II Stadion, Tilburg Toeschouwers: 11.123 Scheidsrechter: Higler |
| 9 september 2017 18:30 uur |           |         |                            | Stadion: Koning Willem II Stadion, Tilburg Toeschouwers: 11.123 Scheidsrechter: Higler |
| 9 september 2017 18:30 uur |           |         |                            | Stadion: Koning Willem II Stadion, Tilburg Toeschouwers: 11.123 Scheidsrechter: Higler |
|                            |           |         |                            |                                                                                        |

|                            |                              |         |            |                                                                                    |
| 9 september 2017 20:45 uur | Ajax                         | 3 – 0   | PEC Zwolle | Stadion: Amsterdam ArenA, Amsterdam Toeschouwers: 50.902 Scheidsrechter: Gözübüyük |
| 9 september 2017 20:45 uur | Huntelaar 6', 88' Ziyech 71' | Verslag |            | Stadion: Amsterdam ArenA, Amsterdam Toeschouwers: 50.902 Scheidsrechter: Gözübüyük |
| 9 september 2017 20:45 uur |                              |         |            | Stadion: Amsterdam ArenA, Amsterdam Toeschouwers: 50.902 Scheidsrechter: Gözübüyük |
| 9 september 2017 20:45 uur |                              |         |            | Stadion: Amsterdam ArenA, Amsterdam Toeschouwers: 50.902 Scheidsrechter: Gözübüyük |
|                            |                              |         |            |                                                                                    |

|                            |           |         |                                              |                                                                                            |
| 9 september 2017 20:45 uur | Excelsior | 0 – 3   | Vitesse                                      | Stadion: Van Donge & De Roo Stadion, Rotterdam Toeschouwers: 4.100 Scheidsrechter: Nijhuis |
| 9 september 2017 20:45 uur |           | Verslag | 45' Castaignos 53' (pen.) Matavž 74' Linssen | Stadion: Van Donge & De Roo Stadion, Rotterdam Toeschouwers: 4.100 Scheidsrechter: Nijhuis |
| 9 september 2017 20:45 uur |           |         |                                              | Stadion: Van Donge & De Roo Stadion, Rotterdam Toeschouwers: 4.100 Scheidsrechter: Nijhuis |
| 9 september 2017 20:45 uur |           |         |                                              | Stadion: Van Donge & De Roo Stadion, Rotterdam Toeschouwers: 4.100 Scheidsrechter: Nijhuis |
|                            |           |         |                                              |                                                                                            |

|                             |                             |         |            |                                                                                    |
| 10 september 2017 12:30 uur | sc Heerenveen               | 2 – 0   | PSV        | Stadion: Abe Lenstra Stadion, Heerenveen Toeschouwers: 22.345 Scheidsrechter: Blom |
| 10 september 2017 12:30 uur | Zeneli 4' Ghoochannejhad 6' | Verslag | 37' Lozano | Stadion: Abe Lenstra Stadion, Heerenveen Toeschouwers: 22.345 Scheidsrechter: Blom |
| 10 september 2017 12:30 uur |                             |         |            | Stadion: Abe Lenstra Stadion, Heerenveen Toeschouwers: 22.345 Scheidsrechter: Blom |
| 10 september 2017 12:30 uur |                             |         |            | Stadion: Abe Lenstra Stadion, Heerenveen Toeschouwers: 22.345 Scheidsrechter: Blom |
|                             |                             |         |            |                                                                                    |

|                             |                             |         |                  |                                                                                      |
| 10 september 2017 14:30 uur | FC Utrecht                  | 2 – 0   | Roda JC Kerkrade | Stadion: Stadion Galgenwaard, Utrecht Toeschouwers: 19.042 Scheidsrechter: S. Mulder |
| 10 september 2017 14:30 uur | Van de Streek 2' Labyad 58' | Verslag |                  | Stadion: Stadion Galgenwaard, Utrecht Toeschouwers: 19.042 Scheidsrechter: S. Mulder |
| 10 september 2017 14:30 uur |                             |         |                  | Stadion: Stadion Galgenwaard, Utrecht Toeschouwers: 19.042 Scheidsrechter: S. Mulder |
| 10 september 2017 14:30 uur |                             |         |                  | Stadion: Stadion Galgenwaard, Utrecht Toeschouwers: 19.042 Scheidsrechter: S. Mulder |
|                             |                             |         |                  |                                                                                      |

|                             |                    |         |           |                                                                             |
| 10 september 2017 14:30 uur | AZ                 | 2 – 1   | NAC Breda | Stadion: AFAS Stadion, Alkmaar Toeschouwers: 12.511 Scheidsrechter: Janssen |
| 10 september 2017 14:30 uur | Helmer 55' Til 58' | Verslag | 84' Korte | Stadion: AFAS Stadion, Alkmaar Toeschouwers: 12.511 Scheidsrechter: Janssen |
| 10 september 2017 14:30 uur |                    |         |           | Stadion: AFAS Stadion, Alkmaar Toeschouwers: 12.511 Scheidsrechter: Janssen |
| 10 september 2017 14:30 uur |                    |         |           | Stadion: AFAS Stadion, Alkmaar Toeschouwers: 12.511 Scheidsrechter: Janssen |
|                             |                    |         |           |                                                                             |

|                             |                  |         |                    |                                                                          |
| 10 september 2017 14:30 uur | Sparta Rotterdam | 1 – 0   | FC Twente          | Stadion: Het Kasteel, Rotterdam Toeschouwers: 10.034 Scheidsrechter: Bax |
| 10 september 2017 14:30 uur | Goodwin 18'      | Verslag | 77', 90+4' Thesker | Stadion: Het Kasteel, Rotterdam Toeschouwers: 10.034 Scheidsrechter: Bax |
| 10 september 2017 14:30 uur |                  |         |                    | Stadion: Het Kasteel, Rotterdam Toeschouwers: 10.034 Scheidsrechter: Bax |
| 10 september 2017 14:30 uur |                  |         |                    | Stadion: Het Kasteel, Rotterdam Toeschouwers: 10.034 Scheidsrechter: Bax |
|                             |                  |         |                    |                                                                          |

|                             |              |         |               |                                                                                      |
| 10 september 2017 16:45 uur | FC Groningen | 1 – 1   | VVV-Venlo     | Stadion: Noordlease Stadion, Groningen Toeschouwers: 15.832 Scheidsrechter: Lindhout |
| 10 september 2017 16:45 uur | Mahi 15'     | Verslag | 90+1' Nwakali | Stadion: Noordlease Stadion, Groningen Toeschouwers: 15.832 Scheidsrechter: Lindhout |
| 10 september 2017 16:45 uur |              |         |               | Stadion: Noordlease Stadion, Groningen Toeschouwers: 15.832 Scheidsrechter: Lindhout |
| 10 september 2017 16:45 uur |              |         |               | Stadion: Noordlease Stadion, Groningen Toeschouwers: 15.832 Scheidsrechter: Lindhout |
|                             |              |         |               |                                                                                      |

## Speelronde 5
|                             |                  |         |                   |                                                                                |
| 15 september 2017 20:00 uur | Sparta Rotterdam | 0 – 2   | AZ                | Stadion: Het Kasteel, Rotterdam Toeschouwers: 10.210 Scheidsrechter: S. Mulder |
| 15 september 2017 20:00 uur |                  | Verslag | 34', 61' Weghorst | Stadion: Het Kasteel, Rotterdam Toeschouwers: 10.210 Scheidsrechter: S. Mulder |
| 15 september 2017 20:00 uur |                  |         |                   | Stadion: Het Kasteel, Rotterdam Toeschouwers: 10.210 Scheidsrechter: S. Mulder |
| 15 september 2017 20:00 uur |                  |         |                   | Stadion: Het Kasteel, Rotterdam Toeschouwers: 10.210 Scheidsrechter: S. Mulder |
|                             |                  |         |                   |                                                                                |

|                             |              |         |                      |                                                                                             |
| 16 september 2017 18:30 uur | Excelsior    | 1 – 2   | sc Heerenveen        | Stadion: Van Donge & De Roo Stadion, Rotterdam Toeschouwers: 4.034 Scheidsrechter: Lindhout |
| 16 september 2017 18:30 uur | Koolwijk 18' | Verslag | 50' Zeneli 70' Rojas | Stadion: Van Donge & De Roo Stadion, Rotterdam Toeschouwers: 4.034 Scheidsrechter: Lindhout |
| 16 september 2017 18:30 uur |              |         |                      | Stadion: Van Donge & De Roo Stadion, Rotterdam Toeschouwers: 4.034 Scheidsrechter: Lindhout |
| 16 september 2017 18:30 uur |              |         |                      | Stadion: Van Donge & De Roo Stadion, Rotterdam Toeschouwers: 4.034 Scheidsrechter: Lindhout |
|                             |              |         |                      |                                                                                             |

|                             |                  |         |                           |                                                                                             |
| 16 september 2017 19:45 uur | Roda JC Kerkrade | 1 – 3   | Willem II                 | Stadion: Parkstad Limburg Stadion, Kerkrade Toeschouwers: 11.668 Scheidsrechter: Van Boekel |
| 16 september 2017 19:45 uur | Rosheuvel 45+2'  | Verslag | 5', 31' Velikonja 23' Sol | Stadion: Parkstad Limburg Stadion, Kerkrade Toeschouwers: 11.668 Scheidsrechter: Van Boekel |
| 16 september 2017 19:45 uur |                  |         |                           | Stadion: Parkstad Limburg Stadion, Kerkrade Toeschouwers: 11.668 Scheidsrechter: Van Boekel |
| 16 september 2017 19:45 uur |                  |         |                           | Stadion: Parkstad Limburg Stadion, Kerkrade Toeschouwers: 11.668 Scheidsrechter: Van Boekel |
|                             |                  |         |                           |                                                                                             |

|                             |                |         |              |                                                                                   |
| 16 september 2017 19:45 uur | NAC Breda      | 2 – 1   | FC Groningen | Stadion: Rat Verlegh Stadion, Breda Toeschouwers: 18.563 Scheidsrechter: Makkelie |
| 16 september 2017 19:45 uur | Vloet 58', 60' | Verslag | 70' Mahi     | Stadion: Rat Verlegh Stadion, Breda Toeschouwers: 18.563 Scheidsrechter: Makkelie |
| 16 september 2017 19:45 uur |                |         |              | Stadion: Rat Verlegh Stadion, Breda Toeschouwers: 18.563 Scheidsrechter: Makkelie |
| 16 september 2017 19:45 uur |                |         |              | Stadion: Rat Verlegh Stadion, Breda Toeschouwers: 18.563 Scheidsrechter: Makkelie |
|                             |                |         |              |                                                                                   |

|                             |                 |         |                 |                                                                                 |
| 16 september 2017 20:45 uur | PEC Zwolle      | 2 – 1   | Heracles Almelo | Stadion: MAC³PARK stadion, Zwolle Toeschouwers: 12.500 Scheidsrechter: Manschot |
| 16 september 2017 20:45 uur | Mokhtar 4', 85' | Verslag | 78' Monteiro    | Stadion: MAC³PARK stadion, Zwolle Toeschouwers: 12.500 Scheidsrechter: Manschot |
| 16 september 2017 20:45 uur |                 |         |                 | Stadion: MAC³PARK stadion, Zwolle Toeschouwers: 12.500 Scheidsrechter: Manschot |
| 16 september 2017 20:45 uur |                 |         |                 | Stadion: MAC³PARK stadion, Zwolle Toeschouwers: 12.500 Scheidsrechter: Manschot |
|                             |                 |         |                 |                                                                                 |

|                             |              |         |             |                                                                                    |
| 17 september 2017 14:30 uur | ADO Den Haag | 1 – 1   | Ajax        | Stadion: Cars Jeans Stadion, Den Haag Toeschouwers: 12.016 Scheidsrechter: Nijhuis |
| 17 september 2017 14:30 uur | Johnsen 71'  | Verslag | 28' Veltman | Stadion: Cars Jeans Stadion, Den Haag Toeschouwers: 12.016 Scheidsrechter: Nijhuis |
| 17 september 2017 14:30 uur |              |         |             | Stadion: Cars Jeans Stadion, Den Haag Toeschouwers: 12.016 Scheidsrechter: Nijhuis |
| 17 september 2017 14:30 uur |              |         |             | Stadion: Cars Jeans Stadion, Den Haag Toeschouwers: 12.016 Scheidsrechter: Nijhuis |
|                             |              |         |             |                                                                                    |

|                             |                                           |         |            |                                                                                   |
| 17 september 2017 14:30 uur | FC Twente                                 | 4 – 0   | FC Utrecht | Stadion: De Grolsch Veste, Enschede Toeschouwers: 24.200 Scheidsrechter: Kamphuis |
| 17 september 2017 14:30 uur | Boere 9' Lam 18' Slagveer 35' Assaidi 75' | Verslag |            | Stadion: De Grolsch Veste, Enschede Toeschouwers: 24.200 Scheidsrechter: Kamphuis |
| 17 september 2017 14:30 uur |                                           |         |            | Stadion: De Grolsch Veste, Enschede Toeschouwers: 24.200 Scheidsrechter: Kamphuis |
| 17 september 2017 14:30 uur |                                           |         |            | Stadion: De Grolsch Veste, Enschede Toeschouwers: 24.200 Scheidsrechter: Kamphuis |
|                             |                                           |         |            |                                                                                   |

|                             |            |         |                    |                                                                        |
| 17 september 2017 16:45 uur | Vitesse    | 1 – 1   | VVV-Venlo          | Stadion: GelreDome, Arnhem Toeschouwers: 15.000 Scheidsrechter: Higler |
| 17 september 2017 16:45 uur | Matavž 47' | Verslag | 90' (pen.) Leemans | Stadion: GelreDome, Arnhem Toeschouwers: 15.000 Scheidsrechter: Higler |
| 17 september 2017 16:45 uur |            |         |                    | Stadion: GelreDome, Arnhem Toeschouwers: 15.000 Scheidsrechter: Higler |
| 17 september 2017 16:45 uur |            |         |                    | Stadion: GelreDome, Arnhem Toeschouwers: 15.000 Scheidsrechter: Higler |
|                             |            |         |                    |                                                                        |

|                             |            |         |                   |                                                                                  |
| 17 september 2017 16:45 uur | PSV        | 1 – 0   | Feyenoord         | Stadion: Philips Stadion, Eindhoven Toeschouwers: 35.000 Scheidsrechter: Kuipers |
| 17 september 2017 16:45 uur | Pereiro 2' | Verslag | 16', 43' Berghuis | Stadion: Philips Stadion, Eindhoven Toeschouwers: 35.000 Scheidsrechter: Kuipers |
| 17 september 2017 16:45 uur |            |         |                   | Stadion: Philips Stadion, Eindhoven Toeschouwers: 35.000 Scheidsrechter: Kuipers |
| 17 september 2017 16:45 uur |            |         |                   | Stadion: Philips Stadion, Eindhoven Toeschouwers: 35.000 Scheidsrechter: Kuipers |
|                             |            |         |                   |                                                                                  |

## Speelronde 6
|                             |              |         |                           |                                                                                         |
| 23 september 2017 18:30 uur | Willem II    | 1 – 2   | sc Heerenveen             | Stadion: Koning Willem II Stadion, Tilburg Toeschouwers: 10.740 Scheidsrechter: Janssen |
| 23 september 2017 18:30 uur | Lieftink 12' | Verslag | 45' Schaars 59' Kobayashi | Stadion: Koning Willem II Stadion, Tilburg Toeschouwers: 10.740 Scheidsrechter: Janssen |
| 23 september 2017 18:30 uur |              |         |                           | Stadion: Koning Willem II Stadion, Tilburg Toeschouwers: 10.740 Scheidsrechter: Janssen |
| 23 september 2017 18:30 uur |              |         |                           | Stadion: Koning Willem II Stadion, Tilburg Toeschouwers: 10.740 Scheidsrechter: Janssen |
|                             |              |         |                           |                                                                                         |

|                             |           |         |                          |                                                                                      |
| 23 september 2017 19:45 uur | Feyenoord | 0 – 2   | NAC Breda                | Stadion: Stadion Feijenoord, Rotterdam Toeschouwers: 47.500 Scheidsrechter: Kamphuis |
| 23 september 2017 19:45 uur |           | Verslag | 33' Korte 87' Enevoldsen | Stadion: Stadion Feijenoord, Rotterdam Toeschouwers: 47.500 Scheidsrechter: Kamphuis |
| 23 september 2017 19:45 uur |           |         |                          | Stadion: Stadion Feijenoord, Rotterdam Toeschouwers: 47.500 Scheidsrechter: Kamphuis |
| 23 september 2017 19:45 uur |           |         |                          | Stadion: Stadion Feijenoord, Rotterdam Toeschouwers: 47.500 Scheidsrechter: Kamphuis |
|                             |           |         |                          |                                                                                      |

|                             |                           |         |                  |                                                                             |
| 23 september 2017 19:45 uur | Heracles Almelo           | 2 – 1   | Roda JC Kerkrade | Stadion: Polman Stadion, Almelo Toeschouwers: 9.943 Scheidsrechter: Kuipers |
| 23 september 2017 19:45 uur | Pröpper 51' Vermeij 90+3' | Verslag | 5' Paulissen     | Stadion: Polman Stadion, Almelo Toeschouwers: 9.943 Scheidsrechter: Kuipers |
| 23 september 2017 19:45 uur |                           |         |                  | Stadion: Polman Stadion, Almelo Toeschouwers: 9.943 Scheidsrechter: Kuipers |
| 23 september 2017 19:45 uur |                           |         |                  | Stadion: Polman Stadion, Almelo Toeschouwers: 9.943 Scheidsrechter: Kuipers |
|                             |                           |         |                  |                                                                             |

|                             |                |         |                  |                                                                                    |
| 23 september 2017 20:45 uur | ADO Den Haag   | 1 – 0   | Sparta Rotterdam | Stadion: Cars Jeans Stadion, Den Haag Toeschouwers: 9.641 Scheidsrechter: Manschot |
| 23 september 2017 20:45 uur | El Khayati 50' | Verslag |                  | Stadion: Cars Jeans Stadion, Den Haag Toeschouwers: 9.641 Scheidsrechter: Manschot |
| 23 september 2017 20:45 uur |                |         |                  | Stadion: Cars Jeans Stadion, Den Haag Toeschouwers: 9.641 Scheidsrechter: Manschot |
| 23 september 2017 20:45 uur |                |         |                  | Stadion: Cars Jeans Stadion, Den Haag Toeschouwers: 9.641 Scheidsrechter: Manschot |
|                             |                |         |                  |                                                                                    |

|                             |                               |         |                                                                                 |                                                                                      |
| 24 september 2017 12:30 uur | FC Utrecht                    | 1 – 7   | PSV                                                                             | Stadion: Stadion Galgenwaard, Utrecht Toeschouwers: 22.006 Scheidsrechter: Gözübüyük |
| 24 september 2017 12:30 uur | Labyad 21' (pen.) Troupée 84' | Verslag | 15', 49', 68', 85' (pen.) Locadia 40' Lozano 80' (pen.) Van Ginkel 90' Bergwijn | Stadion: Stadion Galgenwaard, Utrecht Toeschouwers: 22.006 Scheidsrechter: Gözübüyük |
| 24 september 2017 12:30 uur |                               |         |                                                                                 | Stadion: Stadion Galgenwaard, Utrecht Toeschouwers: 22.006 Scheidsrechter: Gözübüyük |
| 24 september 2017 12:30 uur |                               |         |                                                                                 | Stadion: Stadion Galgenwaard, Utrecht Toeschouwers: 22.006 Scheidsrechter: Gözübüyük |
|                             |                               |         |                                                                                 |                                                                                      |

|                             |               |         |                          |                                                                                     |
| 24 september 2017 14:30 uur | Ajax          | 1 – 2   | Vitesse                  | Stadion: Amsterdam ArenA, Amsterdam Toeschouwers: 51.236 Scheidsrechter: Van Boekel |
| 24 september 2017 14:30 uur | Viergever 83' | Verslag | 21' Kasjia 45+3' Rashica | Stadion: Amsterdam ArenA, Amsterdam Toeschouwers: 51.236 Scheidsrechter: Van Boekel |
| 24 september 2017 14:30 uur |               |         |                          | Stadion: Amsterdam ArenA, Amsterdam Toeschouwers: 51.236 Scheidsrechter: Van Boekel |
| 24 september 2017 14:30 uur |               |         |                          | Stadion: Amsterdam ArenA, Amsterdam Toeschouwers: 51.236 Scheidsrechter: Van Boekel |
|                             |               |         |                          |                                                                                     |

|                             |              |         |           |                                                                                             |
| 24 september 2017 14:30 uur | FC Groningen | 1 – 0   | FC Twente | Stadion: Noordlease Stadion, Groningen Toeschouwers: 20.110 Scheidsrechter: Van den Kerkhof |
| 24 september 2017 14:30 uur | Idrissi 51'  | Verslag |           | Stadion: Noordlease Stadion, Groningen Toeschouwers: 20.110 Scheidsrechter: Van den Kerkhof |
| 24 september 2017 14:30 uur |              |         |           | Stadion: Noordlease Stadion, Groningen Toeschouwers: 20.110 Scheidsrechter: Van den Kerkhof |
| 24 september 2017 14:30 uur |              |         |           | Stadion: Noordlease Stadion, Groningen Toeschouwers: 20.110 Scheidsrechter: Van den Kerkhof |
|                             |              |         |           |                                                                                             |

|                             |             |         |              |                                                                                        |
| 24 september 2017 14:30 uur | VVV-Venlo   | 1 – 1   | PEC Zwolle   | Stadion: Seacon Stadion - De Koel -, Venlo Toeschouwers: 6.621 Scheidsrechter: Nijhuis |
| 24 september 2017 14:30 uur | Leemans 69' | Verslag | 30' Ehizibue | Stadion: Seacon Stadion - De Koel -, Venlo Toeschouwers: 6.621 Scheidsrechter: Nijhuis |
| 24 september 2017 14:30 uur |             |         |              | Stadion: Seacon Stadion - De Koel -, Venlo Toeschouwers: 6.621 Scheidsrechter: Nijhuis |
| 24 september 2017 14:30 uur |             |         |              | Stadion: Seacon Stadion - De Koel -, Venlo Toeschouwers: 6.621 Scheidsrechter: Nijhuis |
|                             |             |         |              |                                                                                        |

|                             |    |         |                             |                                                                          |
| 24 september 2017 16:45 uur | AZ | 0 – 2   | Excelsior                   | Stadion: AFAS Stadion, Alkmaar Toeschouwers: 12.527 Scheidsrechter: Blom |
| 24 september 2017 16:45 uur |    | Verslag | 2' (pen.), 8' (pen.) Bruins | Stadion: AFAS Stadion, Alkmaar Toeschouwers: 12.527 Scheidsrechter: Blom |
| 24 september 2017 16:45 uur |    |         |                             | Stadion: AFAS Stadion, Alkmaar Toeschouwers: 12.527 Scheidsrechter: Blom |
| 24 september 2017 16:45 uur |    |         |                             | Stadion: AFAS Stadion, Alkmaar Toeschouwers: 12.527 Scheidsrechter: Blom |
|                             |    |         |                             |                                                                          |

## Speelronde 7
|                             |                        |         |                 |                                                                                 |
| 29 september 2017 20:00 uur | FC Twente              | 2 – 1   | Heracles Almelo | Stadion: De Grolsch Veste, Enschede Toeschouwers: 27.100 Scheidsrechter: Higler |
| 29 september 2017 20:00 uur | F. Jensen 2' Holla 76' | Verslag | 52' Gladon      | Stadion: De Grolsch Veste, Enschede Toeschouwers: 27.100 Scheidsrechter: Higler |
| 29 september 2017 20:00 uur |                        |         |                 | Stadion: De Grolsch Veste, Enschede Toeschouwers: 27.100 Scheidsrechter: Higler |
| 29 september 2017 20:00 uur |                        |         |                 | Stadion: De Grolsch Veste, Enschede Toeschouwers: 27.100 Scheidsrechter: Higler |
|                             |                        |         |                 |                                                                                 |

|                             |           |         |                 |                                                                                    |
| 30 september 2017 18:30 uur | NAC Breda | 0 – 1   | ADO Den Haag    | Stadion: Rat Verlegh Stadion, Breda Toeschouwers: 18.523 Scheidsrechter: S. Mulder |
| 30 september 2017 18:30 uur |           | Verslag | 80' Beugelsdijk | Stadion: Rat Verlegh Stadion, Breda Toeschouwers: 18.523 Scheidsrechter: S. Mulder |
| 30 september 2017 18:30 uur |           |         |                 | Stadion: Rat Verlegh Stadion, Breda Toeschouwers: 18.523 Scheidsrechter: S. Mulder |
| 30 september 2017 18:30 uur |           |         |                 | Stadion: Rat Verlegh Stadion, Breda Toeschouwers: 18.523 Scheidsrechter: S. Mulder |
|                             |           |         |                 |                                                                                    |

|                             |                                                   |         |           |                                                                                   |
| 30 september 2017 19:45 uur | PSV                                               | 4 – 0   | Willem II | Stadion: Philips Stadion, Eindhoven Toeschouwers: 31.565 Scheidsrechter: Manschot |
| 30 september 2017 19:45 uur | Lozano 49', 58' Pereiro 55' Van Ginkel 70' (pen.) | Verslag |           | Stadion: Philips Stadion, Eindhoven Toeschouwers: 31.565 Scheidsrechter: Manschot |
| 30 september 2017 19:45 uur |                                                   |         |           | Stadion: Philips Stadion, Eindhoven Toeschouwers: 31.565 Scheidsrechter: Manschot |
| 30 september 2017 19:45 uur |                                                   |         |           | Stadion: Philips Stadion, Eindhoven Toeschouwers: 31.565 Scheidsrechter: Manschot |
|                             |                                                   |         |           |                                                                                   |

|                             |                                      |         |                            |                                                                                   |
| 30 september 2017 19:45 uur | PEC Zwolle                           | 3 – 2   | FC Groningen               | Stadion: MAC³PARK stadion, Zwolle Toeschouwers: 13.160 Scheidsrechter: Van Boekel |
| 30 september 2017 19:45 uur | Nijland 19' Thomas 60' Mokhtar 90+3' | Verslag | 15' Doan 55' 87' Van Weert | Stadion: MAC³PARK stadion, Zwolle Toeschouwers: 13.160 Scheidsrechter: Van Boekel |
| 30 september 2017 19:45 uur |                                      |         |                            | Stadion: MAC³PARK stadion, Zwolle Toeschouwers: 13.160 Scheidsrechter: Van Boekel |
| 30 september 2017 19:45 uur |                                      |         |                            | Stadion: MAC³PARK stadion, Zwolle Toeschouwers: 13.160 Scheidsrechter: Van Boekel |
|                             |                                      |         |                            |                                                                                   |

|                             |           |         |                           |                                                                                        |
| 30 september 2017 20:45 uur | Excelsior | 0 – 2   | VVV-Venlo                 | Stadion: Van Donge & De Roo Stadion, Rotterdam Toeschouwers: 3.704 Scheidsrechter: Bax |
| 30 september 2017 20:45 uur |           | Verslag | 32' Leemans 70' Seuntjens | Stadion: Van Donge & De Roo Stadion, Rotterdam Toeschouwers: 3.704 Scheidsrechter: Bax |
| 30 september 2017 20:45 uur |           |         |                           | Stadion: Van Donge & De Roo Stadion, Rotterdam Toeschouwers: 3.704 Scheidsrechter: Bax |
| 30 september 2017 20:45 uur |           |         |                           | Stadion: Van Donge & De Roo Stadion, Rotterdam Toeschouwers: 3.704 Scheidsrechter: Bax |
|                             |           |         |                           |                                                                                        |

|                          |    |         |                                           |                                                                             |
| 1 oktober 2017 12:30 uur | AZ | 0 – 4   | Feyenoord                                 | Stadion: AFAS Stadion, Alkmaar Toeschouwers: 14.644 Scheidsrechter: Nijhuis |
| 1 oktober 2017 12:30 uur |    | Verslag | 11', 41' Berghuis 17' Larsson 57' Vilhena | Stadion: AFAS Stadion, Alkmaar Toeschouwers: 14.644 Scheidsrechter: Nijhuis |
| 1 oktober 2017 12:30 uur |    |         |                                           | Stadion: AFAS Stadion, Alkmaar Toeschouwers: 14.644 Scheidsrechter: Nijhuis |
| 1 oktober 2017 12:30 uur |    |         |                                           | Stadion: AFAS Stadion, Alkmaar Toeschouwers: 14.644 Scheidsrechter: Nijhuis |
|                          |    |         |                                           |                                                                             |

|                          |               |         |                                            |                                                                                         |
| 1 oktober 2017 14:30 uur | sc Heerenveen | 0 – 4   | Ajax                                       | Stadion: Abe Lenstra Stadion, Heerenveen Toeschouwers: 25.600 Scheidsrechter: Gözübüyük |
| 1 oktober 2017 14:30 uur |               | Verslag | 38', 41' Neres 75' (pen.) Schöne 83' Wöber | Stadion: Abe Lenstra Stadion, Heerenveen Toeschouwers: 25.600 Scheidsrechter: Gözübüyük |
| 1 oktober 2017 14:30 uur |               |         |                                            | Stadion: Abe Lenstra Stadion, Heerenveen Toeschouwers: 25.600 Scheidsrechter: Gözübüyük |
| 1 oktober 2017 14:30 uur |               |         |                                            | Stadion: Abe Lenstra Stadion, Heerenveen Toeschouwers: 25.600 Scheidsrechter: Gözübüyük |
|                          |               |         |                                            |                                                                                         |

|                          |           |         |             |                                                                         |
| 1 oktober 2017 14:30 uur | Vitesse   | 1 – 1   | FC Utrecht  | Stadion: GelreDome, Arnhem Toeschouwers: 15.432 Scheidsrechter: Kuipers |
| 1 oktober 2017 14:30 uur | Mount 76' | Verslag | 69' Dessers | Stadion: GelreDome, Arnhem Toeschouwers: 15.432 Scheidsrechter: Kuipers |
| 1 oktober 2017 14:30 uur |           |         |             | Stadion: GelreDome, Arnhem Toeschouwers: 15.432 Scheidsrechter: Kuipers |
| 1 oktober 2017 14:30 uur |           |         |             | Stadion: GelreDome, Arnhem Toeschouwers: 15.432 Scheidsrechter: Kuipers |
|                          |           |         |             |                                                                         |

|                          |                  |         |                        |                                                                              |
| 1 oktober 2017 16:45 uur | Sparta Rotterdam | 1 – 2   | Roda JC Kerkrade       | Stadion: Het Kasteel, Rotterdam Toeschouwers: 9.834 Scheidsrechter: Makkelie |
| 1 oktober 2017 16:45 uur | Mühren 78'       | Verslag | 29' Ndenge 35' Schahin | Stadion: Het Kasteel, Rotterdam Toeschouwers: 9.834 Scheidsrechter: Makkelie |
| 1 oktober 2017 16:45 uur |                  |         |                        | Stadion: Het Kasteel, Rotterdam Toeschouwers: 9.834 Scheidsrechter: Makkelie |
| 1 oktober 2017 16:45 uur |                  |         |                        | Stadion: Het Kasteel, Rotterdam Toeschouwers: 9.834 Scheidsrechter: Makkelie |
|                          |                  |         |                        |                                                                              |

## Speelronde 8
|                           |                                                            |         |                  |                                                                               |
| 14 oktober 2017 18:30 uur | Ajax                                                       | 4 – 0   | Sparta Rotterdam | Stadion: Amsterdam ArenA, Amsterdam Toeschouwers: 51.567 Scheidsrechter: Blom |
| 14 oktober 2017 18:30 uur | Sanusi 39' (e.d.) Floranus 64' (e.d.) Neres 73' Younes 76' | Verslag |                  | Stadion: Amsterdam ArenA, Amsterdam Toeschouwers: 51.567 Scheidsrechter: Blom |
| 14 oktober 2017 18:30 uur |                                                            |         |                  | Stadion: Amsterdam ArenA, Amsterdam Toeschouwers: 51.567 Scheidsrechter: Blom |
| 14 oktober 2017 18:30 uur |                                                            |         |                  | Stadion: Amsterdam ArenA, Amsterdam Toeschouwers: 51.567 Scheidsrechter: Blom |
|                           |                                                            |         |                  |                                                                               |

|                           |                  |         |           |                                                                                               |
| 14 oktober 2017 18:30 uur | Roda JC Kerkrade | 1 – 0   | NAC Breda | Stadion: Parkstad Limburg Stadion, Kerkrade Toeschouwers: 12.230 Scheidsrechter: Van de Graaf |
| 14 oktober 2017 18:30 uur | Auassar 90+1'    | Verslag |           | Stadion: Parkstad Limburg Stadion, Kerkrade Toeschouwers: 12.230 Scheidsrechter: Van de Graaf |
| 14 oktober 2017 18:30 uur |                  |         |           | Stadion: Parkstad Limburg Stadion, Kerkrade Toeschouwers: 12.230 Scheidsrechter: Van de Graaf |
| 14 oktober 2017 18:30 uur |                  |         |           | Stadion: Parkstad Limburg Stadion, Kerkrade Toeschouwers: 12.230 Scheidsrechter: Van de Graaf |
|                           |                  |         |           |                                                                                               |

|                           |           |       |            |                                                                                    |
| 14 oktober 2017 20:45 uur | Feyenoord | 0 – 0 | PEC Zwolle | Stadion: Stadion Feijenoord, Rotterdam Toeschouwers: 47.500 Scheidsrechter: Higler |
| 14 oktober 2017 20:45 uur | Verslag   |       |            | Stadion: Stadion Feijenoord, Rotterdam Toeschouwers: 47.500 Scheidsrechter: Higler |
| 14 oktober 2017 20:45 uur |           |       |            | Stadion: Stadion Feijenoord, Rotterdam Toeschouwers: 47.500 Scheidsrechter: Higler |
| 14 oktober 2017 20:45 uur |           |       |            | Stadion: Stadion Feijenoord, Rotterdam Toeschouwers: 47.500 Scheidsrechter: Higler |
|                           |           |       |            |                                                                                    |

|                           |                             |         |               |                                                                                      |
| 14 oktober 2017 20:45 uur | FC Utrecht                  | 3 – 1   | sc Heerenveen | Stadion: Stadion Galgenwaard, Utrecht Toeschouwers: 17.771 Scheidsrechter: S. Mulder |
| 14 oktober 2017 20:45 uur | Ayoub 26' Bahebeck 41', 63' | Verslag | 23' Schaars   | Stadion: Stadion Galgenwaard, Utrecht Toeschouwers: 17.771 Scheidsrechter: S. Mulder |
| 14 oktober 2017 20:45 uur |                             |         |               | Stadion: Stadion Galgenwaard, Utrecht Toeschouwers: 17.771 Scheidsrechter: S. Mulder |
| 14 oktober 2017 20:45 uur |                             |         |               | Stadion: Stadion Galgenwaard, Utrecht Toeschouwers: 17.771 Scheidsrechter: S. Mulder |
|                           |                             |         |               |                                                                                      |

|                           |                 |         |             |                                                                               |
| 15 oktober 2017 12:30 uur | Heracles Almelo | 1 – 1   | Vitesse     | Stadion: Polman Stadion, Almelo Toeschouwers: 11.164 Scheidsrechter: Lindhout |
| 15 oktober 2017 12:30 uur | Peterson 73'    | Verslag | 87' Linssen | Stadion: Polman Stadion, Almelo Toeschouwers: 11.164 Scheidsrechter: Lindhout |
| 15 oktober 2017 12:30 uur |                 |         |             | Stadion: Polman Stadion, Almelo Toeschouwers: 11.164 Scheidsrechter: Lindhout |
| 15 oktober 2017 12:30 uur |                 |         |             | Stadion: Polman Stadion, Almelo Toeschouwers: 11.164 Scheidsrechter: Lindhout |
|                           |                 |         |             |                                                                               |

|                           |                                         |         |                                                           |                                                                                         |
| 15 oktober 2017 14:30 uur | VVV-Venlo                               | 2 – 5   | PSV                                                       | Stadion: Seacon Stadion - De Koel -, Venlo Toeschouwers: 8.000 Scheidsrechter: Makkelie |
| 15 oktober 2017 14:30 uur | Leemans 40' (pen.) Hunte 48' Promes 61' | Verslag | 23' Locadia 58', 85' Pereiro 67' Schwaab 72' Mauro Júnior | Stadion: Seacon Stadion - De Koel -, Venlo Toeschouwers: 8.000 Scheidsrechter: Makkelie |
| 15 oktober 2017 14:30 uur |                                         |         |                                                           | Stadion: Seacon Stadion - De Koel -, Venlo Toeschouwers: 8.000 Scheidsrechter: Makkelie |
| 15 oktober 2017 14:30 uur |                                         |         |                                                           | Stadion: Seacon Stadion - De Koel -, Venlo Toeschouwers: 8.000 Scheidsrechter: Makkelie |
|                           |                                         |         |                                                           |                                                                                         |

|                           |                 |         |                   |                                                                                     |
| 15 oktober 2017 14:30 uur | FC Groningen    | 1 – 1   | AZ                | Stadion: Noordlease Stadion, Groningen Toeschouwers: 17.680 Scheidsrechter: Kuipers |
| 15 oktober 2017 14:30 uur | Mahi 53' (pen.) | Verslag | 45+1' Jahanbakhsh | Stadion: Noordlease Stadion, Groningen Toeschouwers: 17.680 Scheidsrechter: Kuipers |
| 15 oktober 2017 14:30 uur |                 |         |                   | Stadion: Noordlease Stadion, Groningen Toeschouwers: 17.680 Scheidsrechter: Kuipers |
| 15 oktober 2017 14:30 uur |                 |         |                   | Stadion: Noordlease Stadion, Groningen Toeschouwers: 17.680 Scheidsrechter: Kuipers |
|                           |                 |         |                   |                                                                                     |

|                           |                              |         |                    |                                                                                         |
| 15 oktober 2017 14:30 uur | Willem II                    | 3 – 1   | FC Twente          | Stadion: Koning Willem II Stadion, Tilburg Toeschouwers: 12.019 Scheidsrechter: Martens |
| 15 oktober 2017 14:30 uur | Sol 45+1', 90+1' Azzaoui 60' | Verslag | 40' (pen.) Assaidi | Stadion: Koning Willem II Stadion, Tilburg Toeschouwers: 12.019 Scheidsrechter: Martens |
| 15 oktober 2017 14:30 uur |                              |         |                    | Stadion: Koning Willem II Stadion, Tilburg Toeschouwers: 12.019 Scheidsrechter: Martens |
| 15 oktober 2017 14:30 uur |                              |         |                    | Stadion: Koning Willem II Stadion, Tilburg Toeschouwers: 12.019 Scheidsrechter: Martens |
|                           |                              |         |                    |                                                                                         |

|                           |                           |         |                       |                                                                                      |
| 15 oktober 2017 16:45 uur | ADO Den Haag              | 1 – 2   | Excelsior             | Stadion: Cars Jeans Stadion, Den Haag Toeschouwers: 10.805 Scheidsrechter: Gözübüyük |
| 15 oktober 2017 16:45 uur | Becker 32' Duplan 4', 26' | Verslag | 7' Caenepeel 81' Faik | Stadion: Cars Jeans Stadion, Den Haag Toeschouwers: 10.805 Scheidsrechter: Gözübüyük |
| 15 oktober 2017 16:45 uur |                           |         |                       | Stadion: Cars Jeans Stadion, Den Haag Toeschouwers: 10.805 Scheidsrechter: Gözübüyük |
| 15 oktober 2017 16:45 uur |                           |         |                       | Stadion: Cars Jeans Stadion, Den Haag Toeschouwers: 10.805 Scheidsrechter: Gözübüyük |
|                           |                           |         |                       |                                                                                      |

## Speelronde 9
|                           |                  |         |           |                                                                                      |
| 20 oktober 2017 20:00 uur | FC Groningen     | 0 – 1   | Willem II | Stadion: Noordlease Stadion, Groningen Toeschouwers: 16.394 Scheidsrechter: Lindhout |
| 20 oktober 2017 20:00 uur | Hrustić 19', 23' | Verslag | 33' Sol   | Stadion: Noordlease Stadion, Groningen Toeschouwers: 16.394 Scheidsrechter: Lindhout |
| 20 oktober 2017 20:00 uur |                  |         |           | Stadion: Noordlease Stadion, Groningen Toeschouwers: 16.394 Scheidsrechter: Lindhout |
| 20 oktober 2017 20:00 uur |                  |         |           | Stadion: Noordlease Stadion, Groningen Toeschouwers: 16.394 Scheidsrechter: Lindhout |
|                           |                  |         |           |                                                                                      |

|                           |           |         |                                   |                                                                                          |
| 21 oktober 2017 18:30 uur | NAC Breda | 0 – 2   | PEC Zwolle                        | Stadion: Rat Verlegh Stadion, Breda Toeschouwers: 18.423 Scheidsrechter: Van den Kerkhof |
| 21 oktober 2017 18:30 uur |           | Verslag | 45+3' (pen.) Van Polen 82' Saymak | Stadion: Rat Verlegh Stadion, Breda Toeschouwers: 18.423 Scheidsrechter: Van den Kerkhof |
| 21 oktober 2017 18:30 uur |           |         |                                   | Stadion: Rat Verlegh Stadion, Breda Toeschouwers: 18.423 Scheidsrechter: Van den Kerkhof |
| 21 oktober 2017 18:30 uur |           |         |                                   | Stadion: Rat Verlegh Stadion, Breda Toeschouwers: 18.423 Scheidsrechter: Van den Kerkhof |
|                           |           |         |                                   |                                                                                          |

|                           |            |         |                  |                                                                                              |
| 21 oktober 2017 19:45 uur | Excelsior  | 1 – 1   | Sparta Rotterdam | Stadion: Van Donge & De Roo Stadion, Rotterdam Toeschouwers: 4.400 Scheidsrechter: S. Mulder |
| 21 oktober 2017 19:45 uur | Massop 55' | Verslag | 86' Goodwin      | Stadion: Van Donge & De Roo Stadion, Rotterdam Toeschouwers: 4.400 Scheidsrechter: S. Mulder |
| 21 oktober 2017 19:45 uur |            |         |                  | Stadion: Van Donge & De Roo Stadion, Rotterdam Toeschouwers: 4.400 Scheidsrechter: S. Mulder |
| 21 oktober 2017 19:45 uur |            |         |                  | Stadion: Van Donge & De Roo Stadion, Rotterdam Toeschouwers: 4.400 Scheidsrechter: S. Mulder |
|                           |            |         |                  |                                                                                              |

|                           |           |         |                              |                                                                                         |
| 21 oktober 2017 19:45 uur | VVV-Venlo | 0 – 2   | ADO Den Haag                 | Stadion: Seacon Stadion - De Koel -, Venlo Toeschouwers: 6.532 Scheidsrechter: Manschot |
| 21 oktober 2017 19:45 uur |           | Verslag | 66' Falkenburg 90+3' Johnsen | Stadion: Seacon Stadion - De Koel -, Venlo Toeschouwers: 6.532 Scheidsrechter: Manschot |
| 21 oktober 2017 19:45 uur |           |         |                              | Stadion: Seacon Stadion - De Koel -, Venlo Toeschouwers: 6.532 Scheidsrechter: Manschot |
| 21 oktober 2017 19:45 uur |           |         |                              | Stadion: Seacon Stadion - De Koel -, Venlo Toeschouwers: 6.532 Scheidsrechter: Manschot |
|                           |           |         |                              |                                                                                         |

|                           |                                   |         |                  |                                                                                    |
| 21 oktober 2017 20:45 uur | FC Twente                         | 3 – 0   | Roda JC Kerkrade | Stadion: De Grolsch Veste, Enschede Toeschouwers: 23.600 Scheidsrechter: Gözübüyük |
| 21 oktober 2017 20:45 uur | Assaidi 26' (pen.), 57' Bijen 73' | Verslag |                  | Stadion: De Grolsch Veste, Enschede Toeschouwers: 23.600 Scheidsrechter: Gözübüyük |
| 21 oktober 2017 20:45 uur |                                   |         |                  | Stadion: De Grolsch Veste, Enschede Toeschouwers: 23.600 Scheidsrechter: Gözübüyük |
| 21 oktober 2017 20:45 uur |                                   |         |                  | Stadion: De Grolsch Veste, Enschede Toeschouwers: 23.600 Scheidsrechter: Gözübüyük |
|                           |                                   |         |                  |                                                                                    |

|                           |                                         |         |                 |                                                                                  |
| 22 oktober 2017 12:30 uur | PSV                                     | 3 – 0   | Heracles Almelo | Stadion: Philips Stadion, Eindhoven Toeschouwers: 32.800 Scheidsrechter: Janssen |
| 22 oktober 2017 12:30 uur | Lozano 18' Van Ginkel 78', 90+1' (pen.) | Verslag | 90' Pröpper     | Stadion: Philips Stadion, Eindhoven Toeschouwers: 32.800 Scheidsrechter: Janssen |
| 22 oktober 2017 12:30 uur |                                         |         |                 | Stadion: Philips Stadion, Eindhoven Toeschouwers: 32.800 Scheidsrechter: Janssen |
| 22 oktober 2017 12:30 uur |                                         |         |                 | Stadion: Philips Stadion, Eindhoven Toeschouwers: 32.800 Scheidsrechter: Janssen |
|                           |                                         |         |                 |                                                                                  |

|                           |               |         |                                               |                                                                                      |
| 22 oktober 2017 14:30 uur | Feyenoord     | 1 – 4   | Ajax                                          | Stadion: Stadion Feijenoord, Rotterdam Toeschouwers: 47.500 Scheidsrechter: Makkelie |
| 22 oktober 2017 14:30 uur | Toornstra 58' | Verslag | 50' Huntelaar 72', 90' Dolberg 88' S. de Jong | Stadion: Stadion Feijenoord, Rotterdam Toeschouwers: 47.500 Scheidsrechter: Makkelie |
| 22 oktober 2017 14:30 uur |               |         |                                               | Stadion: Stadion Feijenoord, Rotterdam Toeschouwers: 47.500 Scheidsrechter: Makkelie |
| 22 oktober 2017 14:30 uur |               |         |                                               | Stadion: Stadion Feijenoord, Rotterdam Toeschouwers: 47.500 Scheidsrechter: Makkelie |
|                           |               |         |                                               |                                                                                      |

|                           |                                                 |         |            |                                                                              |
| 22 oktober 2017 14:30 uur | AZ                                              | 3 – 0   | FC Utrecht | Stadion: AFAS Stadion, Alkmaar Toeschouwers: 14.056 Scheidsrechter: Kamphuis |
| 22 oktober 2017 14:30 uur | Koopmeiners 21' Jahanbakhsh 62' Van Overeem 80' | Verslag |            | Stadion: AFAS Stadion, Alkmaar Toeschouwers: 14.056 Scheidsrechter: Kamphuis |
| 22 oktober 2017 14:30 uur |                                                 |         |            | Stadion: AFAS Stadion, Alkmaar Toeschouwers: 14.056 Scheidsrechter: Kamphuis |
| 22 oktober 2017 14:30 uur |                                                 |         |            | Stadion: AFAS Stadion, Alkmaar Toeschouwers: 14.056 Scheidsrechter: Kamphuis |
|                           |                                                 |         |            |                                                                              |

|                           |               |         |                                             |                                                                                   |
| 22 oktober 2017 16:45 uur | sc Heerenveen | 0 – 4   | Vitesse                                     | Stadion: Abe Lenstra Stadion, Heerenveen Toeschouwers: 21.034 Scheidsrechter: Bax |
| 22 oktober 2017 16:45 uur |               | Verslag | 17' Rashica 36' Linssen 50' Foor 72' Matavž | Stadion: Abe Lenstra Stadion, Heerenveen Toeschouwers: 21.034 Scheidsrechter: Bax |
| 22 oktober 2017 16:45 uur |               |         |                                             | Stadion: Abe Lenstra Stadion, Heerenveen Toeschouwers: 21.034 Scheidsrechter: Bax |
| 22 oktober 2017 16:45 uur |               |         |                                             | Stadion: Abe Lenstra Stadion, Heerenveen Toeschouwers: 21.034 Scheidsrechter: Bax |
|                           |               |         |                                             |                                                                                   |

## Speelronde 10
|                           |           |         |                                |                                                                                   |
| 27 oktober 2017 20:00 uur | FC Twente | 1 – 3   | Excelsior                      | Stadion: De Grolsch Veste, Enschede Toeschouwers: 23.200 Scheidsrechter: Lindhout |
| 27 oktober 2017 20:00 uur | Boere 2'  | Verslag | 41' Faik 74' Massop 80' Karami | Stadion: De Grolsch Veste, Enschede Toeschouwers: 23.200 Scheidsrechter: Lindhout |
| 27 oktober 2017 20:00 uur |           |         |                                | Stadion: De Grolsch Veste, Enschede Toeschouwers: 23.200 Scheidsrechter: Lindhout |
| 27 oktober 2017 20:00 uur |           |         |                                | Stadion: De Grolsch Veste, Enschede Toeschouwers: 23.200 Scheidsrechter: Lindhout |
|                           |           |         |                                |                                                                                   |

|                           |                  |         |              |                                                                                       |
| 28 oktober 2017 18:30 uur | Roda JC Kerkrade | 1 – 1   | Feyenoord    | Stadion: Parkstad Limburg Stadion, Kerkrade Toeschouwers: 13.491 Scheidsrechter: Blom |
| 28 oktober 2017 18:30 uur | Schahin 17'      | Verslag | 11' Berghuis | Stadion: Parkstad Limburg Stadion, Kerkrade Toeschouwers: 13.491 Scheidsrechter: Blom |
| 28 oktober 2017 18:30 uur |                  |         |              | Stadion: Parkstad Limburg Stadion, Kerkrade Toeschouwers: 13.491 Scheidsrechter: Blom |
| 28 oktober 2017 18:30 uur |                  |         |              | Stadion: Parkstad Limburg Stadion, Kerkrade Toeschouwers: 13.491 Scheidsrechter: Blom |
|                           |                  |         |              |                                                                                       |

|                           |                             |         |           |                                                                            |
| 28 oktober 2017 18:30 uur | Heracles Almelo             | 3 – 0   | VVV-Venlo | Stadion: Polman Stadion, Almelo Toeschouwers: 10.364 Scheidsrechter: Pérez |
| 28 oktober 2017 18:30 uur | Kuwas 36' Peterson 40', 69' | Verslag |           | Stadion: Polman Stadion, Almelo Toeschouwers: 10.364 Scheidsrechter: Pérez |
| 28 oktober 2017 18:30 uur |                             |         |           | Stadion: Polman Stadion, Almelo Toeschouwers: 10.364 Scheidsrechter: Pérez |
| 28 oktober 2017 18:30 uur |                             |         |           | Stadion: Polman Stadion, Almelo Toeschouwers: 10.364 Scheidsrechter: Pérez |
|                           |                             |         |           |                                                                            |

|                           |                      |         |                                       |                                                                                        |
| 28 oktober 2017 20:45 uur | Willem II            | 1 – 3   | Ajax                                  | Stadion: Koning Willem II Stadion, Tilburg Toeschouwers: 13.907 Scheidsrechter: Higler |
| 28 oktober 2017 20:45 uur | Velikonja 55' (pen.) | Verslag | 70' Schöne 79' S. de Jong 90+1' Neres | Stadion: Koning Willem II Stadion, Tilburg Toeschouwers: 13.907 Scheidsrechter: Higler |
| 28 oktober 2017 20:45 uur |                      |         |                                       | Stadion: Koning Willem II Stadion, Tilburg Toeschouwers: 13.907 Scheidsrechter: Higler |
| 28 oktober 2017 20:45 uur |                      |         |                                       | Stadion: Koning Willem II Stadion, Tilburg Toeschouwers: 13.907 Scheidsrechter: Higler |
|                           |                      |         |                                       |                                                                                        |

|                           |                        |         |              |                                                                                     |
| 28 oktober 2017 20:45 uur | PEC Zwolle             | 2 – 0   | ADO Den Haag | Stadion: MAC³PARK stadion, Zwolle Toeschouwers: 13.030 Scheidsrechter: Van de Graaf |
| 28 oktober 2017 20:45 uur | Parzyszek 7' Namli 11' | Verslag |              | Stadion: MAC³PARK stadion, Zwolle Toeschouwers: 13.030 Scheidsrechter: Van de Graaf |
| 28 oktober 2017 20:45 uur |                        |         |              | Stadion: MAC³PARK stadion, Zwolle Toeschouwers: 13.030 Scheidsrechter: Van de Graaf |
| 28 oktober 2017 20:45 uur |                        |         |              | Stadion: MAC³PARK stadion, Zwolle Toeschouwers: 13.030 Scheidsrechter: Van de Graaf |
|                           |                        |         |              |                                                                                     |

|                           |                              |         |                                  |                                                                           |
| 29 oktober 2017 12:30 uur | Vitesse                      | 2 – 4   | PSV                              | Stadion: GelreDome, Arnhem Toeschouwers: 18.232 Scheidsrechter: Gözübüyük |
| 29 oktober 2017 12:30 uur | Locadia 45' (e.d.) Mount 63' | Verslag | 18', 59' Lozano 49', 56' Locadia | Stadion: GelreDome, Arnhem Toeschouwers: 18.232 Scheidsrechter: Gözübüyük |
| 29 oktober 2017 12:30 uur |                              |         |                                  | Stadion: GelreDome, Arnhem Toeschouwers: 18.232 Scheidsrechter: Gözübüyük |
| 29 oktober 2017 12:30 uur |                              |         |                                  | Stadion: GelreDome, Arnhem Toeschouwers: 18.232 Scheidsrechter: Gözübüyük |
|                           |                              |         |                                  |                                                                           |

|                           |                        |         |                           |                                                                                |
| 29 oktober 2017 14:30 uur | FC Utrecht             | 2 – 2   | NAC Breda                 | Stadion: Stadion Galgenwaard, Utrecht Toeschouwers: 20.123 Scheidsrechter: Bax |
| 29 oktober 2017 14:30 uur | Janssen 19' Venema 78' | Verslag | 22' El Allouchi 48' Korte | Stadion: Stadion Galgenwaard, Utrecht Toeschouwers: 20.123 Scheidsrechter: Bax |
| 29 oktober 2017 14:30 uur |                        |         |                           | Stadion: Stadion Galgenwaard, Utrecht Toeschouwers: 20.123 Scheidsrechter: Bax |
| 29 oktober 2017 14:30 uur |                        |         |                           | Stadion: Stadion Galgenwaard, Utrecht Toeschouwers: 20.123 Scheidsrechter: Bax |
|                           |                        |         |                           |                                                                                |

|                           |                                              |         |              |                                                                              |
| 29 oktober 2017 14:30 uur | Sparta Rotterdam                             | 2 – 1   | FC Groningen | Stadion: Het Kasteel, Rotterdam Toeschouwers: 10.010 Scheidsrechter: Nijhuis |
| 29 oktober 2017 14:30 uur | Mühren 22' Brogno 43' (pen.) Veenhoven 90+4' | Verslag | 36' Reis     | Stadion: Het Kasteel, Rotterdam Toeschouwers: 10.010 Scheidsrechter: Nijhuis |
| 29 oktober 2017 14:30 uur |                                              |         |              | Stadion: Het Kasteel, Rotterdam Toeschouwers: 10.010 Scheidsrechter: Nijhuis |
| 29 oktober 2017 14:30 uur |                                              |         |              | Stadion: Het Kasteel, Rotterdam Toeschouwers: 10.010 Scheidsrechter: Nijhuis |
|                           |                                              |         |              |                                                                              |

|                           |               |         |              |                                                                                       |
| 29 oktober 2017 16:45 uur | sc Heerenveen | 1 – 2   | AZ           | Stadion: Abe Lenstra Stadion, Heerenveen Toeschouwers: 19.136 Scheidsrechter: Janssen |
| 29 oktober 2017 16:45 uur | Vlap 21'      | Verslag | 73', 90' Til | Stadion: Abe Lenstra Stadion, Heerenveen Toeschouwers: 19.136 Scheidsrechter: Janssen |
| 29 oktober 2017 16:45 uur |               |         |              | Stadion: Abe Lenstra Stadion, Heerenveen Toeschouwers: 19.136 Scheidsrechter: Janssen |
| 29 oktober 2017 16:45 uur |               |         |              | Stadion: Abe Lenstra Stadion, Heerenveen Toeschouwers: 19.136 Scheidsrechter: Janssen |
|                           |               |         |              |                                                                                       |

## Speelronde 11
|                           |                  |       |               |                                                                               |
| 3 november 2017 20:00 uur | Sparta Rotterdam | 0 – 0 | sc Heerenveen | Stadion: Het Kasteel, Rotterdam Toeschouwers: 10.231 Scheidsrechter: Manschot |
| 3 november 2017 20:00 uur | Verslag          |       |               | Stadion: Het Kasteel, Rotterdam Toeschouwers: 10.231 Scheidsrechter: Manschot |
| 3 november 2017 20:00 uur |                  |       |               | Stadion: Het Kasteel, Rotterdam Toeschouwers: 10.231 Scheidsrechter: Manschot |
| 3 november 2017 20:00 uur |                  |       |               | Stadion: Het Kasteel, Rotterdam Toeschouwers: 10.231 Scheidsrechter: Manschot |
|                           |                  |       |               |                                                                               |

|                           |                                                      |         |                          |                                                                          |
| 4 november 2017 18:30 uur | AZ                                                   | 3 – 2   | Willem II                | Stadion: AFAS Stadion, Alkmaar Toeschouwers: 14.613 Scheidsrechter: Blom |
| 4 november 2017 18:30 uur | Jahanbakhsh 35' (pen.) Til 54' Weghorst 64' 12', 86' | Verslag | 25' Rienstra 85' Azzaoui | Stadion: AFAS Stadion, Alkmaar Toeschouwers: 14.613 Scheidsrechter: Blom |
| 4 november 2017 18:30 uur |                                                      |         |                          | Stadion: AFAS Stadion, Alkmaar Toeschouwers: 14.613 Scheidsrechter: Blom |
| 4 november 2017 18:30 uur |                                                      |         |                          | Stadion: AFAS Stadion, Alkmaar Toeschouwers: 14.613 Scheidsrechter: Blom |
|                           |                                                      |         |                          |                                                                          |

|                           |            |         |                  |                                                                                              |
| 4 november 2017 19:45 uur | Excelsior  | 1 – 0   | Roda JC Kerkrade | Stadion: Van Donge & De Roo Stadion, Rotterdam Toeschouwers: 4.086 Scheidsrechter: Dieperink |
| 4 november 2017 19:45 uur | Bruins 42' | Verslag | 36' Rosheuvel    | Stadion: Van Donge & De Roo Stadion, Rotterdam Toeschouwers: 4.086 Scheidsrechter: Dieperink |
| 4 november 2017 19:45 uur |            |         |                  | Stadion: Van Donge & De Roo Stadion, Rotterdam Toeschouwers: 4.086 Scheidsrechter: Dieperink |
| 4 november 2017 19:45 uur |            |         |                  | Stadion: Van Donge & De Roo Stadion, Rotterdam Toeschouwers: 4.086 Scheidsrechter: Dieperink |
|                           |            |         |                  |                                                                                              |

|                           |                                    |         |                     |                                                                                      |
| 4 november 2017 19:45 uur | Heracles Almelo                    | 2 – 1   | FC Groningen        | Stadion: Polman Stadion, Almelo Toeschouwers: 10.411 Scheidsrechter: Van den Kerkhof |
| 4 november 2017 19:45 uur | Niemeijer 14' Hardeveld 82' (pen.) | Verslag | 44' (pen.) Veldwijk | Stadion: Polman Stadion, Almelo Toeschouwers: 10.411 Scheidsrechter: Van den Kerkhof |
| 4 november 2017 19:45 uur |                                    |         |                     | Stadion: Polman Stadion, Almelo Toeschouwers: 10.411 Scheidsrechter: Van den Kerkhof |
| 4 november 2017 19:45 uur |                                    |         |                     | Stadion: Polman Stadion, Almelo Toeschouwers: 10.411 Scheidsrechter: Van den Kerkhof |
|                           |                                    |         |                     |                                                                                      |

|                           |           |       |           |                                                                                         |
| 4 november 2017 20:45 uur | VVV-Venlo | 0 – 0 | NAC Breda | Stadion: Seacon Stadion - De Koel -, Venlo Toeschouwers: 6.521 Scheidsrechter: Kamphuis |
| 4 november 2017 20:45 uur | Verslag   |       |           | Stadion: Seacon Stadion - De Koel -, Venlo Toeschouwers: 6.521 Scheidsrechter: Kamphuis |
| 4 november 2017 20:45 uur |           |       |           | Stadion: Seacon Stadion - De Koel -, Venlo Toeschouwers: 6.521 Scheidsrechter: Kamphuis |
| 4 november 2017 20:45 uur |           |       |           | Stadion: Seacon Stadion - De Koel -, Venlo Toeschouwers: 6.521 Scheidsrechter: Kamphuis |
|                           |           |       |           |                                                                                         |

|                           |                       |         |                            |                                                                                    |
| 5 november 2017 12:30 uur | ADO Den Haag          | 2 – 2   | Feyenoord                  | Stadion: Cars Jeans Stadion, Den Haag Toeschouwers: 13.870 Scheidsrechter: Nijhuis |
| 5 november 2017 12:30 uur | Meijers 44' Kanon 55' | Verslag | 4' Jørgensen 86' El Ahmadi | Stadion: Cars Jeans Stadion, Den Haag Toeschouwers: 13.870 Scheidsrechter: Nijhuis |
| 5 november 2017 12:30 uur |                       |         |                            | Stadion: Cars Jeans Stadion, Den Haag Toeschouwers: 13.870 Scheidsrechter: Nijhuis |
| 5 november 2017 12:30 uur |                       |         |                            | Stadion: Cars Jeans Stadion, Den Haag Toeschouwers: 13.870 Scheidsrechter: Nijhuis |
|                           |                       |         |                            |                                                                                    |

|                           |               |         |                |                                                                                  |
| 5 november 2017 14:30 uur | Ajax          | 1 – 2   | FC Utrecht     | Stadion: Amsterdam ArenA, Amsterdam Toeschouwers: 51.758 Scheidsrechter: Kuipers |
| 5 november 2017 14:30 uur | Viergever 41' | Verslag | 6', 84' Labyad | Stadion: Amsterdam ArenA, Amsterdam Toeschouwers: 51.758 Scheidsrechter: Kuipers |
| 5 november 2017 14:30 uur |               |         |                | Stadion: Amsterdam ArenA, Amsterdam Toeschouwers: 51.758 Scheidsrechter: Kuipers |
| 5 november 2017 14:30 uur |               |         |                | Stadion: Amsterdam ArenA, Amsterdam Toeschouwers: 51.758 Scheidsrechter: Kuipers |
|                           |               |         |                |                                                                                  |

|                           |         |       |            |                                                                          |
| 5 november 2017 14:30 uur | Vitesse | 0 – 0 | PEC Zwolle | Stadion: GelreDome, Arnhem Toeschouwers: 18.349 Scheidsrechter: Makkelie |
| 5 november 2017 14:30 uur | Verslag |       |            | Stadion: GelreDome, Arnhem Toeschouwers: 18.349 Scheidsrechter: Makkelie |
| 5 november 2017 14:30 uur |         |       |            | Stadion: GelreDome, Arnhem Toeschouwers: 18.349 Scheidsrechter: Makkelie |
| 5 november 2017 14:30 uur |         |       |            | Stadion: GelreDome, Arnhem Toeschouwers: 18.349 Scheidsrechter: Makkelie |
|                           |         |       |            |                                                                          |

|                           |                                                                    |         |                                   |                                                                                 |
| 5 november 2017 16:45 uur | PSV                                                                | 4 – 3   | FC Twente                         | Stadion: Philips Stadion, Eindhoven Toeschouwers: 33.040 Scheidsrechter: Higler |
| 5 november 2017 16:45 uur | Locadia 14' Van Ginkel 61' (pen.) De Jong 72' Thesker 90+1' (e.d.) | Verslag | 21' Thesker 68' Lam 75' F. Jensen | Stadion: Philips Stadion, Eindhoven Toeschouwers: 33.040 Scheidsrechter: Higler |
| 5 november 2017 16:45 uur |                                                                    |         |                                   | Stadion: Philips Stadion, Eindhoven Toeschouwers: 33.040 Scheidsrechter: Higler |
| 5 november 2017 16:45 uur |                                                                    |         |                                   | Stadion: Philips Stadion, Eindhoven Toeschouwers: 33.040 Scheidsrechter: Higler |
|                           |                                                                    |         |                                   |                                                                                 |

## Speelronde 12
|                            |               |         |                 |                                                                                    |
| 18 november 2017 18:30 uur | Feyenoord     | 1 – 1   | VVV-Venlo       | Stadion: Stadion Feijenoord, Rotterdam Toeschouwers: 47.500 Scheidsrechter: Higler |
| 18 november 2017 18:30 uur | Jørgensen 54' | Verslag | 86' Van Bruggen | Stadion: Stadion Feijenoord, Rotterdam Toeschouwers: 47.500 Scheidsrechter: Higler |
| 18 november 2017 18:30 uur |               |         |                 | Stadion: Stadion Feijenoord, Rotterdam Toeschouwers: 47.500 Scheidsrechter: Higler |
| 18 november 2017 18:30 uur |               |         |                 | Stadion: Stadion Feijenoord, Rotterdam Toeschouwers: 47.500 Scheidsrechter: Higler |
|                            |               |         |                 |                                                                                    |

|                            |           |         |                                             |                                                                                   |
| 18 november 2017 18:30 uur | FC Twente | 0 – 4   | sc Heerenveen                               | Stadion: De Grolsch Veste, Enschede Toeschouwers: 25.600 Scheidsrechter: Kamphuis |
| 18 november 2017 18:30 uur |           | Verslag | 24' Høegh 43' Vlap 61' Ødegaard 87' Veerman | Stadion: De Grolsch Veste, Enschede Toeschouwers: 25.600 Scheidsrechter: Kamphuis |
| 18 november 2017 18:30 uur |           |         |                                             | Stadion: De Grolsch Veste, Enschede Toeschouwers: 25.600 Scheidsrechter: Kamphuis |
| 18 november 2017 18:30 uur |           |         |                                             | Stadion: De Grolsch Veste, Enschede Toeschouwers: 25.600 Scheidsrechter: Kamphuis |
|                            |           |         |                                             |                                                                                   |

|                            |           |         |                                                                                      |                                                                                   |
| 18 november 2017 20:45 uur | NAC Breda | 0 – 8   | Ajax                                                                                 | Stadion: Rat Verlegh Stadion, Breda Toeschouwers: 18.969 Scheidsrechter: Makkelie |
| 18 november 2017 20:45 uur |           | Verslag | 13', 33' De Ligt 18', 27', 75' Van de Beek 29' Neres 66' (pen.) Schöne 73' Huntelaar | Stadion: Rat Verlegh Stadion, Breda Toeschouwers: 18.969 Scheidsrechter: Makkelie |
| 18 november 2017 20:45 uur |           |         |                                                                                      | Stadion: Rat Verlegh Stadion, Breda Toeschouwers: 18.969 Scheidsrechter: Makkelie |
| 18 november 2017 20:45 uur |           |         |                                                                                      | Stadion: Rat Verlegh Stadion, Breda Toeschouwers: 18.969 Scheidsrechter: Makkelie |
|                            |           |         |                                                                                      |                                                                                   |

|                            |                      |         |                  |                                                                                              |
| 18 november 2017 20:45 uur | Willem II            | 2 – 2   | Sparta Rotterdam | Stadion: Koning Willem II Stadion, Tilburg Toeschouwers: 11.511 Scheidsrechter: Van de Graaf |
| 18 november 2017 20:45 uur | Haye 46' Ogbeche 57' | Verslag | 23', 27' Duarte  | Stadion: Koning Willem II Stadion, Tilburg Toeschouwers: 11.511 Scheidsrechter: Van de Graaf |
| 18 november 2017 20:45 uur |                      |         |                  | Stadion: Koning Willem II Stadion, Tilburg Toeschouwers: 11.511 Scheidsrechter: Van de Graaf |
| 18 november 2017 20:45 uur |                      |         |                  | Stadion: Koning Willem II Stadion, Tilburg Toeschouwers: 11.511 Scheidsrechter: Van de Graaf |
|                            |                      |         |                  |                                                                                              |

|                            |                                                  |         |                 |                                                                                 |
| 19 november 2017 12:30 uur | ADO Den Haag                                     | 4 – 1   | Heracles Almelo | Stadion: Cars Jeans Stadion, Den Haag Toeschouwers: 11.175 Scheidsrechter: Blom |
| 19 november 2017 12:30 uur | Lorenzen 28' El Khayati 75' Johnsen 84' Hooi 89' | Verslag | 10' Niemeijer   | Stadion: Cars Jeans Stadion, Den Haag Toeschouwers: 11.175 Scheidsrechter: Blom |
| 19 november 2017 12:30 uur |                                                  |         |                 | Stadion: Cars Jeans Stadion, Den Haag Toeschouwers: 11.175 Scheidsrechter: Blom |
| 19 november 2017 12:30 uur |                                                  |         |                 | Stadion: Cars Jeans Stadion, Den Haag Toeschouwers: 11.175 Scheidsrechter: Blom |
|                            |                                                  |         |                 |                                                                                 |

|                            |            |         |                    |                                                                                |
| 19 november 2017 14:30 uur | PEC Zwolle | 0 – 1   | PSV                | Stadion: MAC³PARK stadion, Zwolle Toeschouwers: 13.250 Scheidsrechter: Kuipers |
| 19 november 2017 14:30 uur |            | Verslag | 90+3' Isimat-Mirin | Stadion: MAC³PARK stadion, Zwolle Toeschouwers: 13.250 Scheidsrechter: Kuipers |
| 19 november 2017 14:30 uur |            |         |                    | Stadion: MAC³PARK stadion, Zwolle Toeschouwers: 13.250 Scheidsrechter: Kuipers |
| 19 november 2017 14:30 uur |            |         |                    | Stadion: MAC³PARK stadion, Zwolle Toeschouwers: 13.250 Scheidsrechter: Kuipers |
|                            |            |         |                    |                                                                                |

|                            |                                  |         |                |                                                                                    |
| 19 november 2017 14:30 uur | FC Utrecht                       | 3 – 1   | Excelsior      | Stadion: Stadion Galgenwaard, Utrecht Toeschouwers: 18.336 Scheidsrechter: Nijhuis |
| 19 november 2017 14:30 uur | Dessers 8' Ayoub 56' Janssen 64' | Verslag | 89' El Azzouzi | Stadion: Stadion Galgenwaard, Utrecht Toeschouwers: 18.336 Scheidsrechter: Nijhuis |
| 19 november 2017 14:30 uur |                                  |         |                | Stadion: Stadion Galgenwaard, Utrecht Toeschouwers: 18.336 Scheidsrechter: Nijhuis |
| 19 november 2017 14:30 uur |                                  |         |                | Stadion: Stadion Galgenwaard, Utrecht Toeschouwers: 18.336 Scheidsrechter: Nijhuis |
|                            |                                  |         |                |                                                                                    |

|                            |                                                                  |         |                                     |                                                                                      |
| 19 november 2017 14:30 uur | FC Groningen                                                     | 4 – 2   | Vitesse                             | Stadion: Noordlease Stadion, Groningen Toeschouwers: 17.263 Scheidsrechter: Manschot |
| 19 november 2017 14:30 uur | Dabo 59' (e.d.) Idrissi 65' Mahi 78' Van Weert 82' Reis 24', 83' | Verslag | 32' (e.d.) Larsen 62' (pen.) Matavž | Stadion: Noordlease Stadion, Groningen Toeschouwers: 17.263 Scheidsrechter: Manschot |
| 19 november 2017 14:30 uur |                                                                  |         |                                     | Stadion: Noordlease Stadion, Groningen Toeschouwers: 17.263 Scheidsrechter: Manschot |
| 19 november 2017 14:30 uur |                                                                  |         |                                     | Stadion: Noordlease Stadion, Groningen Toeschouwers: 17.263 Scheidsrechter: Manschot |
|                            |                                                                  |         |                                     |                                                                                      |

|                            |                  |         |               |                                                                                           |
| 19 november 2017 16:45 uur | Roda JC Kerkrade | 0 – 1   | AZ            | Stadion: Parkstad Limburg Stadion, Kerkrade Toeschouwers: 12.411 Scheidsrechter: Lindhout |
| 19 november 2017 16:45 uur |                  | Verslag | 84' Seuntjens | Stadion: Parkstad Limburg Stadion, Kerkrade Toeschouwers: 12.411 Scheidsrechter: Lindhout |
| 19 november 2017 16:45 uur |                  |         |               | Stadion: Parkstad Limburg Stadion, Kerkrade Toeschouwers: 12.411 Scheidsrechter: Lindhout |
| 19 november 2017 16:45 uur |                  |         |               | Stadion: Parkstad Limburg Stadion, Kerkrade Toeschouwers: 12.411 Scheidsrechter: Lindhout |
|                            |                  |         |               |                                                                                           |

## Speelronde 13
|                            |                                        |         |           |                                                                                     |
| 24 november 2017 20:00 uur | AZ                                     | 2 – 0   | FC Twente | Stadion: AFAS Stadion, Alkmaar Toeschouwers: 14.601 Scheidsrechter: Van den Kerkhof |
| 24 november 2017 20:00 uur | Jahanbakhsh 65' (pen.) Van Overeem 70' | Verslag |           | Stadion: AFAS Stadion, Alkmaar Toeschouwers: 14.601 Scheidsrechter: Van den Kerkhof |
| 24 november 2017 20:00 uur |                                        |         |           | Stadion: AFAS Stadion, Alkmaar Toeschouwers: 14.601 Scheidsrechter: Van den Kerkhof |
| 24 november 2017 20:00 uur |                                        |         |           | Stadion: AFAS Stadion, Alkmaar Toeschouwers: 14.601 Scheidsrechter: Van den Kerkhof |
|                            |                                        |         |           |                                                                                     |

|                            |                                                     |         |                         |                                                                                          |
| 25 november 2017 18:30 uur | VVV-Venlo                                           | 3 – 3   | Willem II               | Stadion: Seacon Stadion - De Koel -, Venlo Toeschouwers: 6.782 Scheidsrechter: S. Mulder |
| 25 november 2017 18:30 uur | V. van Crooij 7' Van Bruggen 49' Leemans 72' (pen.) | Verslag | 62', 74', 90+2' Ogbeche | Stadion: Seacon Stadion - De Koel -, Venlo Toeschouwers: 6.782 Scheidsrechter: S. Mulder |
| 25 november 2017 18:30 uur |                                                     |         |                         | Stadion: Seacon Stadion - De Koel -, Venlo Toeschouwers: 6.782 Scheidsrechter: S. Mulder |
| 25 november 2017 18:30 uur |                                                     |         |                         | Stadion: Seacon Stadion - De Koel -, Venlo Toeschouwers: 6.782 Scheidsrechter: S. Mulder |
|                            |                                                     |         |                         |                                                                                          |

|                            |              |         |                           |                                                                                      |
| 25 november 2017 19:45 uur | FC Groningen | 0 – 2   | Feyenoord                 | Stadion: Noordlease Stadion, Groningen Toeschouwers: 20.294 Scheidsrechter: Makkelie |
| 25 november 2017 19:45 uur |              | Verslag | 49' Vilhena 59' Jørgensen | Stadion: Noordlease Stadion, Groningen Toeschouwers: 20.294 Scheidsrechter: Makkelie |
| 25 november 2017 19:45 uur |              |         |                           | Stadion: Noordlease Stadion, Groningen Toeschouwers: 20.294 Scheidsrechter: Makkelie |
| 25 november 2017 19:45 uur |              |         |                           | Stadion: Noordlease Stadion, Groningen Toeschouwers: 20.294 Scheidsrechter: Makkelie |
|                            |              |         |                           |                                                                                      |

|                            |                          |         |              |                                                                                 |
| 25 november 2017 19:45 uur | Heracles Almelo          | 2 – 1   | NAC Breda    | Stadion: Polman Stadion, Almelo Toeschouwers: 10.626 Scheidsrechter: Van Boekel |
| 25 november 2017 19:45 uur | Niemeijer 15' Gladon 23' | Verslag | 14' Angeliño | Stadion: Polman Stadion, Almelo Toeschouwers: 10.626 Scheidsrechter: Van Boekel |
| 25 november 2017 19:45 uur |                          |         |              | Stadion: Polman Stadion, Almelo Toeschouwers: 10.626 Scheidsrechter: Van Boekel |
| 25 november 2017 19:45 uur |                          |         |              | Stadion: Polman Stadion, Almelo Toeschouwers: 10.626 Scheidsrechter: Van Boekel |
|                            |                          |         |              |                                                                                 |

|                            |               |         |                       |                                                                                         |
| 25 november 2017 20:45 uur | sc Heerenveen | 1 – 2   | PEC Zwolle            | Stadion: Abe Lenstra Stadion, Heerenveen Toeschouwers: 20.832 Scheidsrechter: Gözübüyük |
| 25 november 2017 20:45 uur | Vlap 13'      | Verslag | 43' Freire 49' Saymak | Stadion: Abe Lenstra Stadion, Heerenveen Toeschouwers: 20.832 Scheidsrechter: Gözübüyük |
| 25 november 2017 20:45 uur |               |         |                       | Stadion: Abe Lenstra Stadion, Heerenveen Toeschouwers: 20.832 Scheidsrechter: Gözübüyük |
| 25 november 2017 20:45 uur |               |         |                       | Stadion: Abe Lenstra Stadion, Heerenveen Toeschouwers: 20.832 Scheidsrechter: Gözübüyük |
|                            |               |         |                       |                                                                                         |

|                            |                                                    |         |                  |                                                                                  |
| 26 november 2017 12:30 uur | Ajax                                               | 5 – 1   | Roda JC Kerkrade | Stadion: Amsterdam ArenA, Amsterdam Toeschouwers: 51.000 Scheidsrechter: Nijhuis |
| 26 november 2017 12:30 uur | Kluivert 45', 60', 85' Dolberg 59' Van de Beek 75' | Verslag | 32' Kum          | Stadion: Amsterdam ArenA, Amsterdam Toeschouwers: 51.000 Scheidsrechter: Nijhuis |
| 26 november 2017 12:30 uur |                                                    |         |                  | Stadion: Amsterdam ArenA, Amsterdam Toeschouwers: 51.000 Scheidsrechter: Nijhuis |
| 26 november 2017 12:30 uur |                                                    |         |                  | Stadion: Amsterdam ArenA, Amsterdam Toeschouwers: 51.000 Scheidsrechter: Nijhuis |
|                            |                                                    |         |                  |                                                                                  |

|                            |              |         |                                |                                                                                             |
| 26 november 2017 14:30 uur | Excelsior    | 1 – 2   | PSV                            | Stadion: Van Donge & De Roo Stadion, Rotterdam Toeschouwers: 4.400 Scheidsrechter: Kamphuis |
| 26 november 2017 14:30 uur | Koolwijk 52' | Verslag | 13' (e.d.) Mattheij 41' Lozano | Stadion: Van Donge & De Roo Stadion, Rotterdam Toeschouwers: 4.400 Scheidsrechter: Kamphuis |
| 26 november 2017 14:30 uur |              |         |                                | Stadion: Van Donge & De Roo Stadion, Rotterdam Toeschouwers: 4.400 Scheidsrechter: Kamphuis |
| 26 november 2017 14:30 uur |              |         |                                | Stadion: Van Donge & De Roo Stadion, Rotterdam Toeschouwers: 4.400 Scheidsrechter: Kamphuis |
|                            |              |         |                                |                                                                                             |

|                            |                  |         |                         |                                                                               |
| 26 november 2017 14:30 uur | Sparta Rotterdam | 1 – 3   | FC Utrecht              | Stadion: Het Kasteel, Rotterdam Toeschouwers: 10.432 Scheidsrechter: Lindhout |
| 26 november 2017 14:30 uur | Proschwitz 55'   | Verslag | 1', 70' Labyad 75' Kerk | Stadion: Het Kasteel, Rotterdam Toeschouwers: 10.432 Scheidsrechter: Lindhout |
| 26 november 2017 14:30 uur |                  |         |                         | Stadion: Het Kasteel, Rotterdam Toeschouwers: 10.432 Scheidsrechter: Lindhout |
| 26 november 2017 14:30 uur |                  |         |                         | Stadion: Het Kasteel, Rotterdam Toeschouwers: 10.432 Scheidsrechter: Lindhout |
|                            |                  |         |                         |                                                                               |

|                            |                          |         |                 |                                                                         |
| 26 november 2017 16:45 uur | Vitesse                  | 2 – 0   | ADO Den Haag    | Stadion: GelreDome, Arnhem Toeschouwers: 14.754 Scheidsrechter: Janssen |
| 26 november 2017 16:45 uur | Miazga 87' Linssen 90+4' | Verslag | 70', 71' Ebuehi | Stadion: GelreDome, Arnhem Toeschouwers: 14.754 Scheidsrechter: Janssen |
| 26 november 2017 16:45 uur |                          |         |                 | Stadion: GelreDome, Arnhem Toeschouwers: 14.754 Scheidsrechter: Janssen |
| 26 november 2017 16:45 uur |                          |         |                 | Stadion: GelreDome, Arnhem Toeschouwers: 14.754 Scheidsrechter: Janssen |
|                            |                          |         |                 |                                                                         |

## Speelronde 14
|                           |            |         |                   |                                                                                |
| 1 december 2017 20:00 uur | PEC Zwolle | 1 – 1   | FC Utrecht        | Stadion: MAC³PARK stadion, Zwolle Toeschouwers: 13.250 Scheidsrechter: Janssen |
| 1 december 2017 20:00 uur | Saymak 83' | Verslag | 33' Van de Streek | Stadion: MAC³PARK stadion, Zwolle Toeschouwers: 13.250 Scheidsrechter: Janssen |
| 1 december 2017 20:00 uur |            |         |                   | Stadion: MAC³PARK stadion, Zwolle Toeschouwers: 13.250 Scheidsrechter: Janssen |
| 1 december 2017 20:00 uur |            |         |                   | Stadion: MAC³PARK stadion, Zwolle Toeschouwers: 13.250 Scheidsrechter: Janssen |
|                           |            |         |                   |                                                                                |

|                           |                            |         |                              |                                                                                 |
| 2 december 2017 18:30 uur | FC Twente                  | 3 – 3   | Ajax                         | Stadion: De Grolsch Veste, Enschede Toeschouwers: 27.500 Scheidsrechter: Higler |
| 2 december 2017 18:30 uur | Thesker 48', 63' Boere 89' | Verslag | 33', 37' Schöne 79' Kluivert | Stadion: De Grolsch Veste, Enschede Toeschouwers: 27.500 Scheidsrechter: Higler |
| 2 december 2017 18:30 uur |                            |         |                              | Stadion: De Grolsch Veste, Enschede Toeschouwers: 27.500 Scheidsrechter: Higler |
| 2 december 2017 18:30 uur |                            |         |                              | Stadion: De Grolsch Veste, Enschede Toeschouwers: 27.500 Scheidsrechter: Higler |
|                           |                            |         |                              |                                                                                 |

|                           |              |         |                                   |                                                                                      |
| 2 december 2017 18:30 uur | ADO Den Haag | 0 – 3   | FC Groningen                      | Stadion: Cars Jeans Stadion, Den Haag Toeschouwers: 10.416 Scheidsrechter: Gözübüyük |
| 2 december 2017 18:30 uur |              | Verslag | 45+1' Doan 74' Idrissi 89' Bacuna | Stadion: Cars Jeans Stadion, Den Haag Toeschouwers: 10.416 Scheidsrechter: Gözübüyük |
| 2 december 2017 18:30 uur |              |         |                                   | Stadion: Cars Jeans Stadion, Den Haag Toeschouwers: 10.416 Scheidsrechter: Gözübüyük |
| 2 december 2017 18:30 uur |              |         |                                   | Stadion: Cars Jeans Stadion, Den Haag Toeschouwers: 10.416 Scheidsrechter: Gözübüyük |
|                           |              |         |                                   |                                                                                      |

|                           |              |         |         |                                                                                        |
| 2 december 2017 20:45 uur | Feyenoord    | 1 – 0   | Vitesse | Stadion: Stadion Feijenoord, Rotterdam Toeschouwers: 47.500 Scheidsrechter: Van Boekel |
| 2 december 2017 20:45 uur | Jørgensen 9' | Verslag |         | Stadion: Stadion Feijenoord, Rotterdam Toeschouwers: 47.500 Scheidsrechter: Van Boekel |
| 2 december 2017 20:45 uur |              |         |         | Stadion: Stadion Feijenoord, Rotterdam Toeschouwers: 47.500 Scheidsrechter: Van Boekel |
| 2 december 2017 20:45 uur |              |         |         | Stadion: Stadion Feijenoord, Rotterdam Toeschouwers: 47.500 Scheidsrechter: Van Boekel |
|                           |              |         |         |                                                                                        |

|                           |                         |         |                 |                                                                                          |
| 2 december 2017 20:45 uur | Willem II               | 3 – 1   | Heracles Almelo | Stadion: Koning Willem II Stadion, Tilburg Toeschouwers: 11.230 Scheidsrechter: Makkelie |
| 2 december 2017 20:45 uur | Sol 4' Ogbeche 13', 21' | Verslag | 86' Jakubiak    | Stadion: Koning Willem II Stadion, Tilburg Toeschouwers: 11.230 Scheidsrechter: Makkelie |
| 2 december 2017 20:45 uur |                         |         |                 | Stadion: Koning Willem II Stadion, Tilburg Toeschouwers: 11.230 Scheidsrechter: Makkelie |
| 2 december 2017 20:45 uur |                         |         |                 | Stadion: Koning Willem II Stadion, Tilburg Toeschouwers: 11.230 Scheidsrechter: Makkelie |
|                           |                         |         |                 |                                                                                          |

|                           |           |         |                                      |                                                                                        |
| 3 december 2017 12:30 uur | VVV-Venlo | 0 – 2   | AZ                                   | Stadion: Seacon Stadion - De Koel -, Venlo Toeschouwers: 6.353 Scheidsrechter: Nijhuis |
| 3 december 2017 12:30 uur |           | Verslag | 74' (e.d.) Seuntjens 84' Hatzidiakos | Stadion: Seacon Stadion - De Koel -, Venlo Toeschouwers: 6.353 Scheidsrechter: Nijhuis |
| 3 december 2017 12:30 uur |           |         |                                      | Stadion: Seacon Stadion - De Koel -, Venlo Toeschouwers: 6.353 Scheidsrechter: Nijhuis |
| 3 december 2017 12:30 uur |           |         |                                      | Stadion: Seacon Stadion - De Koel -, Venlo Toeschouwers: 6.353 Scheidsrechter: Nijhuis |
|                           |           |         |                                      |                                                                                        |

|                           |             |         |                  |                                                                                    |
| 3 december 2017 14:30 uur | PSV         | 1 – 0   | Sparta Rotterdam | Stadion: Philips Stadion, Eindhoven Toeschouwers: 33.000 Scheidsrechter: S. Mulder |
| 3 december 2017 14:30 uur | De Jong 52' | Verslag |                  | Stadion: Philips Stadion, Eindhoven Toeschouwers: 33.000 Scheidsrechter: S. Mulder |
| 3 december 2017 14:30 uur |             |         |                  | Stadion: Philips Stadion, Eindhoven Toeschouwers: 33.000 Scheidsrechter: S. Mulder |
| 3 december 2017 14:30 uur |             |         |                  | Stadion: Philips Stadion, Eindhoven Toeschouwers: 33.000 Scheidsrechter: S. Mulder |
|                           |             |         |                  |                                                                                    |

|                           |                       |         |               |                                                                                      |
| 3 december 2017 14:30 uur | Roda JC Kerkrade      | 2 – 1   | sc Heerenveen | Stadion: Parkstad Limburg Stadion, Kerkrade Toeschouwers: 10.482 Scheidsrechter: Bax |
| 3 december 2017 14:30 uur | Schahin 71' Milts 87' | Verslag | 60' Veerman   | Stadion: Parkstad Limburg Stadion, Kerkrade Toeschouwers: 10.482 Scheidsrechter: Bax |
| 3 december 2017 14:30 uur |                       |         |               | Stadion: Parkstad Limburg Stadion, Kerkrade Toeschouwers: 10.482 Scheidsrechter: Bax |
| 3 december 2017 14:30 uur |                       |         |               | Stadion: Parkstad Limburg Stadion, Kerkrade Toeschouwers: 10.482 Scheidsrechter: Bax |
|                           |                       |         |               |                                                                                      |

|                           |                                              |         |                |                                                                               |
| 3 december 2017 16:45 uur | NAC Breda                                    | 3 – 1   | Excelsior      | Stadion: Rat Verlegh Stadion, Breda Toeschouwers: 18.340 Scheidsrechter: Blom |
| 3 december 2017 16:45 uur | Ambrose 24' (pen.), 48' (pen.) Fernandes 77' | Verslag | 66' Van Duinen | Stadion: Rat Verlegh Stadion, Breda Toeschouwers: 18.340 Scheidsrechter: Blom |
| 3 december 2017 16:45 uur |                                              |         |                | Stadion: Rat Verlegh Stadion, Breda Toeschouwers: 18.340 Scheidsrechter: Blom |
| 3 december 2017 16:45 uur |                                              |         |                | Stadion: Rat Verlegh Stadion, Breda Toeschouwers: 18.340 Scheidsrechter: Blom |
|                           |                                              |         |                |                                                                               |

## Speelronde 15
|                           |             |         |             |                                                                                         |
| 8 december 2017 20:00 uur | Willem II   | 1 – 1   | NAC Breda   | Stadion: Koning Willem II Stadion, Tilburg Toeschouwers: 14.400 Scheidsrechter: Nijhuis |
| 8 december 2017 20:00 uur | Ogbeche 43' | Verslag | 50' Ambrose | Stadion: Koning Willem II Stadion, Tilburg Toeschouwers: 14.400 Scheidsrechter: Nijhuis |
| 8 december 2017 20:00 uur |             |         |             | Stadion: Koning Willem II Stadion, Tilburg Toeschouwers: 14.400 Scheidsrechter: Nijhuis |
| 8 december 2017 20:00 uur |             |         |             | Stadion: Koning Willem II Stadion, Tilburg Toeschouwers: 14.400 Scheidsrechter: Nijhuis |
|                           |             |         |             |                                                                                         |

|                           |                          |         |                       |                                                                                         |
| 9 december 2017 18:30 uur | sc Heerenveen            | 2 – 2   | VVV-Venlo             | Stadion: Abe Lenstra Stadion, Heerenveen Toeschouwers: 18.893 Scheidsrechter: Dieperink |
| 9 december 2017 18:30 uur | Dumfries 19' Veerman 49' | Verslag | 10' Thy 85' Seuntjens | Stadion: Abe Lenstra Stadion, Heerenveen Toeschouwers: 18.893 Scheidsrechter: Dieperink |
| 9 december 2017 18:30 uur |                          |         |                       | Stadion: Abe Lenstra Stadion, Heerenveen Toeschouwers: 18.893 Scheidsrechter: Dieperink |
| 9 december 2017 18:30 uur |                          |         |                       | Stadion: Abe Lenstra Stadion, Heerenveen Toeschouwers: 18.893 Scheidsrechter: Dieperink |
|                           |                          |         |                       |                                                                                         |

|                           |                                                                       |         |                 |                                                                                  |
| 9 december 2017 19:45 uur | AZ                                                                    | 5 – 0   | Heracles Almelo | Stadion: AFAS Stadion, Alkmaar Toeschouwers: 13.863 Scheidsrechter: Van de Graaf |
| 9 december 2017 19:45 uur | Castro 55' (e.d.) Til 75' Jahanbakhsh 81' Weghorst 85' Svensson 90+1' | Verslag |                 | Stadion: AFAS Stadion, Alkmaar Toeschouwers: 13.863 Scheidsrechter: Van de Graaf |
| 9 december 2017 19:45 uur |                                                                       |         |                 | Stadion: AFAS Stadion, Alkmaar Toeschouwers: 13.863 Scheidsrechter: Van de Graaf |
| 9 december 2017 19:45 uur |                                                                       |         |                 | Stadion: AFAS Stadion, Alkmaar Toeschouwers: 13.863 Scheidsrechter: Van de Graaf |
|                           |                                                                       |         |                 |                                                                                  |

|                           |                                       |         |                      |                                                                                             |
| 9 december 2017 19:45 uur | Excelsior                             | 1 – 2   | PEC Zwolle           | Stadion: Van Donge & De Roo Stadion, Rotterdam Toeschouwers: 4.069 Scheidsrechter: Manschot |
| 9 december 2017 19:45 uur | Van Duinen 48' (pen.) Elbers 64', 84' | Verslag | 49' Saymak 65' Namli | Stadion: Van Donge & De Roo Stadion, Rotterdam Toeschouwers: 4.069 Scheidsrechter: Manschot |
| 9 december 2017 19:45 uur |                                       |         |                      | Stadion: Van Donge & De Roo Stadion, Rotterdam Toeschouwers: 4.069 Scheidsrechter: Manschot |
| 9 december 2017 19:45 uur |                                       |         |                      | Stadion: Van Donge & De Roo Stadion, Rotterdam Toeschouwers: 4.069 Scheidsrechter: Manschot |
|                           |                                       |         |                      |                                                                                             |

|                           |                |         |                                 |                                                                                   |
| 9 december 2017 20:45 uur | FC Twente      | 2 – 3   | ADO Den Haag                    | Stadion: De Grolsch Veste, Enschede Toeschouwers: 23.600 Scheidsrechter: Lindhout |
| 9 december 2017 20:45 uur | Holla 12', 36' | Verslag | 17', 90' El Khayati 21' Johnsen | Stadion: De Grolsch Veste, Enschede Toeschouwers: 23.600 Scheidsrechter: Lindhout |
| 9 december 2017 20:45 uur |                |         |                                 | Stadion: De Grolsch Veste, Enschede Toeschouwers: 23.600 Scheidsrechter: Lindhout |
| 9 december 2017 20:45 uur |                |         |                                 | Stadion: De Grolsch Veste, Enschede Toeschouwers: 23.600 Scheidsrechter: Lindhout |
|                           |                |         |                                 |                                                                                   |

|                            |                                |         |                           |                                                                                             |
| 10 december 2017 12:30 uur | Roda JC Kerkrade               | 2 – 2   | FC Groningen              | Stadion: Parkstad Limburg Stadion, Kerkrade Toeschouwers: 10.515 Scheidsrechter: Van Boekel |
| 10 december 2017 12:30 uur | Gustafson 14', 34' Auassar 58' | Verslag | 37', 59' (pen.) Van Weert | Stadion: Parkstad Limburg Stadion, Kerkrade Toeschouwers: 10.515 Scheidsrechter: Van Boekel |
| 10 december 2017 12:30 uur |                                |         |                           | Stadion: Parkstad Limburg Stadion, Kerkrade Toeschouwers: 10.515 Scheidsrechter: Van Boekel |
| 10 december 2017 12:30 uur |                                |         |                           | Stadion: Parkstad Limburg Stadion, Kerkrade Toeschouwers: 10.515 Scheidsrechter: Van Boekel |
|                            |                                |         |                           |                                                                                             |

|                            |            |          |           |                                                               |
| 10 december 2017 14:30 uur | FC Utrecht | Afgelast | Feyenoord | Stadion: Stadion Galgenwaard, Utrecht Scheidsrechter: Kuipers |
| 10 december 2017 14:30 uur |            |          |           | Stadion: Stadion Galgenwaard, Utrecht Scheidsrechter: Kuipers |
| 10 december 2017 14:30 uur |            |          |           | Stadion: Stadion Galgenwaard, Utrecht Scheidsrechter: Kuipers |
| 10 december 2017 14:30 uur |            |          |           | Stadion: Stadion Galgenwaard, Utrecht Scheidsrechter: Kuipers |
|                            |            |          |           |                                                               |

|                            |                  |          |         |                                                          |
| 10 december 2017 14:30 uur | Sparta Rotterdam | Afgelast | Vitesse | Stadion: Het Kasteel, Rotterdam Scheidsrechter: Makkelie |
| 10 december 2017 14:30 uur |                  |          |         | Stadion: Het Kasteel, Rotterdam Scheidsrechter: Makkelie |
| 10 december 2017 14:30 uur |                  |          |         | Stadion: Het Kasteel, Rotterdam Scheidsrechter: Makkelie |
| 10 december 2017 14:30 uur |                  |          |         | Stadion: Het Kasteel, Rotterdam Scheidsrechter: Makkelie |
|                            |                  |          |         |                                                          |

|                            |                                      |         |     |                                                                               |
| 10 december 2017 17:00 uur | Ajax                                 | 3 – 0   | PSV | Stadion: Amsterdam ArenA, Amsterdam Toeschouwers: 52.379 Scheidsrechter: Blom |
| 10 december 2017 17:00 uur | Neres 61' Schöne 64' Van de Beek 72' | Verslag |     | Stadion: Amsterdam ArenA, Amsterdam Toeschouwers: 52.379 Scheidsrechter: Blom |
| 10 december 2017 17:00 uur |                                      |         |     | Stadion: Amsterdam ArenA, Amsterdam Toeschouwers: 52.379 Scheidsrechter: Blom |
| 10 december 2017 17:00 uur |                                      |         |     | Stadion: Amsterdam ArenA, Amsterdam Toeschouwers: 52.379 Scheidsrechter: Blom |
|                            |                                      |         |     |                                                                               |

## Speelronde 16
|                            |                                 |         |                  |                                                                                    |
| 12 december 2017 18:30 uur | NAC Breda                       | 1 – 2   | FC Twente        | Stadion: Rat Verlegh Stadion, Breda Toeschouwers: 17.589 Scheidsrechter: S. Mulder |
| 12 december 2017 18:30 uur | Bijen 59' (e.d.) Bertrams 90+5' | Verslag | 48', 61' Assaidi | Stadion: Rat Verlegh Stadion, Breda Toeschouwers: 17.589 Scheidsrechter: S. Mulder |
| 12 december 2017 18:30 uur |                                 |         |                  | Stadion: Rat Verlegh Stadion, Breda Toeschouwers: 17.589 Scheidsrechter: S. Mulder |
| 12 december 2017 18:30 uur |                                 |         |                  | Stadion: Rat Verlegh Stadion, Breda Toeschouwers: 17.589 Scheidsrechter: S. Mulder |
|                            |                                 |         |                  |                                                                                    |

|                            |            |         |                 |                                                                               |
| 12 december 2017 20:45 uur | PEC Zwolle | 1 – 1   | AZ              | Stadion: MAC³PARK stadion, Zwolle Toeschouwers: 12.875 Scheidsrechter: Higler |
| 12 december 2017 20:45 uur | Ondaan 32' | Verslag | 34' Jahanbakhsh | Stadion: MAC³PARK stadion, Zwolle Toeschouwers: 12.875 Scheidsrechter: Higler |
| 12 december 2017 20:45 uur |            |         |                 | Stadion: MAC³PARK stadion, Zwolle Toeschouwers: 12.875 Scheidsrechter: Higler |
| 12 december 2017 20:45 uur |            |         |                 | Stadion: MAC³PARK stadion, Zwolle Toeschouwers: 12.875 Scheidsrechter: Higler |
|                            |            |         |                 |                                                                               |

|                            |                                                   |         |                                         |                                                                                     |
| 13 december 2017 18:30 uur | FC Groningen                                      | 3 – 3   | PSV                                     | Stadion: Noordlease Stadion, Groningen Toeschouwers: 20.103 Scheidsrechter: Nijhuis |
| 13 december 2017 18:30 uur | Van Nieff 31' Veldwijk 54' (pen.) Te Wierik 90+5' | Verslag | 7', 37' (pen.) Van Ginkel 16' Ramselaar | Stadion: Noordlease Stadion, Groningen Toeschouwers: 20.103 Scheidsrechter: Nijhuis |
| 13 december 2017 18:30 uur |                                                   |         |                                         | Stadion: Noordlease Stadion, Groningen Toeschouwers: 20.103 Scheidsrechter: Nijhuis |
| 13 december 2017 18:30 uur |                                                   |         |                                         | Stadion: Noordlease Stadion, Groningen Toeschouwers: 20.103 Scheidsrechter: Nijhuis |
|                            |                                                   |         |                                         |                                                                                     |

|                            |                        |         |                          |                                                                           |
| 13 december 2017 18:30 uur | Vitesse                | 2 – 2   | Willem II                | Stadion: GelreDome, Arnhem Toeschouwers: 13.961 Scheidsrechter: Gözübüyük |
| 13 december 2017 18:30 uur | Matavž 23' Linssen 88' | Verslag | 13' Ogbeche 58' Rienstra | Stadion: GelreDome, Arnhem Toeschouwers: 13.961 Scheidsrechter: Gözübüyük |
| 13 december 2017 18:30 uur |                        |         |                          | Stadion: GelreDome, Arnhem Toeschouwers: 13.961 Scheidsrechter: Gözübüyük |
| 13 december 2017 18:30 uur |                        |         |                          | Stadion: GelreDome, Arnhem Toeschouwers: 13.961 Scheidsrechter: Gözübüyük |
|                            |                        |         |                          |                                                                           |

|                            |           |         |            |                                                                                         |
| 13 december 2017 19:45 uur | VVV-Venlo | 0 – 1   | FC Utrecht | Stadion: Seacon Stadion - De Koel -, Venlo Toeschouwers: 5.778 Scheidsrechter: Manschot |
| 13 december 2017 19:45 uur |           | Verslag | 24' Kerk   | Stadion: Seacon Stadion - De Koel -, Venlo Toeschouwers: 5.778 Scheidsrechter: Manschot |
| 13 december 2017 19:45 uur |           |         |            | Stadion: Seacon Stadion - De Koel -, Venlo Toeschouwers: 5.778 Scheidsrechter: Manschot |
| 13 december 2017 19:45 uur |           |         |            | Stadion: Seacon Stadion - De Koel -, Venlo Toeschouwers: 5.778 Scheidsrechter: Manschot |
|                            |           |         |            |                                                                                         |

|                            |              |         |               |                                                                                  |
| 13 december 2017 20:45 uur | Feyenoord    | 1 – 1   | sc Heerenveen | Stadion: Stadion Feijenoord, Rotterdam Toeschouwers: 40.000 Scheidsrechter: Blom |
| 13 december 2017 20:45 uur | Berghuis 41' | Verslag | 43' Veerman   | Stadion: Stadion Feijenoord, Rotterdam Toeschouwers: 40.000 Scheidsrechter: Blom |
| 13 december 2017 20:45 uur |              |         |               | Stadion: Stadion Feijenoord, Rotterdam Toeschouwers: 40.000 Scheidsrechter: Blom |
| 13 december 2017 20:45 uur |              |         |               | Stadion: Stadion Feijenoord, Rotterdam Toeschouwers: 40.000 Scheidsrechter: Blom |
|                            |              |         |               |                                                                                  |

|                            |                                |         |                                                       |                                                                                       |
| 13 december 2017 20:45 uur | ADO Den Haag                   | 3 – 2   | Roda JC Kerkrade                                      | Stadion: Cars Jeans Stadion, Den Haag Toeschouwers: 9.151 Scheidsrechter: Wiedemeijer |
| 13 december 2017 20:45 uur | Immers 14', 68' Falkenburg 73' | Verslag | 6' Schahin 39' (pen.) Gustafson 30', 90+2' Dijkhuizen | Stadion: Cars Jeans Stadion, Den Haag Toeschouwers: 9.151 Scheidsrechter: Wiedemeijer |
| 13 december 2017 20:45 uur |                                |         |                                                       | Stadion: Cars Jeans Stadion, Den Haag Toeschouwers: 9.151 Scheidsrechter: Wiedemeijer |
| 13 december 2017 20:45 uur |                                |         |                                                       | Stadion: Cars Jeans Stadion, Den Haag Toeschouwers: 9.151 Scheidsrechter: Wiedemeijer |
|                            |                                |         |                                                       |                                                                                       |

|                            |                                      |         |                     |                                                                              |
| 14 december 2017 18:30 uur | Heracles Almelo                      | 3 – 2   | Sparta Rotterdam    | Stadion: Polman Stadion, Almelo Toeschouwers: 9.203 Scheidsrechter: Kamphuis |
| 14 december 2017 18:30 uur | Wuytens 6' Niemeijer 74' Vermeij 90' | Verslag | 46', 76' Proschwitz | Stadion: Polman Stadion, Almelo Toeschouwers: 9.203 Scheidsrechter: Kamphuis |
| 14 december 2017 18:30 uur |                                      |         |                     | Stadion: Polman Stadion, Almelo Toeschouwers: 9.203 Scheidsrechter: Kamphuis |
| 14 december 2017 18:30 uur |                                      |         |                     | Stadion: Polman Stadion, Almelo Toeschouwers: 9.203 Scheidsrechter: Kamphuis |
|                            |                                      |         |                     |                                                                              |

|                            |                                              |         |                |                                                                                  |
| 14 december 2017 20:45 uur | Ajax                                         | 3 – 1   | Excelsior      | Stadion: Amsterdam ArenA, Amsterdam Toeschouwers: 51.695 Scheidsrechter: Janssen |
| 14 december 2017 20:45 uur | S. de Jong 23' Dolberg 57' (pen.) Ziyech 86' | Verslag | 40' Van Duinen | Stadion: Amsterdam ArenA, Amsterdam Toeschouwers: 51.695 Scheidsrechter: Janssen |
| 14 december 2017 20:45 uur |                                              |         |                | Stadion: Amsterdam ArenA, Amsterdam Toeschouwers: 51.695 Scheidsrechter: Janssen |
| 14 december 2017 20:45 uur |                                              |         |                | Stadion: Amsterdam ArenA, Amsterdam Toeschouwers: 51.695 Scheidsrechter: Janssen |
|                            |                                              |         |                |                                                                                  |

## Speelronde 17
|                            |                    |         |           |                                                                                        |
| 16 december 2017 18:30 uur | sc Heerenveen      | 1 – 0   | NAC Breda | Stadion: Abe Lenstra Stadion, Heerenveen Toeschouwers: 20.000 Scheidsrechter: Lindhout |
| 16 december 2017 18:30 uur | Van Amersfoort 55' | Verslag |           | Stadion: Abe Lenstra Stadion, Heerenveen Toeschouwers: 20.000 Scheidsrechter: Lindhout |
| 16 december 2017 18:30 uur |                    |         |           | Stadion: Abe Lenstra Stadion, Heerenveen Toeschouwers: 20.000 Scheidsrechter: Lindhout |
| 16 december 2017 18:30 uur |                    |         |           | Stadion: Abe Lenstra Stadion, Heerenveen Toeschouwers: 20.000 Scheidsrechter: Lindhout |
|                            |                    |         |           |                                                                                        |

|                            |                      |         |                                      |                                                                                             |
| 16 december 2017 18:30 uur | Willem II            | 2 – 3   | PEC Zwolle                           | Stadion: Koning Willem II Stadion, Tilburg Toeschouwers: 12.900 Scheidsrechter: Wiedemeijer |
| 16 december 2017 18:30 uur | Sol 10' Rienstra 36' | Verslag | 40' (pen.) E. Bakker 59', 85' Saymak | Stadion: Koning Willem II Stadion, Tilburg Toeschouwers: 12.900 Scheidsrechter: Wiedemeijer |
| 16 december 2017 18:30 uur |                      |         |                                      | Stadion: Koning Willem II Stadion, Tilburg Toeschouwers: 12.900 Scheidsrechter: Wiedemeijer |
| 16 december 2017 18:30 uur |                      |         |                                      | Stadion: Koning Willem II Stadion, Tilburg Toeschouwers: 12.900 Scheidsrechter: Wiedemeijer |
|                            |                      |         |                                      |                                                                                             |

|                            |                                      |         |                  |                                                                                  |
| 16 december 2017 19:45 uur | PSV                                  | 3 – 0   | ADO Den Haag     | Stadion: Philips Stadion, Eindhoven Toeschouwers: 32.700 Scheidsrechter: Kuipers |
| 16 december 2017 19:45 uur | De Jong 5', 7' Van Ginkel 35' (pen.) | Verslag | 12', 80' Meißner | Stadion: Philips Stadion, Eindhoven Toeschouwers: 32.700 Scheidsrechter: Kuipers |
| 16 december 2017 19:45 uur |                                      |         |                  | Stadion: Philips Stadion, Eindhoven Toeschouwers: 32.700 Scheidsrechter: Kuipers |
| 16 december 2017 19:45 uur |                                      |         |                  | Stadion: Philips Stadion, Eindhoven Toeschouwers: 32.700 Scheidsrechter: Kuipers |
|                            |                                      |         |                  |                                                                                  |

|                            |               |         |           |                                                                                   |
| 16 december 2017 20:45 uur | FC Twente     | 1 – 1   | Vitesse   | Stadion: De Grolsch Veste, Enschede Toeschouwers: 23.600 Scheidsrechter: Manschot |
| 16 december 2017 20:45 uur | F. Jensen 14' | Verslag | 28' Mount | Stadion: De Grolsch Veste, Enschede Toeschouwers: 23.600 Scheidsrechter: Manschot |
| 16 december 2017 20:45 uur |               |         |           | Stadion: De Grolsch Veste, Enschede Toeschouwers: 23.600 Scheidsrechter: Manschot |
| 16 december 2017 20:45 uur |               |         |           | Stadion: De Grolsch Veste, Enschede Toeschouwers: 23.600 Scheidsrechter: Manschot |
|                            |               |         |           |                                                                                   |

|                            |                  |         |             |                                                                                         |
| 16 december 2017 20:45 uur | Roda JC Kerkrade | 0 – 1   | VVV-Venlo   | Stadion: Parkstad Limburg Stadion, Kerkrade Toeschouwers: 13.189 Scheidsrechter: Higler |
| 16 december 2017 20:45 uur | Auassar 83'      | Verslag | 76' Leemans | Stadion: Parkstad Limburg Stadion, Kerkrade Toeschouwers: 13.189 Scheidsrechter: Higler |
| 16 december 2017 20:45 uur |                  |         |             | Stadion: Parkstad Limburg Stadion, Kerkrade Toeschouwers: 13.189 Scheidsrechter: Higler |
| 16 december 2017 20:45 uur |                  |         |             | Stadion: Parkstad Limburg Stadion, Kerkrade Toeschouwers: 13.189 Scheidsrechter: Higler |
|                            |                  |         |             |                                                                                         |

|                            |                  |         |                                                                               |                                                                                |
| 17 december 2017 12:30 uur | Sparta Rotterdam | 0 – 7   | Feyenoord                                                                     | Stadion: Het Kasteel, Rotterdam Toeschouwers: 10.606 Scheidsrechter: Gözübüyük |
| 17 december 2017 12:30 uur |                  | Verslag | 4', 28' Vilhena 8' Vente 15' St. Juste 48' Tapia 71' Berghuis 88' Başacıkoğlu | Stadion: Het Kasteel, Rotterdam Toeschouwers: 10.606 Scheidsrechter: Gözübüyük |
| 17 december 2017 12:30 uur |                  |         |                                                                               | Stadion: Het Kasteel, Rotterdam Toeschouwers: 10.606 Scheidsrechter: Gözübüyük |
| 17 december 2017 12:30 uur |                  |         |                                                                               | Stadion: Het Kasteel, Rotterdam Toeschouwers: 10.606 Scheidsrechter: Gözübüyük |
|                            |                  |         |                                                                               |                                                                                |

|                            |                                          |         |                                 |                                                                              |
| 17 december 2017 14:30 uur | AZ                                       | 1 – 2   | Ajax                            | Stadion: AFAS Stadion, Alkmaar Toeschouwers: 17.000 Scheidsrechter: Makkelie |
| 17 december 2017 14:30 uur | Jahanbakhsh 25' (pen.) Svensson 26', 86' | Verslag | 43' Huntelaar 51' (pen.) Schöne | Stadion: AFAS Stadion, Alkmaar Toeschouwers: 17.000 Scheidsrechter: Makkelie |
| 17 december 2017 14:30 uur |                                          |         |                                 | Stadion: AFAS Stadion, Alkmaar Toeschouwers: 17.000 Scheidsrechter: Makkelie |
| 17 december 2017 14:30 uur |                                          |         |                                 | Stadion: AFAS Stadion, Alkmaar Toeschouwers: 17.000 Scheidsrechter: Makkelie |
|                            |                                          |         |                                 |                                                                              |

|                            |            |         |                 |                                                                                      |
| 17 december 2017 14:30 uur | FC Utrecht | 1 – 1   | Heracles Almelo | Stadion: Stadion Galgenwaard, Utrecht Toeschouwers: 16.859 Scheidsrechter: S. Mulder |
| 17 december 2017 14:30 uur | Ayoub 34'  | Verslag | 90+2' Gladon    | Stadion: Stadion Galgenwaard, Utrecht Toeschouwers: 16.859 Scheidsrechter: S. Mulder |
| 17 december 2017 14:30 uur |            |         |                 | Stadion: Stadion Galgenwaard, Utrecht Toeschouwers: 16.859 Scheidsrechter: S. Mulder |
| 17 december 2017 14:30 uur |            |         |                 | Stadion: Stadion Galgenwaard, Utrecht Toeschouwers: 16.859 Scheidsrechter: S. Mulder |
|                            |            |         |                 |                                                                                      |

|                            |                      |         |              | |
| 17 december 2017 16:45 uur | Excelsior            | 2 – 0   | FC Groningen | Stadion: Van Donge & De Roo Stadion, Rotterdam Toeschouwers: 3.808 Scheidsrechter: Van den Kerkhof |
| 17 december 2017 16:45 uur | Massop 8' Elbers 83' | Verslag |              | Stadion: Van Donge & De Roo Stadion, Rotterdam Toeschouwers: 3.808 Scheidsrechter: Van den Kerkhof |
| 17 december 2017 16:45 uur |                      |         |              | Stadion: Van Donge & De Roo Stadion, Rotterdam Toeschouwers: 3.808 Scheidsrechter: Van den Kerkhof |
| 17 december 2017 16:45 uur |                      |         |              | Stadion: Van Donge & De Roo Stadion, Rotterdam Toeschouwers: 3.808 Scheidsrechter: Van den Kerkhof |
|                            |                      |         |              | |

## Speelronde 18
|                            |                                      |         |            |                                                                                 |
| 22 december 2017 20:00 uur | ADO Den Haag                         | 4 – 0   | PEC Zwolle | Stadion: Cars Jeans Stadion, Den Haag Toeschouwers: 11.107 Scheidsrechter: Blom |
| 22 december 2017 20:00 uur | Falkenburg 23', 52' Johnsen 44', 62' | Verslag |            | Stadion: Cars Jeans Stadion, Den Haag Toeschouwers: 11.107 Scheidsrechter: Blom |
| 22 december 2017 20:00 uur |                                      |         |            | Stadion: Cars Jeans Stadion, Den Haag Toeschouwers: 11.107 Scheidsrechter: Blom |
| 22 december 2017 20:00 uur |                                      |         |            | Stadion: Cars Jeans Stadion, Den Haag Toeschouwers: 11.107 Scheidsrechter: Blom |
|                            |                                      |         |            |                                                                                 |

|                            |                                     |         |                                 |                                                                                      |
| 23 december 2017 18:30 uur | NAC Breda                           | 3 – 1   | FC Utrecht                      | Stadion: Rat Verlegh Stadion, Breda Toeschouwers: 18.769 Scheidsrechter: Wiedemeijer |
| 23 december 2017 18:30 uur | Marí 26' Ambrose 71' Angeliño 90+4' | Verslag | 75' Dessers 51', 90+3' Strieder | Stadion: Rat Verlegh Stadion, Breda Toeschouwers: 18.769 Scheidsrechter: Wiedemeijer |
| 23 december 2017 18:30 uur |                                     |         |                                 | Stadion: Rat Verlegh Stadion, Breda Toeschouwers: 18.769 Scheidsrechter: Wiedemeijer |
| 23 december 2017 18:30 uur |                                     |         |                                 | Stadion: Rat Verlegh Stadion, Breda Toeschouwers: 18.769 Scheidsrechter: Wiedemeijer |
|                            |                                     |         |                                 |                                                                                      |

|                            |                        |         |            |                                                                                 |
| 23 december 2017 19:45 uur | PSV                    | 2 – 1   | Vitesse    | Stadion: Philips Stadion, Eindhoven Toeschouwers: 33.800 Scheidsrechter: Higler |
| 23 december 2017 19:45 uur | Schwaab 43' Lozano 53' | Verslag | 32' Matavž | Stadion: Philips Stadion, Eindhoven Toeschouwers: 33.800 Scheidsrechter: Higler |
| 23 december 2017 19:45 uur |                        |         |            | Stadion: Philips Stadion, Eindhoven Toeschouwers: 33.800 Scheidsrechter: Higler |
| 23 december 2017 19:45 uur |                        |         |            | Stadion: Philips Stadion, Eindhoven Toeschouwers: 33.800 Scheidsrechter: Higler |
|                            |                        |         |            |                                                                                 |

|                            |                                     |         |                                     |                                                                                |
| 23 december 2017 19:45 uur | AZ                                  | 3 – 1   | sc Heerenveen                       | Stadion: AFAS Stadion, Alkmaar Toeschouwers: 15.012 Scheidsrechter: Van Boekel |
| 23 december 2017 19:45 uur | Dumfries 81' (e.d.) Friday 84', 90' | Verslag | 48' Van Amersfoort 56', 69' Thorsby | Stadion: AFAS Stadion, Alkmaar Toeschouwers: 15.012 Scheidsrechter: Van Boekel |
| 23 december 2017 19:45 uur |                                     |         |                                     | Stadion: AFAS Stadion, Alkmaar Toeschouwers: 15.012 Scheidsrechter: Van Boekel |
| 23 december 2017 19:45 uur |                                     |         |                                     | Stadion: AFAS Stadion, Alkmaar Toeschouwers: 15.012 Scheidsrechter: Van Boekel |
|                            |                                     |         |                                     |                                                                                |

|                            |           |       |           |                                                                                            |
| 23 december 2017 20:45 uur | Excelsior | 0 – 0 | FC Twente | Stadion: Van Donge & De Roo Stadion, Rotterdam Toeschouwers: 4.369 Scheidsrechter: Martens |
| 23 december 2017 20:45 uur | Verslag   |       |           | Stadion: Van Donge & De Roo Stadion, Rotterdam Toeschouwers: 4.369 Scheidsrechter: Martens |
| 23 december 2017 20:45 uur |           |       |           | Stadion: Van Donge & De Roo Stadion, Rotterdam Toeschouwers: 4.369 Scheidsrechter: Martens |
| 23 december 2017 20:45 uur |           |       |           | Stadion: Van Donge & De Roo Stadion, Rotterdam Toeschouwers: 4.369 Scheidsrechter: Martens |
|                            |           |       |           |                                                                                            |

|                            |                                                      |         |                  |                                                                                     |
| 24 december 2017 12:30 uur | FC Groningen                                         | 4 – 0   | Sparta Rotterdam | Stadion: Noordlease Stadion, Groningen Toeschouwers: 17.617 Scheidsrechter: Janssen |
| 24 december 2017 12:30 uur | Veldwijk 49' Van Weert 74' Holst 86' (e.d.) Doan 90' | Verslag |                  | Stadion: Noordlease Stadion, Groningen Toeschouwers: 17.617 Scheidsrechter: Janssen |
| 24 december 2017 12:30 uur |                                                      |         |                  | Stadion: Noordlease Stadion, Groningen Toeschouwers: 17.617 Scheidsrechter: Janssen |
| 24 december 2017 12:30 uur |                                                      |         |                  | Stadion: Noordlease Stadion, Groningen Toeschouwers: 17.617 Scheidsrechter: Janssen |
|                            |                                                      |         |                  |                                                                                     |

|                            |                                    |         |           |                                                                                   |
| 24 december 2017 14:30 uur | Ajax                               | 3 – 1   | Willem II | Stadion: Amsterdam ArenA, Amsterdam Toeschouwers: 51.921 Scheidsrechter: Manschot |
| 24 december 2017 14:30 uur | Kluivert 63' Dolberg 72' Neres 81' | Verslag | 53' Sol   | Stadion: Amsterdam ArenA, Amsterdam Toeschouwers: 51.921 Scheidsrechter: Manschot |
| 24 december 2017 14:30 uur |                                    |         |           | Stadion: Amsterdam ArenA, Amsterdam Toeschouwers: 51.921 Scheidsrechter: Manschot |
| 24 december 2017 14:30 uur |                                    |         |           | Stadion: Amsterdam ArenA, Amsterdam Toeschouwers: 51.921 Scheidsrechter: Manschot |
|                            |                                    |         |           |                                                                                   |

|                            |                   |         |                      |                                                                                    |
| 24 december 2017 14:30 uur | VVV-Venlo         | 3 – 1   | Heracles Almelo      | Stadion: Seacon Stadion - De Koel -, Venlo Toeschouwers: 7.528 Scheidsrechter: Bax |
| 24 december 2017 14:30 uur | Thy 17', 54', 76' | Verslag | 27' (pen.) Niemeijer | Stadion: Seacon Stadion - De Koel -, Venlo Toeschouwers: 7.528 Scheidsrechter: Bax |
| 24 december 2017 14:30 uur |                   |         |                      | Stadion: Seacon Stadion - De Koel -, Venlo Toeschouwers: 7.528 Scheidsrechter: Bax |
| 24 december 2017 14:30 uur |                   |         |                      | Stadion: Seacon Stadion - De Koel -, Venlo Toeschouwers: 7.528 Scheidsrechter: Bax |
|                            |                   |         |                      |                                                                                    |

|                            |                                                    |         |                  |                                                                                      |
| 24 december 2017 16:45 uur | Feyenoord                                          | 5 – 1   | Roda JC Kerkrade | Stadion: Stadion Feijenoord, Rotterdam Toeschouwers: 40.000 Scheidsrechter: Kamphuis |
| 24 december 2017 16:45 uur | Jørgensen 1', 56' Toornstra 4' Berghuis 89', 90+2' | Verslag | 50' Gustafson    | Stadion: Stadion Feijenoord, Rotterdam Toeschouwers: 40.000 Scheidsrechter: Kamphuis |
| 24 december 2017 16:45 uur |                                                    |         |                  | Stadion: Stadion Feijenoord, Rotterdam Toeschouwers: 40.000 Scheidsrechter: Kamphuis |
| 24 december 2017 16:45 uur |                                                    |         |                  | Stadion: Stadion Feijenoord, Rotterdam Toeschouwers: 40.000 Scheidsrechter: Kamphuis |
|                            |                                                    |         |                  |                                                                                      |

## Inhaalronde 15
|                           |                  |         |           |                                                                              |
| 16 januari 2018 20:00 uur | Sparta Rotterdam | 0 – 1   | Vitesse   | Stadion: Het Kasteel, Rotterdam Toeschouwers: 9.258 Scheidsrechter: Makkelie |
| 16 januari 2018 20:00 uur |                  | Verslag | 64' Mount | Stadion: Het Kasteel, Rotterdam Toeschouwers: 9.258 Scheidsrechter: Makkelie |
| 16 januari 2018 20:00 uur |                  |         |           | Stadion: Het Kasteel, Rotterdam Toeschouwers: 9.258 Scheidsrechter: Makkelie |
| 16 januari 2018 20:00 uur |                  |         |           | Stadion: Het Kasteel, Rotterdam Toeschouwers: 9.258 Scheidsrechter: Makkelie |
|                           |                  |         |           |                                                                              |

## Speelronde 19
|                           |             |         |              |                                                                                      |
| 19 januari 2018 20:00 uur | FC Utrecht  | 1 – 1   | AZ           | Stadion: Stadion Galgenwaard, Utrecht Toeschouwers: 18.457 Scheidsrechter: Gözübüyük |
| 19 januari 2018 20:00 uur | Dessers 74' | Verslag | 55' Svensson | Stadion: Stadion Galgenwaard, Utrecht Toeschouwers: 18.457 Scheidsrechter: Gözübüyük |
| 19 januari 2018 20:00 uur |             |         |              | Stadion: Stadion Galgenwaard, Utrecht Toeschouwers: 18.457 Scheidsrechter: Gözübüyük |
| 19 januari 2018 20:00 uur |             |         |              | Stadion: Stadion Galgenwaard, Utrecht Toeschouwers: 18.457 Scheidsrechter: Gözübüyük |
|                           |             |         |              |                                                                                      |

|                           |                  |         |            |                                                                                              |
| 20 januari 2018 18:30 uur | Roda JC Kerkrade | 1 – 1   | FC Twente  | Stadion: Parkstad Limburg Stadion, Kerkrade Toeschouwers: 12.475 Scheidsrechter: Wiedemeijer |
| 20 januari 2018 18:30 uur | Schahin 89'      | Verslag | 53' Vučkić | Stadion: Parkstad Limburg Stadion, Kerkrade Toeschouwers: 12.475 Scheidsrechter: Wiedemeijer |
| 20 januari 2018 18:30 uur |                  |         |            | Stadion: Parkstad Limburg Stadion, Kerkrade Toeschouwers: 12.475 Scheidsrechter: Wiedemeijer |
| 20 januari 2018 18:30 uur |                  |         |            | Stadion: Parkstad Limburg Stadion, Kerkrade Toeschouwers: 12.475 Scheidsrechter: Wiedemeijer |
|                           |                  |         |            |                                                                                              |

|                           |            |         |           |                                                                                 |
| 20 januari 2018 19:45 uur | PEC Zwolle | 1 – 0   | NAC Breda | Stadion: MAC³PARK stadion, Zwolle Toeschouwers: 13.120 Scheidsrechter: Kamphuis |
| 20 januari 2018 19:45 uur | Mokhtar 2' | Verslag |           | Stadion: MAC³PARK stadion, Zwolle Toeschouwers: 13.120 Scheidsrechter: Kamphuis |
| 20 januari 2018 19:45 uur |            |         |           | Stadion: MAC³PARK stadion, Zwolle Toeschouwers: 13.120 Scheidsrechter: Kamphuis |
| 20 januari 2018 19:45 uur |            |         |           | Stadion: MAC³PARK stadion, Zwolle Toeschouwers: 13.120 Scheidsrechter: Kamphuis |
|                           |            |         |           |                                                                                 |

|                           |              |         |           |                                                                                   |
| 20 januari 2018 19:45 uur | ADO Den Haag | 1 – 1   | VVV-Venlo | Stadion: Cars Jeans Stadion, Den Haag Toeschouwers: 11.008 Scheidsrechter: Higler |
| 20 januari 2018 19:45 uur | Johnsen 23'  | Verslag | 86' Opoku | Stadion: Cars Jeans Stadion, Den Haag Toeschouwers: 11.008 Scheidsrechter: Higler |
| 20 januari 2018 19:45 uur |              |         |           | Stadion: Cars Jeans Stadion, Den Haag Toeschouwers: 11.008 Scheidsrechter: Higler |
| 20 januari 2018 19:45 uur |              |         |           | Stadion: Cars Jeans Stadion, Den Haag Toeschouwers: 11.008 Scheidsrechter: Higler |
|                           |              |         |           |                                                                                   |

|                           |                  |         |                    |                                                                          |
| 20 januari 2018 20:45 uur | Vitesse          | 1 – 1   | sc Heerenveen      | Stadion: GelreDome, Arnhem Toeschouwers: 15.363 Scheidsrechter: Lindhout |
| 20 januari 2018 20:45 uur | Høegh 13' (e.d.) | Verslag | 37' Van Amersfoort | Stadion: GelreDome, Arnhem Toeschouwers: 15.363 Scheidsrechter: Lindhout |
| 20 januari 2018 20:45 uur |                  |         |                    | Stadion: GelreDome, Arnhem Toeschouwers: 15.363 Scheidsrechter: Lindhout |
| 20 januari 2018 20:45 uur |                  |         |                    | Stadion: GelreDome, Arnhem Toeschouwers: 15.363 Scheidsrechter: Lindhout |
|                           |                  |         |                    |                                                                          |

|                           |                                    |         |                              |                                                                                 |
| 21 januari 2018 12:30 uur | Sparta Rotterdam                   | 2 – 3   | Excelsior                    | Stadion: Het Kasteel, Rotterdam Toeschouwers: 10.224 Scheidsrechter: Van Boekel |
| 21 januari 2018 12:30 uur | Massop 3' (e.d.) Brogno 42' (pen.) | Verslag | 5', 45' Messaoud 86' Hadouir | Stadion: Het Kasteel, Rotterdam Toeschouwers: 10.224 Scheidsrechter: Van Boekel |
| 21 januari 2018 12:30 uur |                                    |         |                              | Stadion: Het Kasteel, Rotterdam Toeschouwers: 10.224 Scheidsrechter: Van Boekel |
| 21 januari 2018 12:30 uur |                                    |         |                              | Stadion: Het Kasteel, Rotterdam Toeschouwers: 10.224 Scheidsrechter: Van Boekel |
|                           |                                    |         |                              |                                                                                 |

|                           |             |         |              |                                                                                          |
| 21 januari 2018 14:30 uur | Willem II   | 1 – 1   | FC Groningen | Stadion: Koning Willem II Stadion, Tilburg Toeschouwers: 12.160 Scheidsrechter: Makkelie |
| 21 januari 2018 14:30 uur | Azzaoui 71' | Verslag | 14' Doan     | Stadion: Koning Willem II Stadion, Tilburg Toeschouwers: 12.160 Scheidsrechter: Makkelie |
| 21 januari 2018 14:30 uur |             |         |              | Stadion: Koning Willem II Stadion, Tilburg Toeschouwers: 12.160 Scheidsrechter: Makkelie |
| 21 januari 2018 14:30 uur |             |         |              | Stadion: Koning Willem II Stadion, Tilburg Toeschouwers: 12.160 Scheidsrechter: Makkelie |
|                           |             |         |              |                                                                                          |

|                           |                               |         |                    |                                                                                  |
| 21 januari 2018 14:30 uur | Ajax                          | 2 – 0   | Feyenoord          | Stadion: Amsterdam ArenA, Amsterdam Toeschouwers: 53.320 Scheidsrechter: Kuipers |
| 21 januari 2018 14:30 uur | Van de Beek 50' Huntelaar 53' | Verslag | 36', 59' Jørgensen | Stadion: Amsterdam ArenA, Amsterdam Toeschouwers: 53.320 Scheidsrechter: Kuipers |
| 21 januari 2018 14:30 uur |                               |         |                    | Stadion: Amsterdam ArenA, Amsterdam Toeschouwers: 53.320 Scheidsrechter: Kuipers |
| 21 januari 2018 14:30 uur |                               |         |                    | Stadion: Amsterdam ArenA, Amsterdam Toeschouwers: 53.320 Scheidsrechter: Kuipers |
|                           |                               |         |                    |                                                                                  |

|                           |                      |         |                              |                                                                              |
| 21 januari 2018 16:45 uur | Heracles Almelo      | 1 – 2   | PSV                          | Stadion: Polman Stadion, Almelo Toeschouwers: 11.211 Scheidsrechter: Janssen |
| 21 januari 2018 16:45 uur | Hardeveld 66' (pen.) | Verslag | 45+1' Bergwijn 90+3' De Jong | Stadion: Polman Stadion, Almelo Toeschouwers: 11.211 Scheidsrechter: Janssen |
| 21 januari 2018 16:45 uur |                      |         |                              | Stadion: Polman Stadion, Almelo Toeschouwers: 11.211 Scheidsrechter: Janssen |
| 21 januari 2018 16:45 uur |                      |         |                              | Stadion: Polman Stadion, Almelo Toeschouwers: 11.211 Scheidsrechter: Janssen |
|                           |                      |         |                              |                                                                              |

## Inhaalronde 15
|                           |            |         |             |                                                                                 |
| 24 januari 2018 20:00 uur | FC Utrecht | 1 – 1   | Feyenoord   | Stadion: Stadion Galgenwaard, Utrecht Toeschouwers: 22.111 Scheidsrechter: Blom |
| 24 januari 2018 20:00 uur | Kerk 41'   | Verslag | 23' Larsson | Stadion: Stadion Galgenwaard, Utrecht Toeschouwers: 22.111 Scheidsrechter: Blom |
| 24 januari 2018 20:00 uur |            |         |             | Stadion: Stadion Galgenwaard, Utrecht Toeschouwers: 22.111 Scheidsrechter: Blom |
| 24 januari 2018 20:00 uur |            |         |             | Stadion: Stadion Galgenwaard, Utrecht Toeschouwers: 22.111 Scheidsrechter: Blom |
|                           |            |         |             |                                                                                 |

## Speelronde 20
|                           |                                 |         |                  |                                                                                         |
| 26 januari 2018 20:00 uur | sc Heerenveen                   | 2 – 1   | Sparta Rotterdam | Stadion: Abe Lenstra Stadion, Heerenveen Toeschouwers: 18.790 Scheidsrechter: Gözübüyük |
| 26 januari 2018 20:00 uur | Ghoochannejhad 15' Dumfries 65' | Verslag | 3' Chabot        | Stadion: Abe Lenstra Stadion, Heerenveen Toeschouwers: 18.790 Scheidsrechter: Gözübüyük |
| 26 januari 2018 20:00 uur |                                 |         |                  | Stadion: Abe Lenstra Stadion, Heerenveen Toeschouwers: 18.790 Scheidsrechter: Gözübüyük |
| 26 januari 2018 20:00 uur |                                 |         |                  | Stadion: Abe Lenstra Stadion, Heerenveen Toeschouwers: 18.790 Scheidsrechter: Gözübüyük |
|                           |                                 |         |                  |                                                                                         |

|                           |                                  |         |                                      |                                                                                    |
| 27 januari 2018 18:30 uur | FC Groningen                     | 3 – 3   | Heracles Almelo                      | Stadion: Noordlease Stadion, Groningen Toeschouwers: 17.526 Scheidsrechter: Higler |
| 27 januari 2018 18:30 uur | Van Weert 28' Drost 43' Mahi 45' | Verslag | 34' Monteiro 63' Vermeij 78' Pröpper | Stadion: Noordlease Stadion, Groningen Toeschouwers: 17.526 Scheidsrechter: Higler |
| 27 januari 2018 18:30 uur |                                  |         |                                      | Stadion: Noordlease Stadion, Groningen Toeschouwers: 17.526 Scheidsrechter: Higler |
| 27 januari 2018 18:30 uur |                                  |         |                                      | Stadion: Noordlease Stadion, Groningen Toeschouwers: 17.526 Scheidsrechter: Higler |
|                           |                                  |         |                                      |                                                                                    |

|                           |           |         |                     |                                                                               |
| 27 januari 2018 19:45 uur | FC Twente | 0 – 2   | PSV                 | Stadion: De Grolsch Veste, Enschede Toeschouwers: 25.700 Scheidsrechter: Blom |
| 27 januari 2018 19:45 uur |           | Verslag | 4' Lozano 90' Arias | Stadion: De Grolsch Veste, Enschede Toeschouwers: 25.700 Scheidsrechter: Blom |
| 27 januari 2018 19:45 uur |           |         |                     | Stadion: De Grolsch Veste, Enschede Toeschouwers: 25.700 Scheidsrechter: Blom |
| 27 januari 2018 19:45 uur |           |         |                     | Stadion: De Grolsch Veste, Enschede Toeschouwers: 25.700 Scheidsrechter: Blom |
|                           |           |         |                     |                                                                               |

|                           |            |         |                       |                                                                                  |
| 27 januari 2018 19:45 uur | PEC Zwolle | 1 – 2   | Vitesse               | Stadion: MAC³PARK stadion, Zwolle Toeschouwers: 13.115 Scheidsrechter: S. Mulder |
| 27 januari 2018 19:45 uur | Namli 58'  | Verslag | 29' Linssen 75' Mount | Stadion: MAC³PARK stadion, Zwolle Toeschouwers: 13.115 Scheidsrechter: S. Mulder |
| 27 januari 2018 19:45 uur |            |         |                       | Stadion: MAC³PARK stadion, Zwolle Toeschouwers: 13.115 Scheidsrechter: S. Mulder |
| 27 januari 2018 19:45 uur |            |         |                       | Stadion: MAC³PARK stadion, Zwolle Toeschouwers: 13.115 Scheidsrechter: S. Mulder |
|                           |            |         |                       |                                                                                  |

|                           |           |         |           |                                                                                   |
| 27 januari 2018 20:45 uur | NAC Breda | 0 – 1   | VVV-Venlo | Stadion: Rat Verlegh Stadion, Breda Toeschouwers: 18.443 Scheidsrechter: Manschot |
| 27 januari 2018 20:45 uur |           | Verslag | 73' Thy   | Stadion: Rat Verlegh Stadion, Breda Toeschouwers: 18.443 Scheidsrechter: Manschot |
| 27 januari 2018 20:45 uur |           |         |           | Stadion: Rat Verlegh Stadion, Breda Toeschouwers: 18.443 Scheidsrechter: Manschot |
| 27 januari 2018 20:45 uur |           |         |           | Stadion: Rat Verlegh Stadion, Breda Toeschouwers: 18.443 Scheidsrechter: Manschot |
|                           |           |         |           |                                                                                   |

|                           |                    |         |      |                                                                                     |
| 28 januari 2018 12:30 uur | FC Utrecht         | 0 – 0   | Ajax | Stadion: Stadion Galgenwaard, Utrecht Toeschouwers: 21.768 Scheidsrechter: Makkelie |
| 28 januari 2018 12:30 uur | Görtler 31', 90+1' | Verslag |      | Stadion: Stadion Galgenwaard, Utrecht Toeschouwers: 21.768 Scheidsrechter: Makkelie |
| 28 januari 2018 12:30 uur |                    |         |      | Stadion: Stadion Galgenwaard, Utrecht Toeschouwers: 21.768 Scheidsrechter: Makkelie |
| 28 januari 2018 12:30 uur |                    |         |      | Stadion: Stadion Galgenwaard, Utrecht Toeschouwers: 21.768 Scheidsrechter: Makkelie |
|                           |                    |         |      |                                                                                     |

|                           |                                        |         |              |                                                                                     |
| 28 januari 2018 14:30 uur | Feyenoord                              | 3 – 1   | ADO Den Haag | Stadion: Stadion Feijenoord, Rotterdam Toeschouwers: 47.500 Scheidsrechter: Nijhuis |
| 28 januari 2018 14:30 uur | Vilhena 54' Berghuis 68' Toornstra 80' | Verslag | 71' Immers   | Stadion: Stadion Feijenoord, Rotterdam Toeschouwers: 47.500 Scheidsrechter: Nijhuis |
| 28 januari 2018 14:30 uur |                                        |         |              | Stadion: Stadion Feijenoord, Rotterdam Toeschouwers: 47.500 Scheidsrechter: Nijhuis |
| 28 januari 2018 14:30 uur |                                        |         |              | Stadion: Stadion Feijenoord, Rotterdam Toeschouwers: 47.500 Scheidsrechter: Nijhuis |
|                           |                                        |         |              |                                                                                     |

|                           |                         |         |                              |                                                                                        |
| 28 januari 2018 14:30 uur | Roda JC Kerkrade        | 2 – 1   | Excelsior                    | Stadion: Parkstad Limburg Stadion, Kerkrade Toeschouwers: 11.226 Scheidsrechter: Pérez |
| 28 januari 2018 14:30 uur | Vancamp 45' Schahin 51' | Verslag | 16' Massop 38', 90+2' Bruins | Stadion: Parkstad Limburg Stadion, Kerkrade Toeschouwers: 11.226 Scheidsrechter: Pérez |
| 28 januari 2018 14:30 uur |                         |         |                              | Stadion: Parkstad Limburg Stadion, Kerkrade Toeschouwers: 11.226 Scheidsrechter: Pérez |
| 28 januari 2018 14:30 uur |                         |         |                              | Stadion: Parkstad Limburg Stadion, Kerkrade Toeschouwers: 11.226 Scheidsrechter: Pérez |
|                           |                         |         |                              |                                                                                        |

|                           |           |         |                              |                                                                                             |
| 28 januari 2018 16:45 uur | Willem II | 0 – 2   | AZ                           | Stadion: Koning Willem II Stadion, Tilburg Toeschouwers: 11.350 Scheidsrechter: Wiedemeijer |
| 28 januari 2018 16:45 uur |           | Verslag | 6' Seuntjens 14' Jahanbakhsh | Stadion: Koning Willem II Stadion, Tilburg Toeschouwers: 11.350 Scheidsrechter: Wiedemeijer |
| 28 januari 2018 16:45 uur |           |         |                              | Stadion: Koning Willem II Stadion, Tilburg Toeschouwers: 11.350 Scheidsrechter: Wiedemeijer |
| 28 januari 2018 16:45 uur |           |         |                              | Stadion: Koning Willem II Stadion, Tilburg Toeschouwers: 11.350 Scheidsrechter: Wiedemeijer |
|                           |           |         |                              |                                                                                             |

## Speelronde 21
|                           |                     |         |              |                                                                             |
| 2 februari 2018 20:00 uur | Vitesse             | 2 – 0   | FC Groningen | Stadion: GelreDome, Arnhem Toeschouwers: 14.675 Scheidsrechter: Wiedemeijer |
| 2 februari 2018 20:00 uur | Miazga 6' Mount 32' | Verslag |              | Stadion: GelreDome, Arnhem Toeschouwers: 14.675 Scheidsrechter: Wiedemeijer |
| 2 februari 2018 20:00 uur |                     |         |              | Stadion: GelreDome, Arnhem Toeschouwers: 14.675 Scheidsrechter: Wiedemeijer |
| 2 februari 2018 20:00 uur |                     |         |              | Stadion: GelreDome, Arnhem Toeschouwers: 14.675 Scheidsrechter: Wiedemeijer |
|                           |                     |         |              |                                                                             |

|                           |               |         |           |                                                                                        |
| 3 februari 2018 18:30 uur | sc Heerenveen | 1 – 0   | FC Twente | Stadion: Abe Lenstra Stadion, Heerenveen Toeschouwers: 22.290 Scheidsrechter: Manschot |
| 3 februari 2018 18:30 uur | Høegh 66'     | Verslag |           | Stadion: Abe Lenstra Stadion, Heerenveen Toeschouwers: 22.290 Scheidsrechter: Manschot |
| 3 februari 2018 18:30 uur |               |         |           | Stadion: Abe Lenstra Stadion, Heerenveen Toeschouwers: 22.290 Scheidsrechter: Manschot |
| 3 februari 2018 18:30 uur |               |         |           | Stadion: Abe Lenstra Stadion, Heerenveen Toeschouwers: 22.290 Scheidsrechter: Manschot |
|                           |               |         |           |                                                                                        |

|                           |                                    |         |                  |                                                                                    |
| 3 februari 2018 19:45 uur | PSV                                | 4 – 0   | PEC Zwolle       | Stadion: Philips Stadion, Eindhoven Toeschouwers: 32.800 Scheidsrechter: Gözübüyük |
| 3 februari 2018 19:45 uur | De Jong 45+3', 65', 72' Brenet 78' | Verslag | 42' Van der Hart | Stadion: Philips Stadion, Eindhoven Toeschouwers: 32.800 Scheidsrechter: Gözübüyük |
| 3 februari 2018 19:45 uur |                                    |         |                  | Stadion: Philips Stadion, Eindhoven Toeschouwers: 32.800 Scheidsrechter: Gözübüyük |
| 3 februari 2018 19:45 uur |                                    |         |                  | Stadion: Philips Stadion, Eindhoven Toeschouwers: 32.800 Scheidsrechter: Gözübüyük |
|                           |                                    |         |                  |                                                                                    |

|                           |                 |         |              |                                                                               |
| 3 februari 2018 20:45 uur | Heracles Almelo | 1 – 1   | ADO Den Haag | Stadion: Polman Stadion, Almelo Toeschouwers: 10.127 Scheidsrechter: Lindhout |
| 3 februari 2018 20:45 uur | Niemeijer 54'   | Verslag | 21' Johnsen  | Stadion: Polman Stadion, Almelo Toeschouwers: 10.127 Scheidsrechter: Lindhout |
| 3 februari 2018 20:45 uur |                 |         |              | Stadion: Polman Stadion, Almelo Toeschouwers: 10.127 Scheidsrechter: Lindhout |
| 3 februari 2018 20:45 uur |                 |         |              | Stadion: Polman Stadion, Almelo Toeschouwers: 10.127 Scheidsrechter: Lindhout |
|                           |                 |         |              |                                                                               |

|                           |                     |         |                               |                                                                                          |
| 4 februari 2018 12:30 uur | Excelsior           | 2 – 2   | FC Utrecht                    | Stadion: Van Donge & De Roo Stadion, Rotterdam Toeschouwers: 3.997 Scheidsrechter: Kooij |
| 4 februari 2018 12:30 uur | Elbers 22' Faik 77' | Verslag | 25' Van der Maarel 73' Labyad | Stadion: Van Donge & De Roo Stadion, Rotterdam Toeschouwers: 3.997 Scheidsrechter: Kooij |
| 4 februari 2018 12:30 uur |                     |         |                               | Stadion: Van Donge & De Roo Stadion, Rotterdam Toeschouwers: 3.997 Scheidsrechter: Kooij |
| 4 februari 2018 12:30 uur |                     |         |                               | Stadion: Van Donge & De Roo Stadion, Rotterdam Toeschouwers: 3.997 Scheidsrechter: Kooij |
|                           |                     |         |                               |                                                                                          |

|                           |                    |         |           |                                                                                         |
| 4 februari 2018 14:30 uur | VVV-Venlo          | 1 – 0   | Feyenoord | Stadion: Seacon Stadion - De Koel -, Venlo Toeschouwers: 8.000 Scheidsrechter: Kamphuis |
| 4 februari 2018 14:30 uur | Leemans 88' (pen.) | Verslag |           | Stadion: Seacon Stadion - De Koel -, Venlo Toeschouwers: 8.000 Scheidsrechter: Kamphuis |
| 4 februari 2018 14:30 uur |                    |         |           | Stadion: Seacon Stadion - De Koel -, Venlo Toeschouwers: 8.000 Scheidsrechter: Kamphuis |
| 4 februari 2018 14:30 uur |                    |         |           | Stadion: Seacon Stadion - De Koel -, Venlo Toeschouwers: 8.000 Scheidsrechter: Kamphuis |
|                           |                    |         |           |                                                                                         |

|                           |                                  |         |                        |                                                                          |
| 4 februari 2018 14:30 uur | AZ                               | 2 – 2   | Roda JC Kerkrade       | Stadion: AFAS Stadion, Alkmaar Toeschouwers: 15.007 Scheidsrechter: Blom |
| 4 februari 2018 14:30 uur | Banggaard 14' (e.d.) Midtsjø 36' | Verslag | 22' Vancamp 71' Ndenge | Stadion: AFAS Stadion, Alkmaar Toeschouwers: 15.007 Scheidsrechter: Blom |
| 4 februari 2018 14:30 uur |                                  |         |                        | Stadion: AFAS Stadion, Alkmaar Toeschouwers: 15.007 Scheidsrechter: Blom |
| 4 februari 2018 14:30 uur |                                  |         |                        | Stadion: AFAS Stadion, Alkmaar Toeschouwers: 15.007 Scheidsrechter: Blom |
|                           |                                  |         |                        |                                                                          |

|                           |                  |         |           |                                                                          |
| 4 februari 2018 14:30 uur | Sparta Rotterdam | 1 – 0   | Willem II | Stadion: Het Kasteel, Rotterdam Toeschouwers: 10.433 Scheidsrechter: Bax |
| 4 februari 2018 14:30 uur | Friday 22'       | Verslag |           | Stadion: Het Kasteel, Rotterdam Toeschouwers: 10.433 Scheidsrechter: Bax |
| 4 februari 2018 14:30 uur |                  |         |           | Stadion: Het Kasteel, Rotterdam Toeschouwers: 10.433 Scheidsrechter: Bax |
| 4 februari 2018 14:30 uur |                  |         |           | Stadion: Het Kasteel, Rotterdam Toeschouwers: 10.433 Scheidsrechter: Bax |
|                           |                  |         |           |                                                                          |

|                           |                                        |         |                               |                                                                                  |
| 4 februari 2018 16:45 uur | Ajax                                   | 3 – 1   | NAC Breda                     | Stadion: Amsterdam ArenA, Amsterdam Toeschouwers: 51.886 Scheidsrechter: Janssen |
| 4 februari 2018 16:45 uur | Van de Beek 25' Neres 39' Ziyech 90+3' | Verslag | 6' Ambrose 29', 90+2' Meijers | Stadion: Amsterdam ArenA, Amsterdam Toeschouwers: 51.886 Scheidsrechter: Janssen |
| 4 februari 2018 16:45 uur |                                        |         |                               | Stadion: Amsterdam ArenA, Amsterdam Toeschouwers: 51.886 Scheidsrechter: Janssen |
| 4 februari 2018 16:45 uur |                                        |         |                               | Stadion: Amsterdam ArenA, Amsterdam Toeschouwers: 51.886 Scheidsrechter: Janssen |
|                           |                                        |         |                               |                                                                                  |

## Speelronde 22
|                           |                                  |         |                                 |                                                                                   |
| 6 februari 2018 20:45 uur | PEC Zwolle                       | 3 – 2   | sc Heerenveen                   | Stadion: MAC³PARK stadion, Zwolle Toeschouwers: 12.920 Scheidsrechter: Van Boekel |
| 6 februari 2018 20:45 uur | Marinus 23' Namli 28' Saymak 73' | Verslag | 69' Dumfries 80' Ghoochannejhad | Stadion: MAC³PARK stadion, Zwolle Toeschouwers: 12.920 Scheidsrechter: Van Boekel |
| 6 februari 2018 20:45 uur |                                  |         |                                 | Stadion: MAC³PARK stadion, Zwolle Toeschouwers: 12.920 Scheidsrechter: Van Boekel |
| 6 februari 2018 20:45 uur |                                  |         |                                 | Stadion: MAC³PARK stadion, Zwolle Toeschouwers: 12.920 Scheidsrechter: Van Boekel |
|                           |                                  |         |                                 |                                                                                   |

|                           |            |         |           |                                                                                   |
| 7 februari 2018 18:30 uur | PSV        | 1 – 0   | Excelsior | Stadion: Philips Stadion, Eindhoven Toeschouwers: 32.100 Scheidsrechter: Lindhout |
| 7 februari 2018 18:30 uur | Lozano 17' | Verslag |           | Stadion: Philips Stadion, Eindhoven Toeschouwers: 32.100 Scheidsrechter: Lindhout |
| 7 februari 2018 18:30 uur |            |         |           | Stadion: Philips Stadion, Eindhoven Toeschouwers: 32.100 Scheidsrechter: Lindhout |
| 7 februari 2018 18:30 uur |            |         |           | Stadion: Philips Stadion, Eindhoven Toeschouwers: 32.100 Scheidsrechter: Lindhout |
|                           |            |         |           |                                                                                   |

|                           |                 |         |                                                   |                                                                                    |
| 7 februari 2018 18:30 uur | FC Twente       | 0 – 4   | AZ                                                | Stadion: De Grolsch Veste, Enschede Toeschouwers: 23.400 Scheidsrechter: S. Mulder |
| 7 februari 2018 18:30 uur | Cuevas 60', 73' | Verslag | 10' (pen.), 90+3' Jahanbakhsh 89', 90+1' Weghorst | Stadion: De Grolsch Veste, Enschede Toeschouwers: 23.400 Scheidsrechter: S. Mulder |
| 7 februari 2018 18:30 uur |                 |         |                                                   | Stadion: De Grolsch Veste, Enschede Toeschouwers: 23.400 Scheidsrechter: S. Mulder |
| 7 februari 2018 18:30 uur |                 |         |                                                   | Stadion: De Grolsch Veste, Enschede Toeschouwers: 23.400 Scheidsrechter: S. Mulder |
|                           |                 |         |                                                   |                                                                                    |

|                           |             |         |                  |                                                                                   |
| 7 februari 2018 18:30 uur | FC Utrecht  | 1 – 0   | Sparta Rotterdam | Stadion: Stadion Galgenwaard, Utrecht Toeschouwers: 15.929 Scheidsrechter: Higler |
| 7 februari 2018 18:30 uur | Görtler 85' | Verslag |                  | Stadion: Stadion Galgenwaard, Utrecht Toeschouwers: 15.929 Scheidsrechter: Higler |
| 7 februari 2018 18:30 uur |             |         |                  | Stadion: Stadion Galgenwaard, Utrecht Toeschouwers: 15.929 Scheidsrechter: Higler |
| 7 februari 2018 18:30 uur |             |         |                  | Stadion: Stadion Galgenwaard, Utrecht Toeschouwers: 15.929 Scheidsrechter: Higler |
|                           |             |         |                  |                                                                                   |

|                           |                          |         |                                               |                                                                                          |
| 7 februari 2018 20:45 uur | Roda JC Kerkrade         | 2 – 4   | Ajax                                          | Stadion: Parkstad Limburg Stadion, Kerkrade Toeschouwers: 14.484 Scheidsrechter: Nijhuis |
| 7 februari 2018 20:45 uur | Gustafson 2' Vancamp 80' | Verslag | 11' Van de Beek 24' Ziyech 74', 82' Huntelaar | Stadion: Parkstad Limburg Stadion, Kerkrade Toeschouwers: 14.484 Scheidsrechter: Nijhuis |
| 7 februari 2018 20:45 uur |                          |         |                                               | Stadion: Parkstad Limburg Stadion, Kerkrade Toeschouwers: 14.484 Scheidsrechter: Nijhuis |
| 7 februari 2018 20:45 uur |                          |         |                                               | Stadion: Parkstad Limburg Stadion, Kerkrade Toeschouwers: 14.484 Scheidsrechter: Nijhuis |
|                           |                          |         |                                               |                                                                                          |

|                           |                                    |         |           |                                                                                         |
| 7 februari 2018 20:45 uur | Willem II                          | 3 – 0   | VVV-Venlo | Stadion: Koning Willem II Stadion, Tilburg Toeschouwers: 11.500 Scheidsrechter: Janssen |
| 7 februari 2018 20:45 uur | Ogbeche 44' Rienstra 49' Croux 53' | Verslag |           | Stadion: Koning Willem II Stadion, Tilburg Toeschouwers: 11.500 Scheidsrechter: Janssen |
| 7 februari 2018 20:45 uur |                                    |         |           | Stadion: Koning Willem II Stadion, Tilburg Toeschouwers: 11.500 Scheidsrechter: Janssen |
| 7 februari 2018 20:45 uur |                                    |         |           | Stadion: Koning Willem II Stadion, Tilburg Toeschouwers: 11.500 Scheidsrechter: Janssen |
|                           |                                    |         |           |                                                                                         |

|                           |                                                                        |         |                               |                                                                               |
| 7 februari 2018 20:45 uur | NAC Breda                                                              | 6 – 1   | Heracles Almelo               | Stadion: Rat Verlegh Stadion, Breda Toeschouwers: 17.035 Scheidsrechter: Blom |
| 7 februari 2018 20:45 uur | Vloet 4' Ambrose 18' García 50' Te Vrede 78' El Allouchi 81' Sadiq 83' | Verslag | 13' Vermeij 38', 74' Breukers | Stadion: Rat Verlegh Stadion, Breda Toeschouwers: 17.035 Scheidsrechter: Blom |
| 7 februari 2018 20:45 uur |                                                                        |         |                               | Stadion: Rat Verlegh Stadion, Breda Toeschouwers: 17.035 Scheidsrechter: Blom |
| 7 februari 2018 20:45 uur |                                                                        |         |                               | Stadion: Rat Verlegh Stadion, Breda Toeschouwers: 17.035 Scheidsrechter: Blom |
|                           |                                                                        |         |                               |                                                                               |

|                           |              |         |         |                                                                                            |
| 8 februari 2018 18:30 uur | ADO Den Haag | 1 – 0   | Vitesse | Stadion: Cars Jeans Stadion, Den Haag Toeschouwers: 12.303 Scheidsrechter: Van den Kerkhof |
| 8 februari 2018 18:30 uur | Becker 53'   | Verslag |         | Stadion: Cars Jeans Stadion, Den Haag Toeschouwers: 12.303 Scheidsrechter: Van den Kerkhof |
| 8 februari 2018 18:30 uur |              |         |         | Stadion: Cars Jeans Stadion, Den Haag Toeschouwers: 12.303 Scheidsrechter: Van den Kerkhof |
| 8 februari 2018 18:30 uur |              |         |         | Stadion: Cars Jeans Stadion, Den Haag Toeschouwers: 12.303 Scheidsrechter: Van den Kerkhof |
|                           |              |         |         |                                                                                            |

|                           |                                            |         |              |                                                                                       |
| 8 februari 2018 20:45 uur | Feyenoord                                  | 3 – 0   | FC Groningen | Stadion: Stadion Feijenoord, Rotterdam Toeschouwers: 37.500 Scheidsrechter: Gözübüyük |
| 8 februari 2018 20:45 uur | Toornstra 53' St. Juste 72' Van Persie 78' | Verslag |              | Stadion: Stadion Feijenoord, Rotterdam Toeschouwers: 37.500 Scheidsrechter: Gözübüyük |
| 8 februari 2018 20:45 uur |                                            |         |              | Stadion: Stadion Feijenoord, Rotterdam Toeschouwers: 37.500 Scheidsrechter: Gözübüyük |
| 8 februari 2018 20:45 uur |                                            |         |              | Stadion: Stadion Feijenoord, Rotterdam Toeschouwers: 37.500 Scheidsrechter: Gözübüyük |
|                           |                                            |         |              |                                                                                       |

## Speelronde 23
|                            |                 |         |           |                                                                                 |
| 10 februari 2018 18:30 uur | Heracles Almelo | 1 – 0   | Willem II | Stadion: Polman Stadion, Almelo Toeschouwers: 10.232 Scheidsrechter: Van Boekel |
| 10 februari 2018 18:30 uur | Vermeij 45'     | Verslag |           | Stadion: Polman Stadion, Almelo Toeschouwers: 10.232 Scheidsrechter: Van Boekel |
| 10 februari 2018 18:30 uur |                 |         |           | Stadion: Polman Stadion, Almelo Toeschouwers: 10.232 Scheidsrechter: Van Boekel |
| 10 februari 2018 18:30 uur |                 |         |           | Stadion: Polman Stadion, Almelo Toeschouwers: 10.232 Scheidsrechter: Van Boekel |
|                            |                 |         |           |                                                                                 |

|                            |                     |         |                     |                                                                                        |
| 10 februari 2018 18:30 uur | FC Utrecht          | 2 – 1   | PEC Zwolle          | Stadion: Stadion Galgenwaard, Utrecht Toeschouwers: 17.301 Scheidsrechter: Wiedemeijer |
| 10 februari 2018 18:30 uur | Kerk 17' Labyad 23' | Verslag | 90+3' (pen.) Saymak | Stadion: Stadion Galgenwaard, Utrecht Toeschouwers: 17.301 Scheidsrechter: Wiedemeijer |
| 10 februari 2018 18:30 uur |                     |         |                     | Stadion: Stadion Galgenwaard, Utrecht Toeschouwers: 17.301 Scheidsrechter: Wiedemeijer |
| 10 februari 2018 18:30 uur |                     |         |                     | Stadion: Stadion Galgenwaard, Utrecht Toeschouwers: 17.301 Scheidsrechter: Wiedemeijer |
|                            |                     |         |                     |                                                                                        |

|                            |                  |         |                   |                                                                              |
| 10 februari 2018 19:45 uur | Sparta Rotterdam | 1 – 2   | PSV               | Stadion: Het Kasteel, Rotterdam Toeschouwers: 10.591 Scheidsrechter: Nijhuis |
| 10 februari 2018 19:45 uur | Dougall 6'       | Verslag | 41', 56' Bergwijn | Stadion: Het Kasteel, Rotterdam Toeschouwers: 10.591 Scheidsrechter: Nijhuis |
| 10 februari 2018 19:45 uur |                  |         |                   | Stadion: Het Kasteel, Rotterdam Toeschouwers: 10.591 Scheidsrechter: Nijhuis |
| 10 februari 2018 19:45 uur |                  |         |                   | Stadion: Het Kasteel, Rotterdam Toeschouwers: 10.591 Scheidsrechter: Nijhuis |
|                            |                  |         |                   |                                                                              |

|                            |               |         |                  |                                                                                       |
| 10 februari 2018 20:45 uur | sc Heerenveen | 1 – 1   | Roda JC Kerkrade | Stadion: Abe Lenstra Stadion, Heerenveen Toeschouwers: 17.780 Scheidsrechter: Janssen |
| 10 februari 2018 20:45 uur | Zeneli 74'    | Verslag | 35' Ngombo       | Stadion: Abe Lenstra Stadion, Heerenveen Toeschouwers: 17.780 Scheidsrechter: Janssen |
| 10 februari 2018 20:45 uur |               |         |                  | Stadion: Abe Lenstra Stadion, Heerenveen Toeschouwers: 17.780 Scheidsrechter: Janssen |
| 10 februari 2018 20:45 uur |               |         |                  | Stadion: Abe Lenstra Stadion, Heerenveen Toeschouwers: 17.780 Scheidsrechter: Janssen |
|                            |               |         |                  |                                                                                       |

|                            |         |       |           |                                                                              |
| 10 februari 2018 20:45 uur | AZ      | 0 – 0 | VVV-Venlo | Stadion: AFAS Stadion, Alkmaar Toeschouwers: 14.023 Scheidsrechter: Lindhout |
| 10 februari 2018 20:45 uur | Verslag |       |           | Stadion: AFAS Stadion, Alkmaar Toeschouwers: 14.023 Scheidsrechter: Lindhout |
| 10 februari 2018 20:45 uur |         |       |           | Stadion: AFAS Stadion, Alkmaar Toeschouwers: 14.023 Scheidsrechter: Lindhout |
| 10 februari 2018 20:45 uur |         |       |           | Stadion: AFAS Stadion, Alkmaar Toeschouwers: 14.023 Scheidsrechter: Lindhout |
|                            |         |       |           |                                                                              |

|                            |                               |         |                 |                                                                                    |
| 11 februari 2018 12:30 uur | Ajax                          | 2 – 1   | FC Twente       | Stadion: Amsterdam ArenA, Amsterdam Toeschouwers: 52.443 Scheidsrechter: Gözübüyük |
| 11 februari 2018 12:30 uur | Kluivert 3' Schöne 71' (pen.) | Verslag | 66' Tighadouini | Stadion: Amsterdam ArenA, Amsterdam Toeschouwers: 52.443 Scheidsrechter: Gözübüyük |
| 11 februari 2018 12:30 uur |                               |         |                 | Stadion: Amsterdam ArenA, Amsterdam Toeschouwers: 52.443 Scheidsrechter: Gözübüyük |
| 11 februari 2018 12:30 uur |                               |         |                 | Stadion: Amsterdam ArenA, Amsterdam Toeschouwers: 52.443 Scheidsrechter: Gözübüyük |
|                            |                               |         |                 |                                                                                    |

|                            |                             |         |                                         |                                                                        |
| 11 februari 2018 14:30 uur | Vitesse                     | 3 – 1   | Feyenoord                               | Stadion: GelreDome, Arnhem Toeschouwers: 16.459 Scheidsrechter: Higler |
| 11 februari 2018 14:30 uur | Kasjia 43' Linssen 66', 86' | Verslag | 21' Vilhena 65' Başacıkoğlu 81' Malacia | Stadion: GelreDome, Arnhem Toeschouwers: 16.459 Scheidsrechter: Higler |
| 11 februari 2018 14:30 uur |                             |         |                                         | Stadion: GelreDome, Arnhem Toeschouwers: 16.459 Scheidsrechter: Higler |
| 11 februari 2018 14:30 uur |                             |         |                                         | Stadion: GelreDome, Arnhem Toeschouwers: 16.459 Scheidsrechter: Higler |
|                            |                             |         |                                         |                                                                        |

|                            |           |       |           |                                                                                             |
| 11 februari 2018 14:30 uur | Excelsior | 0 – 0 | NAC Breda | Stadion: Van Donge & De Roo Stadion, Rotterdam Toeschouwers: 3.876 Scheidsrechter: Makkelie |
| 11 februari 2018 14:30 uur | Verslag   |       |           | Stadion: Van Donge & De Roo Stadion, Rotterdam Toeschouwers: 3.876 Scheidsrechter: Makkelie |
| 11 februari 2018 14:30 uur |           |       |           | Stadion: Van Donge & De Roo Stadion, Rotterdam Toeschouwers: 3.876 Scheidsrechter: Makkelie |
| 11 februari 2018 14:30 uur |           |       |           | Stadion: Van Donge & De Roo Stadion, Rotterdam Toeschouwers: 3.876 Scheidsrechter: Makkelie |
|                            |           |       |           |                                                                                             |

|                            |              |       |              |                                                                                      |
| 11 februari 2018 16:45 uur | FC Groningen | 0 – 0 | ADO Den Haag | Stadion: Noordlease Stadion, Groningen Toeschouwers: 16.723 Scheidsrechter: Manschot |
| 11 februari 2018 16:45 uur | Verslag      |       |              | Stadion: Noordlease Stadion, Groningen Toeschouwers: 16.723 Scheidsrechter: Manschot |
| 11 februari 2018 16:45 uur |              |       |              | Stadion: Noordlease Stadion, Groningen Toeschouwers: 16.723 Scheidsrechter: Manschot |
| 11 februari 2018 16:45 uur |              |       |              | Stadion: Noordlease Stadion, Groningen Toeschouwers: 16.723 Scheidsrechter: Manschot |
|                            |              |       |              |                                                                                      |

## Speelronde 24
|                            |                  |         |              |                                                                                             |
| 16 februari 2018 20:00 uur | VVV-Venlo        | 1 – 1   | FC Groningen | Stadion: Seacon Stadion - De Koel -, Venlo Toeschouwers: 6.624 Scheidsrechter: Van de Graaf |
| 16 februari 2018 20:00 uur | V. van Crooij 2' | Verslag | 15' Doan     | Stadion: Seacon Stadion - De Koel -, Venlo Toeschouwers: 6.624 Scheidsrechter: Van de Graaf |
| 16 februari 2018 20:00 uur |                  |         |              | Stadion: Seacon Stadion - De Koel -, Venlo Toeschouwers: 6.624 Scheidsrechter: Van de Graaf |
| 16 februari 2018 20:00 uur |                  |         |              | Stadion: Seacon Stadion - De Koel -, Venlo Toeschouwers: 6.624 Scheidsrechter: Van de Graaf |
|                            |                  |         |              |                                                                                             |

|                            |               |         |                         |                                                                          |
| 17 februari 2018 18:30 uur | Vitesse       | 1 – 2   | Excelsior               | Stadion: GelreDome, Arnhem Toeschouwers: 15.432 Scheidsrechter: Manschot |
| 17 februari 2018 18:30 uur | Castaignos 2' | Verslag | 44' Faik 66' Van Duinen | Stadion: GelreDome, Arnhem Toeschouwers: 15.432 Scheidsrechter: Manschot |
| 17 februari 2018 18:30 uur |               |         |                         | Stadion: GelreDome, Arnhem Toeschouwers: 15.432 Scheidsrechter: Manschot |
| 17 februari 2018 18:30 uur |               |         |                         | Stadion: GelreDome, Arnhem Toeschouwers: 15.432 Scheidsrechter: Manschot |
|                            |               |         |                         |                                                                          |

|                            |           |         |                                       |                                                                                   |
| 17 februari 2018 19:45 uur | NAC Breda | 1 – 3   | AZ                                    | Stadion: Rat Verlegh Stadion, Breda Toeschouwers: 18.628 Scheidsrechter: Kamphuis |
| 17 februari 2018 19:45 uur | Sadiq 85' | Verslag | 32' Jahanbakhsh 47' Til 52' Seuntjens | Stadion: Rat Verlegh Stadion, Breda Toeschouwers: 18.628 Scheidsrechter: Kamphuis |
| 17 februari 2018 19:45 uur |           |         |                                       | Stadion: Rat Verlegh Stadion, Breda Toeschouwers: 18.628 Scheidsrechter: Kamphuis |
| 17 februari 2018 19:45 uur |           |         |                                       | Stadion: Rat Verlegh Stadion, Breda Toeschouwers: 18.628 Scheidsrechter: Kamphuis |
|                            |           |         |                                       |                                                                                   |

|                            |                                  |         |                                |                                                                                 |
| 17 februari 2018 19:45 uur | PSV                              | 2 – 2   | sc Heerenveen                  | Stadion: Philips Stadion, Eindhoven Toeschouwers: 33.500 Scheidsrechter: Higler |
| 17 februari 2018 19:45 uur | Arias 34' De Jong 43' Lozano 45' | Verslag | 56' Schaars 82' Ghoochannejhad | Stadion: Philips Stadion, Eindhoven Toeschouwers: 33.500 Scheidsrechter: Higler |
| 17 februari 2018 19:45 uur |                                  |         |                                | Stadion: Philips Stadion, Eindhoven Toeschouwers: 33.500 Scheidsrechter: Higler |
| 17 februari 2018 19:45 uur |                                  |         |                                | Stadion: Philips Stadion, Eindhoven Toeschouwers: 33.500 Scheidsrechter: Higler |
|                            |                                  |         |                                |                                                                                 |

|                            |                                     |         |           |                                                                                 |
| 17 februari 2018 20:45 uur | ADO Den Haag                        | 2 – 1   | Willem II | Stadion: Cars Jeans Stadion, Den Haag Toeschouwers: 9.966 Scheidsrechter: Kooij |
| 17 februari 2018 20:45 uur | Johnsen 69' El Khayati 90+2' (pen.) | Verslag | 40' Sol   | Stadion: Cars Jeans Stadion, Den Haag Toeschouwers: 9.966 Scheidsrechter: Kooij |
| 17 februari 2018 20:45 uur |                                     |         |           | Stadion: Cars Jeans Stadion, Den Haag Toeschouwers: 9.966 Scheidsrechter: Kooij |
| 17 februari 2018 20:45 uur |                                     |         |           | Stadion: Cars Jeans Stadion, Den Haag Toeschouwers: 9.966 Scheidsrechter: Kooij |
|                            |                                     |         |           |                                                                                 |

|                            |                  |         |                                                      |                                                                                           |
| 18 februari 2018 12:30 uur | Roda JC Kerkrade | 1 – 4   | FC Utrecht                                           | Stadion: Parkstad Limburg Stadion, Kerkrade Toeschouwers: 11.361 Scheidsrechter: Lindhout |
| 18 februari 2018 12:30 uur | Vancamp 83'      | Verslag | 13', 63' Van de Streek 57' Van der Maarel 90' Labyad | Stadion: Parkstad Limburg Stadion, Kerkrade Toeschouwers: 11.361 Scheidsrechter: Lindhout |
| 18 februari 2018 12:30 uur |                  |         |                                                      | Stadion: Parkstad Limburg Stadion, Kerkrade Toeschouwers: 11.361 Scheidsrechter: Lindhout |
| 18 februari 2018 12:30 uur |                  |         |                                                      | Stadion: Parkstad Limburg Stadion, Kerkrade Toeschouwers: 11.361 Scheidsrechter: Lindhout |
|                            |                  |         |                                                      |                                                                                           |

|                            |                |         |                 |                                                                                     |
| 18 februari 2018 14:30 uur | Feyenoord      | 1 – 0   | Heracles Almelo | Stadion: Stadion Feijenoord, Rotterdam Toeschouwers: 47.500 Scheidsrechter: Janssen |
| 18 februari 2018 14:30 uur | Van Persie 59' | Verslag |                 | Stadion: Stadion Feijenoord, Rotterdam Toeschouwers: 47.500 Scheidsrechter: Janssen |
| 18 februari 2018 14:30 uur |                |         |                 | Stadion: Stadion Feijenoord, Rotterdam Toeschouwers: 47.500 Scheidsrechter: Janssen |
| 18 februari 2018 14:30 uur |                |         |                 | Stadion: Stadion Feijenoord, Rotterdam Toeschouwers: 47.500 Scheidsrechter: Janssen |
|                            |                |         |                 |                                                                                     |

|                            |            |         |                  |                                                                                     |
| 18 februari 2018 14:30 uur | FC Twente  | 1 – 1   | Sparta Rotterdam | Stadion: De Grolsch Veste, Enschede Toeschouwers: 25.400 Scheidsrechter: Van Boekel |
| 18 februari 2018 14:30 uur | Vučkić 85' | Verslag | 62' Friday       | Stadion: De Grolsch Veste, Enschede Toeschouwers: 25.400 Scheidsrechter: Van Boekel |
| 18 februari 2018 14:30 uur |            |         |                  | Stadion: De Grolsch Veste, Enschede Toeschouwers: 25.400 Scheidsrechter: Van Boekel |
| 18 februari 2018 14:30 uur |            |         |                  | Stadion: De Grolsch Veste, Enschede Toeschouwers: 25.400 Scheidsrechter: Van Boekel |
|                            |            |         |                  |                                                                                     |

|                            |            |         |               |                                                                             |
| 18 februari 2018 16:45 uur | PEC Zwolle | 0 – 1   | Ajax          | Stadion: MAC³PARK stadion, Zwolle Toeschouwers: 13.250 Scheidsrechter: Blom |
| 18 februari 2018 16:45 uur |            | Verslag | 54' Huntelaar | Stadion: MAC³PARK stadion, Zwolle Toeschouwers: 13.250 Scheidsrechter: Blom |
| 18 februari 2018 16:45 uur |            |         |               | Stadion: MAC³PARK stadion, Zwolle Toeschouwers: 13.250 Scheidsrechter: Blom |
| 18 februari 2018 16:45 uur |            |         |               | Stadion: MAC³PARK stadion, Zwolle Toeschouwers: 13.250 Scheidsrechter: Blom |
|                            |            |         |               |                                                                             |

## Speelronde 25
|                            |                 |         |              |                                                                                    |
| 23 februari 2018 20:00 uur | FC Groningen    | 1 – 1   | NAC Breda    | Stadion: Noordlease Stadion, Groningen Toeschouwers: 21.875 Scheidsrechter: Higler |
| 23 februari 2018 20:00 uur | Marí 66' (e.d.) | Verslag | 86' Te Vrede | Stadion: Noordlease Stadion, Groningen Toeschouwers: 21.875 Scheidsrechter: Higler |
| 23 februari 2018 20:00 uur |                 |         |              | Stadion: Noordlease Stadion, Groningen Toeschouwers: 21.875 Scheidsrechter: Higler |
| 23 februari 2018 20:00 uur |                 |         |              | Stadion: Noordlease Stadion, Groningen Toeschouwers: 21.875 Scheidsrechter: Higler |
|                            |                 |         |              |                                                                                    |

|                            |                          |         |                  |                                                                               |
| 24 februari 2018 18:30 uur | AZ                       | 2 – 1   | Sparta Rotterdam | Stadion: AFAS Stadion, Alkmaar Toeschouwers: 14.884 Scheidsrechter: Gözübüyük |
| 24 februari 2018 18:30 uur | Weghorst 45' Idrissi 86' | Verslag | 19' Chabot       | Stadion: AFAS Stadion, Alkmaar Toeschouwers: 14.884 Scheidsrechter: Gözübüyük |
| 24 februari 2018 18:30 uur |                          |         |                  | Stadion: AFAS Stadion, Alkmaar Toeschouwers: 14.884 Scheidsrechter: Gözübüyük |
| 24 februari 2018 18:30 uur |                          |         |                  | Stadion: AFAS Stadion, Alkmaar Toeschouwers: 14.884 Scheidsrechter: Gözübüyük |
|                            |                          |         |                  |                                                                               |

|                            |               |         |                |                                                                                           |
| 24 februari 2018 19:45 uur | sc Heerenveen | 0 – 1   | Excelsior      | Stadion: Abe Lenstra Stadion, Heerenveen Toeschouwers: 18.920 Scheidsrechter: Wiedemeijer |
| 24 februari 2018 19:45 uur |               | Verslag | 36' Van Duinen | Stadion: Abe Lenstra Stadion, Heerenveen Toeschouwers: 18.920 Scheidsrechter: Wiedemeijer |
| 24 februari 2018 19:45 uur |               |         |                | Stadion: Abe Lenstra Stadion, Heerenveen Toeschouwers: 18.920 Scheidsrechter: Wiedemeijer |
| 24 februari 2018 19:45 uur |               |         |                | Stadion: Abe Lenstra Stadion, Heerenveen Toeschouwers: 18.920 Scheidsrechter: Wiedemeijer |
|                            |               |         |                |                                                                                           |

|                            |                          |         |               |                                                                             |
| 24 februari 2018 19:45 uur | Heracles Almelo          | 2 – 1   | PEC Zwolle    | Stadion: Polman Stadion, Almelo Toeschouwers: 9.031 Scheidsrechter: Nijhuis |
| 24 februari 2018 19:45 uur | Peterson 42' Vermeij 62' | Verslag | 50' Parzyszek | Stadion: Polman Stadion, Almelo Toeschouwers: 9.031 Scheidsrechter: Nijhuis |
| 24 februari 2018 19:45 uur |                          |         |               | Stadion: Polman Stadion, Almelo Toeschouwers: 9.031 Scheidsrechter: Nijhuis |
| 24 februari 2018 19:45 uur |                          |         |               | Stadion: Polman Stadion, Almelo Toeschouwers: 9.031 Scheidsrechter: Nijhuis |
|                            |                          |         |               |                                                                             |

|                            |                   |         |                              |                                                                                          |
| 24 februari 2018 20:45 uur | VVV-Venlo         | 2 – 2   | Vitesse                      | Stadion: Seacon Stadion - De Koel -, Venlo Toeschouwers: 6.168 Scheidsrechter: S. Mulder |
| 24 februari 2018 20:45 uur | Hunte 10' Thy 24' | Verslag | 29' (e.d.) Röseler 48' Mount | Stadion: Seacon Stadion - De Koel -, Venlo Toeschouwers: 6.168 Scheidsrechter: S. Mulder |
| 24 februari 2018 20:45 uur |                   |         |                              | Stadion: Seacon Stadion - De Koel -, Venlo Toeschouwers: 6.168 Scheidsrechter: S. Mulder |
| 24 februari 2018 20:45 uur |                   |         |                              | Stadion: Seacon Stadion - De Koel -, Venlo Toeschouwers: 6.168 Scheidsrechter: S. Mulder |
|                            |                   |         |                              |                                                                                          |

|                            |         |       |              |                                                                                         |
| 25 februari 2018 12:30 uur | Ajax    | 0 – 0 | ADO Den Haag | Stadion: Johan Cruijff Arena, Amsterdam Toeschouwers: 52.822 Scheidsrechter: Van Boekel |
| 25 februari 2018 12:30 uur | Verslag |       |              | Stadion: Johan Cruijff Arena, Amsterdam Toeschouwers: 52.822 Scheidsrechter: Van Boekel |
| 25 februari 2018 12:30 uur |         |       |              | Stadion: Johan Cruijff Arena, Amsterdam Toeschouwers: 52.822 Scheidsrechter: Van Boekel |
| 25 februari 2018 12:30 uur |         |       |              | Stadion: Johan Cruijff Arena, Amsterdam Toeschouwers: 52.822 Scheidsrechter: Van Boekel |
|                            |         |       |              |                                                                                         |

|                            |             |         |                                    |                                                                                      |
| 25 februari 2018 14:30 uur | Feyenoord   | 1 – 3   | PSV                                | Stadion: Stadion Feijenoord, Rotterdam Toeschouwers: 47.500 Scheidsrechter: Makkelie |
| 25 februari 2018 14:30 uur | Vilhena 53' | Verslag | 23' Arias 34' Bergwijn 58' Pereiro | Stadion: Stadion Feijenoord, Rotterdam Toeschouwers: 47.500 Scheidsrechter: Makkelie |
| 25 februari 2018 14:30 uur |             |         |                                    | Stadion: Stadion Feijenoord, Rotterdam Toeschouwers: 47.500 Scheidsrechter: Makkelie |
| 25 februari 2018 14:30 uur |             |         |                                    | Stadion: Stadion Feijenoord, Rotterdam Toeschouwers: 47.500 Scheidsrechter: Makkelie |
|                            |             |         |                                    |                                                                                      |

|                            |              |         |                  |                                                                                          |
| 25 februari 2018 14:30 uur | Willem II    | 1 – 0   | Roda JC Kerkrade | Stadion: Koning Willem II Stadion, Tilburg Toeschouwers: 13.277 Scheidsrechter: Manschot |
| 25 februari 2018 14:30 uur | Rienstra 14' | Verslag |                  | Stadion: Koning Willem II Stadion, Tilburg Toeschouwers: 13.277 Scheidsrechter: Manschot |
| 25 februari 2018 14:30 uur |              |         |                  | Stadion: Koning Willem II Stadion, Tilburg Toeschouwers: 13.277 Scheidsrechter: Manschot |
| 25 februari 2018 14:30 uur |              |         |                  | Stadion: Koning Willem II Stadion, Tilburg Toeschouwers: 13.277 Scheidsrechter: Manschot |
|                            |              |         |                  |                                                                                          |

|                            |                                           |         |            |                                                                                     |
| 25 februari 2018 16:45 uur | FC Utrecht                                | 3 – 1   | FC Twente  | Stadion: Stadion Galgenwaard, Utrecht Toeschouwers: 17.755 Scheidsrechter: Kamphuis |
| 25 februari 2018 16:45 uur | Klaiber 45+1' Van de Streek 67' Ayoub 77' | Verslag | 10' Vučkić | Stadion: Stadion Galgenwaard, Utrecht Toeschouwers: 17.755 Scheidsrechter: Kamphuis |
| 25 februari 2018 16:45 uur |                                           |         |            | Stadion: Stadion Galgenwaard, Utrecht Toeschouwers: 17.755 Scheidsrechter: Kamphuis |
| 25 februari 2018 16:45 uur |                                           |         |            | Stadion: Stadion Galgenwaard, Utrecht Toeschouwers: 17.755 Scheidsrechter: Kamphuis |
|                            |                                           |         |            |                                                                                     |

## Speelronde 26
|                        |                  |         |                                       |                                                                                           |
| 2 maart 2018 20:00 uur | Roda JC Kerkrade | 0 – 3   | Heracles Almelo                       | Stadion: Parkstad Limburg Stadion, Kerkrade Toeschouwers: 12.946 Scheidsrechter: Kamphuis |
| 2 maart 2018 20:00 uur |                  | Verslag | 13' Kuwas 39' Peterson 90' Van Ooijen | Stadion: Parkstad Limburg Stadion, Kerkrade Toeschouwers: 12.946 Scheidsrechter: Kamphuis |
| 2 maart 2018 20:00 uur |                  |         |                                       | Stadion: Parkstad Limburg Stadion, Kerkrade Toeschouwers: 12.946 Scheidsrechter: Kamphuis |
| 2 maart 2018 20:00 uur |                  |         |                                       | Stadion: Parkstad Limburg Stadion, Kerkrade Toeschouwers: 12.946 Scheidsrechter: Kamphuis |
|                        |                  |         |                                       |                                                                                           |

|                        |                                             |         |            |                                                                               |
| 3 maart 2018 18:30 uur | PSV                                         | 3 – 0   | FC Utrecht | Stadion: Philips Stadion, Eindhoven Toeschouwers: 33.800 Scheidsrechter: Blom |
| 3 maart 2018 18:30 uur | Leeuwin 16' (e.d.) De Jong 22' Bergwijn 51' | Verslag |            | Stadion: Philips Stadion, Eindhoven Toeschouwers: 33.800 Scheidsrechter: Blom |
| 3 maart 2018 18:30 uur |                                             |         |            | Stadion: Philips Stadion, Eindhoven Toeschouwers: 33.800 Scheidsrechter: Blom |
| 3 maart 2018 18:30 uur |                                             |         |            | Stadion: Philips Stadion, Eindhoven Toeschouwers: 33.800 Scheidsrechter: Blom |
|                        |                                             |         |            |                                                                               |

|                        |              |         |                                      |                                                                                               |
| 3 maart 2018 18:30 uur | Excelsior    | 1 – 2   | AZ                                   | Stadion: Van Donge & De Roo Stadion, Rotterdam Toeschouwers: 4.218 Scheidsrechter: Van Boekel |
| 3 maart 2018 18:30 uur | Messaoud 64' | Verslag | 19' (e.d.) Zwarthoed 44' Jahanbakhsh | Stadion: Van Donge & De Roo Stadion, Rotterdam Toeschouwers: 4.218 Scheidsrechter: Van Boekel |
| 3 maart 2018 18:30 uur |              |         |                                      | Stadion: Van Donge & De Roo Stadion, Rotterdam Toeschouwers: 4.218 Scheidsrechter: Van Boekel |
| 3 maart 2018 18:30 uur |              |         |                                      | Stadion: Van Donge & De Roo Stadion, Rotterdam Toeschouwers: 4.218 Scheidsrechter: Van Boekel |
|                        |              |         |                                      |                                                                                               |

|                        |                              |         |               |                                                                                  |
| 3 maart 2018 20:45 uur | NAC Breda                    | 2 – 1   | Feyenoord     | Stadion: Rat Verlegh Stadion, Breda Toeschouwers: 18.963 Scheidsrechter: Nijhuis |
| 3 maart 2018 20:45 uur | Ambrose 23' Sadiq 49' (pen.) | Verslag | 17' Toornstra | Stadion: Rat Verlegh Stadion, Breda Toeschouwers: 18.963 Scheidsrechter: Nijhuis |
| 3 maart 2018 20:45 uur |                              |         |               | Stadion: Rat Verlegh Stadion, Breda Toeschouwers: 18.963 Scheidsrechter: Nijhuis |
| 3 maart 2018 20:45 uur |                              |         |               | Stadion: Rat Verlegh Stadion, Breda Toeschouwers: 18.963 Scheidsrechter: Nijhuis |
|                        |                              |         |               |                                                                                  |

|                        |                                   |         |           |                                                                                         |
| 3 maart 2018 20:45 uur | sc Heerenveen                     | 2 – 0   | Willem II | Stadion: Abe Lenstra Stadion, Heerenveen Toeschouwers: 17.300 Scheidsrechter: Gözübüyük |
| 3 maart 2018 20:45 uur | Woudenberg 13' Ghoochannejhad 47' | Verslag |           | Stadion: Abe Lenstra Stadion, Heerenveen Toeschouwers: 17.300 Scheidsrechter: Gözübüyük |
| 3 maart 2018 20:45 uur |                                   |         |           | Stadion: Abe Lenstra Stadion, Heerenveen Toeschouwers: 17.300 Scheidsrechter: Gözübüyük |
| 3 maart 2018 20:45 uur |                                   |         |           | Stadion: Abe Lenstra Stadion, Heerenveen Toeschouwers: 17.300 Scheidsrechter: Gözübüyük |
|                        |                                   |         |           |                                                                                         |

|                        |            |         |                   |                                                                                 |
| 4 maart 2018 12:30 uur | PEC Zwolle | 1 – 1   | VVV-Venlo         | Stadion: MAC³PARK stadion, Zwolle Toeschouwers: 12.985 Scheidsrechter: Manschot |
| 4 maart 2018 12:30 uur | Saymak 73' | Verslag | 68' V. van Crooij | Stadion: MAC³PARK stadion, Zwolle Toeschouwers: 12.985 Scheidsrechter: Manschot |
| 4 maart 2018 12:30 uur |            |         |                   | Stadion: MAC³PARK stadion, Zwolle Toeschouwers: 12.985 Scheidsrechter: Manschot |
| 4 maart 2018 12:30 uur |            |         |                   | Stadion: MAC³PARK stadion, Zwolle Toeschouwers: 12.985 Scheidsrechter: Manschot |
|                        |            |         |                   |                                                                                 |

|                        |                       |         |               |                                                                                  |
| 4 maart 2018 14:30 uur | Sparta Rotterdam      | 2 – 1   | ADO Den Haag  | Stadion: Het Kasteel, Rotterdam Toeschouwers: 10.482 Scheidsrechter: Wiedemeijer |
| 4 maart 2018 14:30 uur | Kramer 62' Mühren 83' | Verslag | 6' Falkenburg | Stadion: Het Kasteel, Rotterdam Toeschouwers: 10.482 Scheidsrechter: Wiedemeijer |
| 4 maart 2018 14:30 uur |                       |         |               | Stadion: Het Kasteel, Rotterdam Toeschouwers: 10.482 Scheidsrechter: Wiedemeijer |
| 4 maart 2018 14:30 uur |                       |         |               | Stadion: Het Kasteel, Rotterdam Toeschouwers: 10.482 Scheidsrechter: Wiedemeijer |
|                        |                       |         |               |                                                                                  |

|                        |                           |         |                              |                                                                         |
| 4 maart 2018 14:30 uur | Vitesse                   | 3 – 2   | Ajax                         | Stadion: GelreDome, Arnhem Toeschouwers: 19.876 Scheidsrechter: Kuipers |
| 4 maart 2018 14:30 uur | Foor 16' Linssen 57', 71' | Verslag | 61' Cassierra 85' S. de Jong | Stadion: GelreDome, Arnhem Toeschouwers: 19.876 Scheidsrechter: Kuipers |
| 4 maart 2018 14:30 uur |                           |         |                              | Stadion: GelreDome, Arnhem Toeschouwers: 19.876 Scheidsrechter: Kuipers |
| 4 maart 2018 14:30 uur |                           |         |                              | Stadion: GelreDome, Arnhem Toeschouwers: 19.876 Scheidsrechter: Kuipers |
|                        |                           |         |                              |                                                                         |

|                        |           |         |              |                                                                                  |
| 4 maart 2018 16:45 uur | FC Twente | 1 – 1   | FC Groningen | Stadion: De Grolsch Veste, Enschede Toeschouwers: 23.900 Scheidsrechter: Janssen |
| 4 maart 2018 16:45 uur | Boere 71' | Verslag | 57' Doan     | Stadion: De Grolsch Veste, Enschede Toeschouwers: 23.900 Scheidsrechter: Janssen |
| 4 maart 2018 16:45 uur |           |         |              | Stadion: De Grolsch Veste, Enschede Toeschouwers: 23.900 Scheidsrechter: Janssen |
| 4 maart 2018 16:45 uur |           |         |              | Stadion: De Grolsch Veste, Enschede Toeschouwers: 23.900 Scheidsrechter: Janssen |
|                        |           |         |              |                                                                                  |

## Speelronde 27
|                        |                               |         |                 |                                                                           |
| 9 maart 2018 20:00 uur | Heracles Almelo               | 2 – 1   | FC Twente       | Stadion: Polman Stadion, Almelo Toeschouwers: 12.080 Scheidsrechter: Blom |
| 9 maart 2018 20:00 uur | Peterson 57' Maher 63' (e.d.) | Verslag | 50' Tighadouini | Stadion: Polman Stadion, Almelo Toeschouwers: 12.080 Scheidsrechter: Blom |
| 9 maart 2018 20:00 uur |                               |         |                 | Stadion: Polman Stadion, Almelo Toeschouwers: 12.080 Scheidsrechter: Blom |
| 9 maart 2018 20:00 uur |                               |         |                 | Stadion: Polman Stadion, Almelo Toeschouwers: 12.080 Scheidsrechter: Blom |
|                        |                               |         |                 |                                                                           |

|                         |              |         |                                    |                                                                                     |
| 10 maart 2018 18:30 uur | ADO Den Haag | 0 – 2   | NAC Breda                          | Stadion: Cars Jeans Stadion, Den Haag Toeschouwers: 13.620 Scheidsrechter: Makkelie |
| 10 maart 2018 18:30 uur | Kanon 37'    | Verslag | 18' El Allouchi 39' (pen.) Ambrose | Stadion: Cars Jeans Stadion, Den Haag Toeschouwers: 13.620 Scheidsrechter: Makkelie |
| 10 maart 2018 18:30 uur |              |         |                                    | Stadion: Cars Jeans Stadion, Den Haag Toeschouwers: 13.620 Scheidsrechter: Makkelie |
| 10 maart 2018 18:30 uur |              |         |                                    | Stadion: Cars Jeans Stadion, Den Haag Toeschouwers: 13.620 Scheidsrechter: Makkelie |
|                         |              |         |                                    |                                                                                     |

|                         |                             |         |                                    |                                                                                        |
| 10 maart 2018 19:45 uur | VVV-Venlo                   | 2 – 3   | Excelsior                          | Stadion: Seacon Stadion - De Koel -, Venlo Toeschouwers: 6.021 Scheidsrechter: Martens |
| 10 maart 2018 19:45 uur | Mattheij 41' (e.d.) Thy 84' | Verslag | 35' Garcia 61' Faik 81' Van Duinen | Stadion: Seacon Stadion - De Koel -, Venlo Toeschouwers: 6.021 Scheidsrechter: Martens |
| 10 maart 2018 19:45 uur |                             |         |                                    | Stadion: Seacon Stadion - De Koel -, Venlo Toeschouwers: 6.021 Scheidsrechter: Martens |
| 10 maart 2018 19:45 uur |                             |         |                                    | Stadion: Seacon Stadion - De Koel -, Venlo Toeschouwers: 6.021 Scheidsrechter: Martens |
|                         |                             |         |                                    |                                                                                        |

|                         |                                                   |         |                    |                                                                                         |
| 10 maart 2018 19:45 uur | Willem II                                         | 5 – 0   | PSV                | Stadion: Koning Willem II Stadion, Tilburg Toeschouwers: 13.660 Scheidsrechter: Kuipers |
| 10 maart 2018 19:45 uur | Rienstra 21', 76' Sol 59', 70' (pen.), 90' (pen.) | Verslag | 69', 89' Luckassen | Stadion: Koning Willem II Stadion, Tilburg Toeschouwers: 13.660 Scheidsrechter: Kuipers |
| 10 maart 2018 19:45 uur |                                                   |         |                    | Stadion: Koning Willem II Stadion, Tilburg Toeschouwers: 13.660 Scheidsrechter: Kuipers |
| 10 maart 2018 19:45 uur |                                                   |         |                    | Stadion: Koning Willem II Stadion, Tilburg Toeschouwers: 13.660 Scheidsrechter: Kuipers |
|                         |                                                   |         |                    |                                                                                         |

|                         |                  |         |                        |                                                                                          |
| 10 maart 2018 20:45 uur | Roda JC Kerkrade | 0 – 2   | Sparta Rotterdam       | Stadion: Parkstad Limburg Stadion, Kerkrade Toeschouwers: 12.644 Scheidsrechter: Nijhuis |
| 10 maart 2018 20:45 uur |                  | Verslag | 12' Fischer 65' Mühren | Stadion: Parkstad Limburg Stadion, Kerkrade Toeschouwers: 12.644 Scheidsrechter: Nijhuis |
| 10 maart 2018 20:45 uur |                  |         |                        | Stadion: Parkstad Limburg Stadion, Kerkrade Toeschouwers: 12.644 Scheidsrechter: Nijhuis |
| 10 maart 2018 20:45 uur |                  |         |                        | Stadion: Parkstad Limburg Stadion, Kerkrade Toeschouwers: 12.644 Scheidsrechter: Nijhuis |
|                         |                  |         |                        |                                                                                          |

|                         |                               |         |            |                                                                                      |
| 11 maart 2018 12:30 uur | FC Groningen                  | 2 – 0   | PEC Zwolle | Stadion: Noordlease Stadion, Groningen Toeschouwers: 17.896 Scheidsrechter: Lindhout |
| 11 maart 2018 12:30 uur | Thomas 25' (e.d.) Hrustić 90' | Verslag |            | Stadion: Noordlease Stadion, Groningen Toeschouwers: 17.896 Scheidsrechter: Lindhout |
| 11 maart 2018 12:30 uur |                               |         |            | Stadion: Noordlease Stadion, Groningen Toeschouwers: 17.896 Scheidsrechter: Lindhout |
| 11 maart 2018 12:30 uur |                               |         |            | Stadion: Noordlease Stadion, Groningen Toeschouwers: 17.896 Scheidsrechter: Lindhout |
|                         |                               |         |            |                                                                                      |

|                         |                                                         |         |          |                                                                                    |
| 11 maart 2018 14:30 uur | FC Utrecht                                              | 5 – 1   | Vitesse  | Stadion: Stadion Galgenwaard, Utrecht Toeschouwers: 19.607 Scheidsrechter: Janssen |
| 11 maart 2018 14:30 uur | Janssen 36' Labyad 44' Van de Streek 60' Ayoub 74', 77' | Verslag | 55' Foor | Stadion: Stadion Galgenwaard, Utrecht Toeschouwers: 19.607 Scheidsrechter: Janssen |
| 11 maart 2018 14:30 uur |                                                         |         |          | Stadion: Stadion Galgenwaard, Utrecht Toeschouwers: 19.607 Scheidsrechter: Janssen |
| 11 maart 2018 14:30 uur |                                                         |         |          | Stadion: Stadion Galgenwaard, Utrecht Toeschouwers: 19.607 Scheidsrechter: Janssen |
|                         |                                                         |         |          |                                                                                    |

|                         |                                                        |         |               |                                                                                   |
| 11 maart 2018 14:30 uur | Ajax                                                   | 4 – 1   | sc Heerenveen | Stadion: Amsterdam ArenA, Amsterdam Toeschouwers: 52.523 Scheidsrechter: Kamphuis |
| 11 maart 2018 14:30 uur | De Ligt 31' Tagliafico 59' Van de Beek 88' Neres 90+3' | Verslag | 33' Ødegaard  | Stadion: Amsterdam ArenA, Amsterdam Toeschouwers: 52.523 Scheidsrechter: Kamphuis |
| 11 maart 2018 14:30 uur |                                                        |         |               | Stadion: Amsterdam ArenA, Amsterdam Toeschouwers: 52.523 Scheidsrechter: Kamphuis |
| 11 maart 2018 14:30 uur |                                                        |         |               | Stadion: Amsterdam ArenA, Amsterdam Toeschouwers: 52.523 Scheidsrechter: Kamphuis |
|                         |                                                        |         |               |                                                                                   |

|                         |                           |         |                |                                                                                    |
| 11 maart 2018 16:45 uur | Feyenoord                 | 2 – 1   | AZ             | Stadion: Stadion Feijenoord, Rotterdam Toeschouwers: 45.000 Scheidsrechter: Higler |
| 11 maart 2018 16:45 uur | Boëtius 33' Jørgensen 73' | Verslag | 90+2' Weghorst | Stadion: Stadion Feijenoord, Rotterdam Toeschouwers: 45.000 Scheidsrechter: Higler |
| 11 maart 2018 16:45 uur |                           |         |                | Stadion: Stadion Feijenoord, Rotterdam Toeschouwers: 45.000 Scheidsrechter: Higler |
| 11 maart 2018 16:45 uur |                           |         |                | Stadion: Stadion Feijenoord, Rotterdam Toeschouwers: 45.000 Scheidsrechter: Higler |
|                         |                           |         |                |                                                                                    |

## Speelronde 28
|                         |            |         |                  |                                                                                              |
| 16 maart 2018 20:00 uur | Excelsior  | 1 – 2   | ADO Den Haag     | Stadion: Van Donge & De Roo Stadion, Rotterdam Toeschouwers: 4.400 Scheidsrechter: S. Mulder |
| 16 maart 2018 20:00 uur | Massop 26' | Verslag | 52', 79' Johnsen | Stadion: Van Donge & De Roo Stadion, Rotterdam Toeschouwers: 4.400 Scheidsrechter: S. Mulder |
| 16 maart 2018 20:00 uur |            |         |                  | Stadion: Van Donge & De Roo Stadion, Rotterdam Toeschouwers: 4.400 Scheidsrechter: S. Mulder |
| 16 maart 2018 20:00 uur |            |         |                  | Stadion: Van Donge & De Roo Stadion, Rotterdam Toeschouwers: 4.400 Scheidsrechter: S. Mulder |
|                         |            |         |                  |                                                                                              |

|                         |                   |         |                      |                                                                                      |
| 17 maart 2018 18:30 uur | FC Twente         | 2 – 2   | Willem II            | Stadion: De Grolsch Veste, Enschede Toeschouwers: 29.300 Scheidsrechter: Wiedemeijer |
| 17 maart 2018 18:30 uur | Lam 43' Bijen 87' | Verslag | 14' Tsimikas 70' Sol | Stadion: De Grolsch Veste, Enschede Toeschouwers: 29.300 Scheidsrechter: Wiedemeijer |
| 17 maart 2018 18:30 uur |                   |         |                      | Stadion: De Grolsch Veste, Enschede Toeschouwers: 29.300 Scheidsrechter: Wiedemeijer |
| 17 maart 2018 18:30 uur |                   |         |                      | Stadion: De Grolsch Veste, Enschede Toeschouwers: 29.300 Scheidsrechter: Wiedemeijer |
|                         |                   |         |                      |                                                                                      |

|                         |                                       |         |                      |                                                                                    |
| 17 maart 2018 19:45 uur | PSV                                   | 3 – 0   | VVV-Venlo            | Stadion: Philips Stadion, Eindhoven Toeschouwers: 33.900 Scheidsrechter: Gözübüyük |
| 17 maart 2018 19:45 uur | Van Ginkel 68', 83' (pen.) Lozano 80' | Verslag | 45+2', 58' Seuntjens | Stadion: Philips Stadion, Eindhoven Toeschouwers: 33.900 Scheidsrechter: Gözübüyük |
| 17 maart 2018 19:45 uur |                                       |         |                      | Stadion: Philips Stadion, Eindhoven Toeschouwers: 33.900 Scheidsrechter: Gözübüyük |
| 17 maart 2018 19:45 uur |                                       |         |                      | Stadion: Philips Stadion, Eindhoven Toeschouwers: 33.900 Scheidsrechter: Gözübüyük |
|                         |                                       |         |                      |                                                                                    |

|                         |         |       |                 |                                                                          |
| 17 maart 2018 19:45 uur | Vitesse | 0 – 0 | Heracles Almelo | Stadion: GelreDome, Arnhem Toeschouwers: 16.231 Scheidsrechter: Lindhout |
| 17 maart 2018 19:45 uur | Verslag |       |                 | Stadion: GelreDome, Arnhem Toeschouwers: 16.231 Scheidsrechter: Lindhout |
| 17 maart 2018 19:45 uur |         |       |                 | Stadion: GelreDome, Arnhem Toeschouwers: 16.231 Scheidsrechter: Lindhout |
| 17 maart 2018 19:45 uur |         |       |                 | Stadion: GelreDome, Arnhem Toeschouwers: 16.231 Scheidsrechter: Lindhout |
|                         |         |       |                 |                                                                          |

|                         |                                |         |                                |                                                                                       |
| 17 maart 2018 20:45 uur | sc Heerenveen                  | 2 – 2   | FC Utrecht                     | Stadion: Abe Lenstra Stadion, Heerenveen Toeschouwers: 18.700 Scheidsrechter: Nijhuis |
| 17 maart 2018 20:45 uur | Thorsby 39' Ghoochannejhad 76' | Verslag | 18' Van der Maarel 88' Dessers | Stadion: Abe Lenstra Stadion, Heerenveen Toeschouwers: 18.700 Scheidsrechter: Nijhuis |
| 17 maart 2018 20:45 uur |                                |         |                                | Stadion: Abe Lenstra Stadion, Heerenveen Toeschouwers: 18.700 Scheidsrechter: Nijhuis |
| 17 maart 2018 20:45 uur |                                |         |                                | Stadion: Abe Lenstra Stadion, Heerenveen Toeschouwers: 18.700 Scheidsrechter: Nijhuis |
|                         |                                |         |                                |                                                                                       |

|                         |                                        |         |                        |                                                                                     |
| 18 maart 2018 12:30 uur | AZ                                     | 3 – 2   | FC Groningen           | Stadion: AFAS Stadion, Alkmaar Toeschouwers: 16.459 Scheidsrechter: Van den Kerkhof |
| 18 maart 2018 12:30 uur | Svensson 53' Til 66' Jahanbakhsh 90+2' | Verslag | 70' Van Weert 83' Doan | Stadion: AFAS Stadion, Alkmaar Toeschouwers: 16.459 Scheidsrechter: Van den Kerkhof |
| 18 maart 2018 12:30 uur |                                        |         |                        | Stadion: AFAS Stadion, Alkmaar Toeschouwers: 16.459 Scheidsrechter: Van den Kerkhof |
| 18 maart 2018 12:30 uur |                                        |         |                        | Stadion: AFAS Stadion, Alkmaar Toeschouwers: 16.459 Scheidsrechter: Van den Kerkhof |
|                         |                                        |         |                        |                                                                                     |

|                         |           |         |                  |                                                                                  |
| 18 maart 2018 14:30 uur | NAC Breda | 0 – 1   | Roda JC Kerkrade | Stadion: Rat Verlegh Stadion, Breda Toeschouwers: 18.412 Scheidsrechter: Janssen |
| 18 maart 2018 14:30 uur |           | Verslag | 37' Avdijaj      | Stadion: Rat Verlegh Stadion, Breda Toeschouwers: 18.412 Scheidsrechter: Janssen |
| 18 maart 2018 14:30 uur |           |         |                  | Stadion: Rat Verlegh Stadion, Breda Toeschouwers: 18.412 Scheidsrechter: Janssen |
| 18 maart 2018 14:30 uur |           |         |                  | Stadion: Rat Verlegh Stadion, Breda Toeschouwers: 18.412 Scheidsrechter: Janssen |
|                         |           |         |                  |                                                                                  |

|                         |                         |         |                                                       |                                                                             |
| 18 maart 2018 14:30 uur | Sparta Rotterdam        | 2 – 5   | Ajax                                                  | Stadion: Het Kasteel, Rotterdam Toeschouwers: 10.606 Scheidsrechter: Higler |
| 18 maart 2018 14:30 uur | Kramer 31' Sanusi 90+2' | Verslag | 33' Huntelaar 53' Schöne 59' Kluivert 66', 86' Ziyech | Stadion: Het Kasteel, Rotterdam Toeschouwers: 10.606 Scheidsrechter: Higler |
| 18 maart 2018 14:30 uur |                         |         |                                                       | Stadion: Het Kasteel, Rotterdam Toeschouwers: 10.606 Scheidsrechter: Higler |
| 18 maart 2018 14:30 uur |                         |         |                                                       | Stadion: Het Kasteel, Rotterdam Toeschouwers: 10.606 Scheidsrechter: Higler |
|                         |                         |         |                                                       |                                                                             |

|                         |                                      |         |                                               |                                                                                   |
| 18 maart 2018 16:45 uur | PEC Zwolle                           | 3 – 4   | Feyenoord                                     | Stadion: MAC³PARK stadion, Zwolle Toeschouwers: 13.250 Scheidsrechter: Van Boekel |
| 18 maart 2018 16:45 uur | Saymak 52' Parzyszek 85' (pen.), 88' | Verslag | 10', 15' Van Persie 51' El Ahmadi 78' Vilhena | Stadion: MAC³PARK stadion, Zwolle Toeschouwers: 13.250 Scheidsrechter: Van Boekel |
| 18 maart 2018 16:45 uur |                                      |         |                                               | Stadion: MAC³PARK stadion, Zwolle Toeschouwers: 13.250 Scheidsrechter: Van Boekel |
| 18 maart 2018 16:45 uur |                                      |         |                                               | Stadion: MAC³PARK stadion, Zwolle Toeschouwers: 13.250 Scheidsrechter: Van Boekel |
|                         |                                      |         |                                               |                                                                                   |

## Speelronde 29
|                         |                          |         |                  |                                                                                |
| 31 maart 2018 18:30 uur | PEC Zwolle               | 2 – 0   | Sparta Rotterdam | Stadion: MAC³PARK stadion, Zwolle Toeschouwers: 13.250 Scheidsrechter: Nijhuis |
| 31 maart 2018 18:30 uur | Mokhtar 2' Parzyszek 64' | Verslag |                  | Stadion: MAC³PARK stadion, Zwolle Toeschouwers: 13.250 Scheidsrechter: Nijhuis |
| 31 maart 2018 18:30 uur |                          |         |                  | Stadion: MAC³PARK stadion, Zwolle Toeschouwers: 13.250 Scheidsrechter: Nijhuis |
| 31 maart 2018 18:30 uur |                          |         |                  | Stadion: MAC³PARK stadion, Zwolle Toeschouwers: 13.250 Scheidsrechter: Nijhuis |
|                         |                          |         |                  |                                                                                |

|                         |         |         |                              |                                                                        |
| 31 maart 2018 18:30 uur | Vitesse | 0 – 3   | Roda JC Kerkrade             | Stadion: GelreDome, Arnhem Toeschouwers: 16.591 Scheidsrechter: Higler |
| 31 maart 2018 18:30 uur |         | Verslag | 24', 80' Schahin 70' Avdijaj | Stadion: GelreDome, Arnhem Toeschouwers: 16.591 Scheidsrechter: Higler |
| 31 maart 2018 18:30 uur |         |         |                              | Stadion: GelreDome, Arnhem Toeschouwers: 16.591 Scheidsrechter: Higler |
| 31 maart 2018 18:30 uur |         |         |                              | Stadion: GelreDome, Arnhem Toeschouwers: 16.591 Scheidsrechter: Higler |
|                         |         |         |                              |                                                                        |

|                         |                                                                                |         |           |                                                                                     |
| 31 maart 2018 19:45 uur | PSV                                                                            | 5 – 1   | NAC Breda | Stadion: Philips Stadion, Eindhoven Toeschouwers: 34.300 Scheidsrechter: Van Boekel |
| 31 maart 2018 19:45 uur | Van Ginkel 37' (pen.) Sadiq 58' (e.d.) De Jong 76' Mets 81' (e.d.) Pereiro 84' | Verslag | 64' Sadiq | Stadion: Philips Stadion, Eindhoven Toeschouwers: 34.300 Scheidsrechter: Van Boekel |
| 31 maart 2018 19:45 uur |                                                                                |         |           | Stadion: Philips Stadion, Eindhoven Toeschouwers: 34.300 Scheidsrechter: Van Boekel |
| 31 maart 2018 19:45 uur |                                                                                |         |           | Stadion: Philips Stadion, Eindhoven Toeschouwers: 34.300 Scheidsrechter: Van Boekel |
|                         |                                                                                |         |           |                                                                                     |

|                         |                                            |         |                            |                                                                                          |
| 31 maart 2018 20:45 uur | Willem II                                  | 3 – 2   | FC Utrecht                 | Stadion: Koning Willem II Stadion, Tilburg Toeschouwers: 13.660 Scheidsrechter: Kamphuis |
| 31 maart 2018 20:45 uur | Haye 39' Tsimikas 45' Sol 50' Heerkens 78' | Verslag | 19' Kerk 31' Van de Streek | Stadion: Koning Willem II Stadion, Tilburg Toeschouwers: 13.660 Scheidsrechter: Kamphuis |
| 31 maart 2018 20:45 uur |                                            |         |                            | Stadion: Koning Willem II Stadion, Tilburg Toeschouwers: 13.660 Scheidsrechter: Kamphuis |
| 31 maart 2018 20:45 uur |                                            |         |                            | Stadion: Koning Willem II Stadion, Tilburg Toeschouwers: 13.660 Scheidsrechter: Kamphuis |
|                         |                                            |         |                            |                                                                                          |

|                         |              |         |                                          |                                                                                    |
| 31 maart 2018 20:45 uur | ADO Den Haag | 0 – 3   | AZ                                       | Stadion: Cars Jeans Stadion, Den Haag Toeschouwers: 13.115 Scheidsrechter: Kuipers |
| 31 maart 2018 20:45 uur |              | Verslag | 18' Weghorst 30' Idrissi 43' Jahanbakhsh | Stadion: Cars Jeans Stadion, Den Haag Toeschouwers: 13.115 Scheidsrechter: Kuipers |
| 31 maart 2018 20:45 uur |              |         |                                          | Stadion: Cars Jeans Stadion, Den Haag Toeschouwers: 13.115 Scheidsrechter: Kuipers |
| 31 maart 2018 20:45 uur |              |         |                                          | Stadion: Cars Jeans Stadion, Den Haag Toeschouwers: 13.115 Scheidsrechter: Kuipers |
|                         |              |         |                                          |                                                                                    |

|                        |           |       |           |                                                                                         |
| 1 april 2018 12:30 uur | VVV-Venlo | 0 – 0 | FC Twente | Stadion: Seacon Stadion - De Koel -, Venlo Toeschouwers: 6.623 Scheidsrechter: Lindhout |
| 1 april 2018 12:30 uur | Verslag   |       |           | Stadion: Seacon Stadion - De Koel -, Venlo Toeschouwers: 6.623 Scheidsrechter: Lindhout |
| 1 april 2018 12:30 uur |           |       |           | Stadion: Seacon Stadion - De Koel -, Venlo Toeschouwers: 6.623 Scheidsrechter: Lindhout |
| 1 april 2018 12:30 uur |           |       |           | Stadion: Seacon Stadion - De Koel -, Venlo Toeschouwers: 6.623 Scheidsrechter: Lindhout |
|                        |           |       |           |                                                                                         |

|                        |                 |         |                               |                                                                              |
| 1 april 2018 14:30 uur | Heracles Almelo | 1 – 2   | sc Heerenveen                 | Stadion: Polman Stadion, Almelo Toeschouwers: 10.086 Scheidsrechter: Janssen |
| 1 april 2018 14:30 uur | Darri 90+3'     | Verslag | 37' Thorsby 40' (pen.) Zeneli | Stadion: Polman Stadion, Almelo Toeschouwers: 10.086 Scheidsrechter: Janssen |
| 1 april 2018 14:30 uur |                 |         |                               | Stadion: Polman Stadion, Almelo Toeschouwers: 10.086 Scheidsrechter: Janssen |
| 1 april 2018 14:30 uur |                 |         |                               | Stadion: Polman Stadion, Almelo Toeschouwers: 10.086 Scheidsrechter: Janssen |
|                        |                 |         |                               |                                                                              |

|                        |               |         |                                             |                                                                                  |
| 1 april 2018 14:30 uur | FC Groningen  | 1 – 2   | Ajax                                        | Stadion: Noordlease Stadion, Groningen Toeschouwers: 22.568 Scheidsrechter: Blom |
| 1 april 2018 14:30 uur | Van Weert 14' | Verslag | 64' Kluivert 24', 86' Veltman 89' Huntelaar | Stadion: Noordlease Stadion, Groningen Toeschouwers: 22.568 Scheidsrechter: Blom |
| 1 april 2018 14:30 uur |               |         |                                             | Stadion: Noordlease Stadion, Groningen Toeschouwers: 22.568 Scheidsrechter: Blom |
| 1 april 2018 14:30 uur |               |         |                                             | Stadion: Noordlease Stadion, Groningen Toeschouwers: 22.568 Scheidsrechter: Blom |
|                        |               |         |                                             |                                                                                  |

|                        |                                                                      |         |           |                                                                                       |
| 1 april 2018 16:45 uur | Feyenoord                                                            | 5 – 0   | Excelsior | Stadion: Stadion Feijenoord, Rotterdam Toeschouwers: 45.000 Scheidsrechter: Gözübüyük |
| 1 april 2018 16:45 uur | Boëtius 4' Toornstra 27' Vilhena 42' Berghuis 55' De Wijs 76' (e.d.) | Verslag |           | Stadion: Stadion Feijenoord, Rotterdam Toeschouwers: 45.000 Scheidsrechter: Gözübüyük |
| 1 april 2018 16:45 uur |                                                                      |         |           | Stadion: Stadion Feijenoord, Rotterdam Toeschouwers: 45.000 Scheidsrechter: Gözübüyük |
| 1 april 2018 16:45 uur |                                                                      |         |           | Stadion: Stadion Feijenoord, Rotterdam Toeschouwers: 45.000 Scheidsrechter: Gözübüyük |
|                        |                                                                      |         |           |                                                                                       |

## Speelronde 30
|                        |                                |         |                     |                                                                                                 |
| 6 april 2018 20:00 uur | Excelsior                      | 2 – 1   | Willem II           | Stadion: Van Donge & De Roo Stadion, Rotterdam Toeschouwers: 4.400 Scheidsrechter: Van de Graaf |
| 6 april 2018 20:00 uur | Bruins 28' (pen.) Elbers 45+1' | Verslag | 14' Sol 27' Lachman | Stadion: Van Donge & De Roo Stadion, Rotterdam Toeschouwers: 4.400 Scheidsrechter: Van de Graaf |
| 6 april 2018 20:00 uur |                                |         |                     | Stadion: Van Donge & De Roo Stadion, Rotterdam Toeschouwers: 4.400 Scheidsrechter: Van de Graaf |
| 6 april 2018 20:00 uur |                                |         |                     | Stadion: Van Donge & De Roo Stadion, Rotterdam Toeschouwers: 4.400 Scheidsrechter: Van de Graaf |
|                        |                                |         |                     |                                                                                                 |

|                        |              |         |         |                                                                                    |
| 7 april 2018 18:30 uur | NAC Breda    | 1 – 0   | Vitesse | Stadion: Rat Verlegh Stadion, Breda Toeschouwers: 18.567 Scheidsrechter: Gözübüyük |
| 7 april 2018 18:30 uur | Angeliño 35' | Verslag |         | Stadion: Rat Verlegh Stadion, Breda Toeschouwers: 18.567 Scheidsrechter: Gözübüyük |
| 7 april 2018 18:30 uur |              |         |         | Stadion: Rat Verlegh Stadion, Breda Toeschouwers: 18.567 Scheidsrechter: Gözübüyük |
| 7 april 2018 18:30 uur |              |         |         | Stadion: Rat Verlegh Stadion, Breda Toeschouwers: 18.567 Scheidsrechter: Gözübüyük |
|                        |              |         |         |                                                                                    |

|                        |                                  |         |                                              |                                                                          |
| 7 april 2018 19:45 uur | AZ                               | 2 – 3   | PSV                                          | Stadion: AFAS Stadion, Alkmaar Toeschouwers: 17.002 Scheidsrechter: Blom |
| 7 april 2018 19:45 uur | Weghorst 53', 61' Vlaar 78', 89' | Verslag | 74' Pereiro 76' Lozano 79' (pen.) Van Ginkel | Stadion: AFAS Stadion, Alkmaar Toeschouwers: 17.002 Scheidsrechter: Blom |
| 7 april 2018 19:45 uur |                                  |         |                                              | Stadion: AFAS Stadion, Alkmaar Toeschouwers: 17.002 Scheidsrechter: Blom |
| 7 april 2018 19:45 uur |                                  |         |                                              | Stadion: AFAS Stadion, Alkmaar Toeschouwers: 17.002 Scheidsrechter: Blom |
|                        |                                  |         |                                              |                                                                          |

|                        |                                       |         |                     |                                                                                          |
| 7 april 2018 19:45 uur | Roda JC Kerkrade                      | 3 – 2   | PEC Zwolle          | Stadion: Parkstad Limburg Stadion, Kerkrade Toeschouwers: 14.115 Scheidsrechter: Kuipers |
| 7 april 2018 19:45 uur | Avdijaj 3' Gustafson 8' Rosheuvel 87' | Verslag | 25' Namli 85' Menig | Stadion: Parkstad Limburg Stadion, Kerkrade Toeschouwers: 14.115 Scheidsrechter: Kuipers |
| 7 april 2018 19:45 uur |                                       |         |                     | Stadion: Parkstad Limburg Stadion, Kerkrade Toeschouwers: 14.115 Scheidsrechter: Kuipers |
| 7 april 2018 19:45 uur |                                       |         |                     | Stadion: Parkstad Limburg Stadion, Kerkrade Toeschouwers: 14.115 Scheidsrechter: Kuipers |
|                        |                                       |         |                     |                                                                                          |

|                        |                              |         |                  |                                                                                |
| 7 april 2018 20:45 uur | Sparta Rotterdam             | 3 – 2   | VVV-Venlo        | Stadion: Het Kasteel, Rotterdam Toeschouwers: 10.139 Scheidsrechter: S. Mulder |
| 7 april 2018 20:45 uur | Ahannach 19' Mühren 81', 90' | Verslag | 43', 52' Leemans | Stadion: Het Kasteel, Rotterdam Toeschouwers: 10.139 Scheidsrechter: S. Mulder |
| 7 april 2018 20:45 uur |                              |         |                  | Stadion: Het Kasteel, Rotterdam Toeschouwers: 10.139 Scheidsrechter: S. Mulder |
| 7 april 2018 20:45 uur |                              |         |                  | Stadion: Het Kasteel, Rotterdam Toeschouwers: 10.139 Scheidsrechter: S. Mulder |
|                        |                              |         |                  |                                                                                |

|                        |                                         |         |                                        |                                                                                   |
| 8 april 2018 12:30 uur | FC Utrecht                              | 3 – 3   | ADO Den Haag                           | Stadion: Stadion Galgenwaard, Utrecht Toeschouwers: 20.145 Scheidsrechter: Higler |
| 8 april 2018 12:30 uur | Van de Streek 43' Kerk 73' Labyad 90+4' | Verslag | 54' Johnsen 69' Beugelsdijk 90+1' Hooi | Stadion: Stadion Galgenwaard, Utrecht Toeschouwers: 20.145 Scheidsrechter: Higler |
| 8 april 2018 12:30 uur |                                         |         |                                        | Stadion: Stadion Galgenwaard, Utrecht Toeschouwers: 20.145 Scheidsrechter: Higler |
| 8 april 2018 12:30 uur |                                         |         |                                        | Stadion: Stadion Galgenwaard, Utrecht Toeschouwers: 20.145 Scheidsrechter: Higler |
|                        |                                         |         |                                        |                                                                                   |

|                        |               |         |               |                                                                                          |
| 8 april 2018 14:30 uur | sc Heerenveen | 1 – 1   | FC Groningen  | Stadion: Abe Lenstra Stadion, Heerenveen Toeschouwers: 23.150 Scheidsrechter: Van Boekel |
| 8 april 2018 14:30 uur | Vlap 31'      | Verslag | 55' Van Weert | Stadion: Abe Lenstra Stadion, Heerenveen Toeschouwers: 23.150 Scheidsrechter: Van Boekel |
| 8 april 2018 14:30 uur |               |         |               | Stadion: Abe Lenstra Stadion, Heerenveen Toeschouwers: 23.150 Scheidsrechter: Van Boekel |
| 8 april 2018 14:30 uur |               |         |               | Stadion: Abe Lenstra Stadion, Heerenveen Toeschouwers: 23.150 Scheidsrechter: Van Boekel |
|                        |               |         |               |                                                                                          |

|                        |           |         |                                        |                                                                                   |
| 8 april 2018 14:30 uur | FC Twente | 1 – 3   | Feyenoord                              | Stadion: De Grolsch Veste, Enschede Toeschouwers: 25.600 Scheidsrechter: Makkelie |
| 8 april 2018 14:30 uur | Maher 22' | Verslag | 18' Boëtius 67' Berghuis 75' Jørgensen | Stadion: De Grolsch Veste, Enschede Toeschouwers: 25.600 Scheidsrechter: Makkelie |
| 8 april 2018 14:30 uur |           |         |                                        | Stadion: De Grolsch Veste, Enschede Toeschouwers: 25.600 Scheidsrechter: Makkelie |
| 8 april 2018 14:30 uur |           |         |                                        | Stadion: De Grolsch Veste, Enschede Toeschouwers: 25.600 Scheidsrechter: Makkelie |
|                        |           |         |                                        |                                                                                   |

|                        |           |         |                 |                                                                                  |
| 8 april 2018 16:45 uur | Ajax      | 1 – 0   | Heracles Almelo | Stadion: Amsterdam ArenA, Amsterdam Toeschouwers: 52.495 Scheidsrechter: Nijhuis |
| 8 april 2018 16:45 uur | Neres 63' | Verslag |                 | Stadion: Amsterdam ArenA, Amsterdam Toeschouwers: 52.495 Scheidsrechter: Nijhuis |
| 8 april 2018 16:45 uur |           |         |                 | Stadion: Amsterdam ArenA, Amsterdam Toeschouwers: 52.495 Scheidsrechter: Nijhuis |
| 8 april 2018 16:45 uur |           |         |                 | Stadion: Amsterdam ArenA, Amsterdam Toeschouwers: 52.495 Scheidsrechter: Nijhuis |
|                        |           |         |                 |                                                                                  |

## Speelronde 31
|                         |                 |         |                                     |                                                                               |
| 13 april 2018 20:00 uur | Heracles Almelo | 0 – 3   | AZ                                  | Stadion: Polman Stadion, Almelo Toeschouwers: 10.724 Scheidsrechter: Kamphuis |
| 13 april 2018 20:00 uur |                 | Verslag | 25' Til 30' Idrissi 59' Jahanbakhsh | Stadion: Polman Stadion, Almelo Toeschouwers: 10.724 Scheidsrechter: Kamphuis |
| 13 april 2018 20:00 uur |                 |         |                                     | Stadion: Polman Stadion, Almelo Toeschouwers: 10.724 Scheidsrechter: Kamphuis |
| 13 april 2018 20:00 uur |                 |         |                                     | Stadion: Polman Stadion, Almelo Toeschouwers: 10.724 Scheidsrechter: Kamphuis |
|                         |                 |         |                                     |                                                                               |

|                         |                    |         |               |                                                                                      |
| 14 april 2018 18:30 uur | ADO Den Haag       | 2 – 1   | FC Twente     | Stadion: Cars Jeans Stadion, Den Haag Toeschouwers: 13.876 Scheidsrechter: Gözübüyük |
| 14 april 2018 18:30 uur | Johnsen 45+2', 75' | Verslag | 13' F. Jensen | Stadion: Cars Jeans Stadion, Den Haag Toeschouwers: 13.876 Scheidsrechter: Gözübüyük |
| 14 april 2018 18:30 uur |                    |         |               | Stadion: Cars Jeans Stadion, Den Haag Toeschouwers: 13.876 Scheidsrechter: Gözübüyük |
| 14 april 2018 18:30 uur |                    |         |               | Stadion: Cars Jeans Stadion, Den Haag Toeschouwers: 13.876 Scheidsrechter: Gözübüyük |
|                         |                    |         |               |                                                                                      |

|                         |                                                                                |         |                  |                                                                      |
| 14 april 2018 19:45 uur | Vitesse                                                                        | 7 – 0   | Sparta Rotterdam | Stadion: GelreDome, Arnhem Toeschouwers: 16.345 Scheidsrechter: Blom |
| 14 april 2018 19:45 uur | Serero 2' Beerens 18' Fischer 29' (e.d.) Linssen 59', 82' Matavž 72' Bruns 77' | Verslag | 45' Kramer       | Stadion: GelreDome, Arnhem Toeschouwers: 16.345 Scheidsrechter: Blom |
| 14 april 2018 19:45 uur |                                                                                |         |                  | Stadion: GelreDome, Arnhem Toeschouwers: 16.345 Scheidsrechter: Blom |
| 14 april 2018 19:45 uur |                                                                                |         |                  | Stadion: GelreDome, Arnhem Toeschouwers: 16.345 Scheidsrechter: Blom |
|                         |                                                                                |         |                  |                                                                      |

|                         |           |         |                                   |                                                                                       |
| 14 april 2018 19:45 uur | VVV-Venlo | 0 – 2   | sc Heerenveen                     | Stadion: Seacon Stadion - De Koel -, Venlo Toeschouwers: 7.054 Scheidsrechter: Higler |
| 14 april 2018 19:45 uur |           | Verslag | 69' Ghoochannejhad 79' Mihajlović | Stadion: Seacon Stadion - De Koel -, Venlo Toeschouwers: 7.054 Scheidsrechter: Higler |
| 14 april 2018 19:45 uur |           |         |                                   | Stadion: Seacon Stadion - De Koel -, Venlo Toeschouwers: 7.054 Scheidsrechter: Higler |
| 14 april 2018 19:45 uur |           |         |                                   | Stadion: Seacon Stadion - De Koel -, Venlo Toeschouwers: 7.054 Scheidsrechter: Higler |
|                         |           |         |                                   |                                                                                       |

|                         |             |         |                       |                                                                            |
| 14 april 2018 20:45 uur | PEC Zwolle  | 1 – 1   | Excelsior             | Stadion: MAC³PARK stadion, Zwolle Toeschouwers: 13.028 Scheidsrechter: Bax |
| 14 april 2018 20:45 uur | Mokhtar 17' | Verslag | 57' (pen.) Van Duinen | Stadion: MAC³PARK stadion, Zwolle Toeschouwers: 13.028 Scheidsrechter: Bax |
| 14 april 2018 20:45 uur |             |         |                       | Stadion: MAC³PARK stadion, Zwolle Toeschouwers: 13.028 Scheidsrechter: Bax |
| 14 april 2018 20:45 uur |             |         |                       | Stadion: MAC³PARK stadion, Zwolle Toeschouwers: 13.028 Scheidsrechter: Bax |
|                         |             |         |                       |                                                                            |

|                         |                 |         |                  |                                                                                  |
| 15 april 2018 12:30 uur | NAC Breda       | 1 – 2   | Willem II        | Stadion: Rat Verlegh Stadion, Breda Toeschouwers: 18.481 Scheidsrechter: Janssen |
| 15 april 2018 12:30 uur | Verschueren 29' | Verslag | 4', 40' Rienstra | Stadion: Rat Verlegh Stadion, Breda Toeschouwers: 18.481 Scheidsrechter: Janssen |
| 15 april 2018 12:30 uur |                 |         |                  | Stadion: Rat Verlegh Stadion, Breda Toeschouwers: 18.481 Scheidsrechter: Janssen |
| 15 april 2018 12:30 uur |                 |         |                  | Stadion: Rat Verlegh Stadion, Breda Toeschouwers: 18.481 Scheidsrechter: Janssen |
|                         |                 |         |                  |                                                                                  |

|                         |                                         |         |             |                                                                                     |
| 15 april 2018 14:30 uur | Feyenoord                               | 3 – 1   | FC Utrecht  | Stadion: Stadion Feijenoord, Rotterdam Toeschouwers: 47.500 Scheidsrechter: Nijhuis |
| 15 april 2018 14:30 uur | Jørgensen 7' Van Persie 44' Larsson 69' | Verslag | 31' Dessers | Stadion: Stadion Feijenoord, Rotterdam Toeschouwers: 47.500 Scheidsrechter: Nijhuis |
| 15 april 2018 14:30 uur |                                         |         |             | Stadion: Stadion Feijenoord, Rotterdam Toeschouwers: 47.500 Scheidsrechter: Nijhuis |
| 15 april 2018 14:30 uur |                                         |         |             | Stadion: Stadion Feijenoord, Rotterdam Toeschouwers: 47.500 Scheidsrechter: Nijhuis |
|                         |                                         |         |             |                                                                                     |

|                         |                    |         |                  |                                                                                      |
| 15 april 2018 14:30 uur | FC Groningen       | 2 – 1   | Roda JC Kerkrade | Stadion: Noordlease Stadion, Groningen Toeschouwers: 20.402 Scheidsrechter: Lindhout |
| 15 april 2018 14:30 uur | Doan 15' Drost 49' | Verslag | 70' Kum          | Stadion: Noordlease Stadion, Groningen Toeschouwers: 20.402 Scheidsrechter: Lindhout |
| 15 april 2018 14:30 uur |                    |         |                  | Stadion: Noordlease Stadion, Groningen Toeschouwers: 20.402 Scheidsrechter: Lindhout |
| 15 april 2018 14:30 uur |                    |         |                  | Stadion: Noordlease Stadion, Groningen Toeschouwers: 20.402 Scheidsrechter: Lindhout |
|                         |                    |         |                  |                                                                                      |

|                         |                                      |         |                                    |                                                                                   |
| 15 april 2018 16:45 uur | PSV                                  | 3 – 0   | Ajax                               | Stadion: Philips Stadion, Eindhoven Toeschouwers: 35.000 Scheidsrechter: Makkelie |
| 15 april 2018 16:45 uur | Pereiro 23' De Jong 38' Bergwijn 54' | Verslag | 35', 80' Tagliafico 83' S. de Jong | Stadion: Philips Stadion, Eindhoven Toeschouwers: 35.000 Scheidsrechter: Makkelie |
| 15 april 2018 16:45 uur |                                      |         |                                    | Stadion: Philips Stadion, Eindhoven Toeschouwers: 35.000 Scheidsrechter: Makkelie |
| 15 april 2018 16:45 uur |                                      |         |                                    | Stadion: Philips Stadion, Eindhoven Toeschouwers: 35.000 Scheidsrechter: Makkelie |
|                         |                                      |         |                                    |                                                                                   |

## Speelronde 32
|                         |                            |         |            |                                                                                     |
| 17 april 2018 18:30 uur | FC Twente                  | 2 – 0   | PEC Zwolle | Stadion: De Grolsch Veste, Enschede Toeschouwers: 24.900 Scheidsrechter: Van Boekel |
| 17 april 2018 18:30 uur | Van der Lely 21' Maria 35' | Verslag |            | Stadion: De Grolsch Veste, Enschede Toeschouwers: 24.900 Scheidsrechter: Van Boekel |
| 17 april 2018 18:30 uur |                            |         |            | Stadion: De Grolsch Veste, Enschede Toeschouwers: 24.900 Scheidsrechter: Van Boekel |
| 17 april 2018 18:30 uur |                            |         |            | Stadion: De Grolsch Veste, Enschede Toeschouwers: 24.900 Scheidsrechter: Van Boekel |
|                         |                            |         |            |                                                                                     |

|                         |                |         |              |                                                                                               |
| 17 april 2018 20:45 uur | sc Heerenveen  | 2 – 0   | ADO Den Haag | Stadion: Abe Lenstra Stadion, Heerenveen Toeschouwers: 18.730 Scheidsrechter: Van den Kerkhof |
| 17 april 2018 20:45 uur | Rojas 53', 74' | Verslag |              | Stadion: Abe Lenstra Stadion, Heerenveen Toeschouwers: 18.730 Scheidsrechter: Van den Kerkhof |
| 17 april 2018 20:45 uur |                |         |              | Stadion: Abe Lenstra Stadion, Heerenveen Toeschouwers: 18.730 Scheidsrechter: Van den Kerkhof |
| 17 april 2018 20:45 uur |                |         |              | Stadion: Abe Lenstra Stadion, Heerenveen Toeschouwers: 18.730 Scheidsrechter: Van den Kerkhof |
|                         |                |         |              |                                                                                               |

|                         |                                         |         |                                  |                                                                             |
| 18 april 2018 18:30 uur | AZ                                      | 4 – 3   | Vitesse                          | Stadion: AFAS Stadion, Alkmaar Toeschouwers: 16.067 Scheidsrechter: Nijhuis |
| 18 april 2018 18:30 uur | Weghorst 7' Jahanbakhsh 11', 45+2', 53' | Verslag | 22' Linssen 40' Matavž 66' Mount | Stadion: AFAS Stadion, Alkmaar Toeschouwers: 16.067 Scheidsrechter: Nijhuis |
| 18 april 2018 18:30 uur |                                         |         |                                  | Stadion: AFAS Stadion, Alkmaar Toeschouwers: 16.067 Scheidsrechter: Nijhuis |
| 18 april 2018 18:30 uur |                                         |         |                                  | Stadion: AFAS Stadion, Alkmaar Toeschouwers: 16.067 Scheidsrechter: Nijhuis |
|                         |                                         |         |                                  |                                                                             |

|                         |                                 |         |                        |                                                                                            |
| 18 april 2018 18:30 uur | Roda JC Kerkrade                | 2 – 2   | PSV                    | Stadion: Parkstad Limburg Stadion, Kerkrade Toeschouwers: 15.383 Scheidsrechter: Gözübüyük |
| 18 april 2018 18:30 uur | Vansteenkiste 29' Gustafson 65' | Verslag | 32' Lozano 86' Hendrix | Stadion: Parkstad Limburg Stadion, Kerkrade Toeschouwers: 15.383 Scheidsrechter: Gözübüyük |
| 18 april 2018 18:30 uur |                                 |         |                        | Stadion: Parkstad Limburg Stadion, Kerkrade Toeschouwers: 15.383 Scheidsrechter: Gözübüyük |
| 18 april 2018 18:30 uur |                                 |         |                        | Stadion: Parkstad Limburg Stadion, Kerkrade Toeschouwers: 15.383 Scheidsrechter: Gözübüyük |
|                         |                                 |         |                        |                                                                                            |

|                         |                                   |         |                                             |                                                                                              |
| 18 april 2018 19:45 uur | Excelsior                         | 2 – 2   | Heracles Almelo                             | Stadion: Van Donge & De Roo Stadion, Rotterdam Toeschouwers: 4.065 Scheidsrechter: S. Mulder |
| 18 april 2018 19:45 uur | Messaoud 8' Van Duinen 51' (pen.) | Verslag | 49' Van Ooijen 90+2', 90+4' (pen.) Monteiro | Stadion: Van Donge & De Roo Stadion, Rotterdam Toeschouwers: 4.065 Scheidsrechter: S. Mulder |
| 18 april 2018 19:45 uur |                                   |         |                                             | Stadion: Van Donge & De Roo Stadion, Rotterdam Toeschouwers: 4.065 Scheidsrechter: S. Mulder |
| 18 april 2018 19:45 uur |                                   |         |                                             | Stadion: Van Donge & De Roo Stadion, Rotterdam Toeschouwers: 4.065 Scheidsrechter: S. Mulder |
|                         |                                   |         |                                             |                                                                                              |

|                         |             |         |                                                          |                                                                                      |
| 18 april 2018 20:45 uur | Willem II   | 1 – 5   | Feyenoord                                                | Stadion: Koning Willem II Stadion, Tilburg Toeschouwers: 13.320 Scheidsrechter: Blom |
| 18 april 2018 20:45 uur | Ogbeche 75' | Verslag | 28', 86' Vente 51' Amrabat 57' Vilhena 90+2' Başacıkoğlu | Stadion: Koning Willem II Stadion, Tilburg Toeschouwers: 13.320 Scheidsrechter: Blom |
| 18 april 2018 20:45 uur |             |         |                                                          | Stadion: Koning Willem II Stadion, Tilburg Toeschouwers: 13.320 Scheidsrechter: Blom |
| 18 april 2018 20:45 uur |             |         |                                                          | Stadion: Koning Willem II Stadion, Tilburg Toeschouwers: 13.320 Scheidsrechter: Blom |
|                         |             |         |                                                          |                                                                                      |

|                         |                          |         |           |                                                                               |
| 18 april 2018 20:45 uur | Sparta Rotterdam         | 2 – 1   | NAC Breda | Stadion: Het Kasteel, Rotterdam Toeschouwers: 10.606 Scheidsrechter: Lindhout |
| 18 april 2018 20:45 uur | Duarte 61' Spierings 85' | Verslag | 73' Sadiq | Stadion: Het Kasteel, Rotterdam Toeschouwers: 10.606 Scheidsrechter: Lindhout |
| 18 april 2018 20:45 uur |                          |         |           | Stadion: Het Kasteel, Rotterdam Toeschouwers: 10.606 Scheidsrechter: Lindhout |
| 18 april 2018 20:45 uur |                          |         |           | Stadion: Het Kasteel, Rotterdam Toeschouwers: 10.606 Scheidsrechter: Lindhout |
|                         |                          |         |           |                                                                               |

|                         |            |         |                      |                                                                                    |
| 19 april 2018 18:30 uur | FC Utrecht | 1 – 1   | FC Groningen         | Stadion: Stadion Galgenwaard, Utrecht Toeschouwers: 19.540 Scheidsrechter: Janssen |
| 19 april 2018 18:30 uur | Janssen 8' | Verslag | 73' (pen.) Van Weert | Stadion: Stadion Galgenwaard, Utrecht Toeschouwers: 19.540 Scheidsrechter: Janssen |
| 19 april 2018 18:30 uur |            |         |                      | Stadion: Stadion Galgenwaard, Utrecht Toeschouwers: 19.540 Scheidsrechter: Janssen |
| 19 april 2018 18:30 uur |            |         |                      | Stadion: Stadion Galgenwaard, Utrecht Toeschouwers: 19.540 Scheidsrechter: Janssen |
|                         |            |         |                      |                                                                                    |

|                         |                                           |         |               |                                                                                   |
| 19 april 2018 20:45 uur | Ajax                                      | 4 – 1   | VVV-Venlo     | Stadion: Amsterdam ArenA, Amsterdam Toeschouwers: 52.145 Scheidsrechter: Kamphuis |
| 19 april 2018 20:45 uur | Neres 45', 45+3' Huntelaar 59' Ziyech 79' | Verslag | 43' Seuntjens | Stadion: Amsterdam ArenA, Amsterdam Toeschouwers: 52.145 Scheidsrechter: Kamphuis |
| 19 april 2018 20:45 uur |                                           |         |               | Stadion: Amsterdam ArenA, Amsterdam Toeschouwers: 52.145 Scheidsrechter: Kamphuis |
| 19 april 2018 20:45 uur |                                           |         |               | Stadion: Amsterdam ArenA, Amsterdam Toeschouwers: 52.145 Scheidsrechter: Kamphuis |
|                         |                                           |         |               |                                                                                   |

## Speelronde 33
|                         |                                        |         |                             |                                                                                       |
| 29 april 2018 14:30 uur | ADO Den Haag                           | 3 – 3   | PSV                         | Stadion: Cars Jeans Stadion, Den Haag Toeschouwers: 14.031 Scheidsrechter: Van Boekel |
| 29 april 2018 14:30 uur | Johnsen 16', 72' El Khayati 27' (pen.) | Verslag | 11' Lozano 58', 85' Pereiro | Stadion: Cars Jeans Stadion, Den Haag Toeschouwers: 14.031 Scheidsrechter: Van Boekel |
| 29 april 2018 14:30 uur |                                        |         |                             | Stadion: Cars Jeans Stadion, Den Haag Toeschouwers: 14.031 Scheidsrechter: Van Boekel |
| 29 april 2018 14:30 uur |                                        |         |                             | Stadion: Cars Jeans Stadion, Den Haag Toeschouwers: 14.031 Scheidsrechter: Van Boekel |
|                         |                                        |         |                             |                                                                                       |

|                         |                                        |         |    |                                                                                    |
| 29 april 2018 14:30 uur | Ajax                                   | 3 – 0   | AZ | Stadion: Amsterdam ArenA, Amsterdam Toeschouwers: 35.000 Scheidsrechter: Gözübüyük |
| 29 april 2018 14:30 uur | Van de Beek 38' Kluivert 49' Neres 87' | Verslag |    | Stadion: Amsterdam ArenA, Amsterdam Toeschouwers: 35.000 Scheidsrechter: Gözübüyük |
| 29 april 2018 14:30 uur |                                        |         |    | Stadion: Amsterdam ArenA, Amsterdam Toeschouwers: 35.000 Scheidsrechter: Gözübüyük |
| 29 april 2018 14:30 uur |                                        |         |    | Stadion: Amsterdam ArenA, Amsterdam Toeschouwers: 35.000 Scheidsrechter: Gözübüyük |
|                         |                                        |         |    |                                                                                    |

|                         |                                      |         |                  |                                                                                    |
| 29 april 2018 14:30 uur | Feyenoord                            | 3 – 1   | Sparta Rotterdam | Stadion: Stadion Feijenoord, Rotterdam Toeschouwers: 45.000 Scheidsrechter: Higler |
| 29 april 2018 14:30 uur | Berghuis 45+1', 83' Holst 65' (e.d.) | Verslag | 34' Friday       | Stadion: Stadion Feijenoord, Rotterdam Toeschouwers: 45.000 Scheidsrechter: Higler |
| 29 april 2018 14:30 uur |                                      |         |                  | Stadion: Stadion Feijenoord, Rotterdam Toeschouwers: 45.000 Scheidsrechter: Higler |
| 29 april 2018 14:30 uur |                                      |         |                  | Stadion: Stadion Feijenoord, Rotterdam Toeschouwers: 45.000 Scheidsrechter: Higler |
|                         |                                      |         |                  |                                                                                    |

|                         |                                             |         |           |                                                                                             |
| 29 april 2018 14:30 uur | FC Groningen                                | 4 – 0   | Excelsior | Stadion: Noordlease Stadion, Groningen Toeschouwers: 18.847 Scheidsrechter: Van den Kerkhof |
| 29 april 2018 14:30 uur | Van Weert 42', 73' Memišević 45+1' Doan 71' | Verslag |           | Stadion: Noordlease Stadion, Groningen Toeschouwers: 18.847 Scheidsrechter: Van den Kerkhof |
| 29 april 2018 14:30 uur |                                             |         |           | Stadion: Noordlease Stadion, Groningen Toeschouwers: 18.847 Scheidsrechter: Van den Kerkhof |
| 29 april 2018 14:30 uur |                                             |         |           | Stadion: Noordlease Stadion, Groningen Toeschouwers: 18.847 Scheidsrechter: Van den Kerkhof |
|                         |                                             |         |           |                                                                                             |

|                         |                      |         |                                      |                                                                           |
| 29 april 2018 14:30 uur | Heracles Almelo      | 2 – 2   | FC Utrecht                           | Stadion: Polman Stadion, Almelo Toeschouwers: 11.187 Scheidsrechter: Blom |
| 29 april 2018 14:30 uur | Kuwas 2' Navrátil 5' | Verslag | 68' Van de Streek 85' Van der Maarel | Stadion: Polman Stadion, Almelo Toeschouwers: 11.187 Scheidsrechter: Blom |
| 29 april 2018 14:30 uur |                      |         |                                      | Stadion: Polman Stadion, Almelo Toeschouwers: 11.187 Scheidsrechter: Blom |
| 29 april 2018 14:30 uur |                      |         |                                      | Stadion: Polman Stadion, Almelo Toeschouwers: 11.187 Scheidsrechter: Blom |
|                         |                      |         |                                      |                                                                           |

|                         |                                    |         |               |                                                                                  |
| 29 april 2018 14:30 uur | NAC Breda                          | 3 – 0   | sc Heerenveen | Stadion: Rat Verlegh Stadion, Breda Toeschouwers: 18.456 Scheidsrechter: Nijhuis |
| 29 april 2018 14:30 uur | Fernandes 6' Te Vrede 12' Marí 47' | Verslag |               | Stadion: Rat Verlegh Stadion, Breda Toeschouwers: 18.456 Scheidsrechter: Nijhuis |
| 29 april 2018 14:30 uur |                                    |         |               | Stadion: Rat Verlegh Stadion, Breda Toeschouwers: 18.456 Scheidsrechter: Nijhuis |
| 29 april 2018 14:30 uur |                                    |         |               | Stadion: Rat Verlegh Stadion, Breda Toeschouwers: 18.456 Scheidsrechter: Nijhuis |
|                         |                                    |         |               |                                                                                  |

|                         |            |         |             |                                                                                  |
| 29 april 2018 14:30 uur | PEC Zwolle | 0 – 1   | Willem II   | Stadion: MAC³PARK stadion, Zwolle Toeschouwers: 13.055 Scheidsrechter: Dieperink |
| 29 april 2018 14:30 uur |            | Verslag | 66' Azzaoui | Stadion: MAC³PARK stadion, Zwolle Toeschouwers: 13.055 Scheidsrechter: Dieperink |
| 29 april 2018 14:30 uur |            |         |             | Stadion: MAC³PARK stadion, Zwolle Toeschouwers: 13.055 Scheidsrechter: Dieperink |
| 29 april 2018 14:30 uur |            |         |             | Stadion: MAC³PARK stadion, Zwolle Toeschouwers: 13.055 Scheidsrechter: Dieperink |
|                         |            |         |             |                                                                                  |

|                         |                                                  |         |           |                                                                          |
| 29 april 2018 14:30 uur | Vitesse                                          | 5 – 0   | FC Twente | Stadion: GelreDome, Arnhem Toeschouwers: 17.939 Scheidsrechter: Kamphuis |
| 29 april 2018 14:30 uur | Serero 40' Matavž 53', 88' Mount 68' Linssen 71' | Verslag |           | Stadion: GelreDome, Arnhem Toeschouwers: 17.939 Scheidsrechter: Kamphuis |
| 29 april 2018 14:30 uur |                                                  |         |           | Stadion: GelreDome, Arnhem Toeschouwers: 17.939 Scheidsrechter: Kamphuis |
| 29 april 2018 14:30 uur |                                                  |         |           | Stadion: GelreDome, Arnhem Toeschouwers: 17.939 Scheidsrechter: Kamphuis |
|                         |                                                  |         |           |                                                                          |

|                         |           |         |                                                      |                                                                                         |
| 29 april 2018 14:30 uur | VVV-Venlo | 1 – 4   | Roda JC Kerkrade                                     | Stadion: Seacon Stadion - De Koel -, Venlo Toeschouwers: 7.255 Scheidsrechter: Makkelie |
| 29 april 2018 14:30 uur | Hunte 33' | Verslag | 23' Vansteenkiste 48' Auassar 57' Schahin 77' Engels | Stadion: Seacon Stadion - De Koel -, Venlo Toeschouwers: 7.255 Scheidsrechter: Makkelie |
| 29 april 2018 14:30 uur |           |         |                                                      | Stadion: Seacon Stadion - De Koel -, Venlo Toeschouwers: 7.255 Scheidsrechter: Makkelie |
| 29 april 2018 14:30 uur |           |         |                                                      | Stadion: Seacon Stadion - De Koel -, Venlo Toeschouwers: 7.255 Scheidsrechter: Makkelie |
|                         |           |         |                                                      |                                                                                         |

## Speelronde 34
|                      |                                                         |         |            |                                                                              |
| 6 mei 2018 14:30 uur | AZ                                                      | 6 – 0   | PEC Zwolle | Stadion: AFAS Stadion, Alkmaar Toeschouwers: 16.532 Scheidsrechter: Lindhout |
| 6 mei 2018 14:30 uur | Jahanbakhsh 13', 52', 88' Midtsjø 62' Weghorst 76', 77' | Verslag |            | Stadion: AFAS Stadion, Alkmaar Toeschouwers: 16.532 Scheidsrechter: Lindhout |
| 6 mei 2018 14:30 uur |                                                         |         |            | Stadion: AFAS Stadion, Alkmaar Toeschouwers: 16.532 Scheidsrechter: Lindhout |
| 6 mei 2018 14:30 uur |                                                         |         |            | Stadion: AFAS Stadion, Alkmaar Toeschouwers: 16.532 Scheidsrechter: Lindhout |
|                      |                                                         |         |            |                                                                              |

|                      |                    |         |                                 |                                                                                            |
| 6 mei 2018 14:30 uur | Excelsior          | 1 – 2   | Ajax                            | Stadion: Van Donge & De Roo Stadion, Rotterdam Toeschouwers: 4.400 Scheidsrechter: Nijhuis |
| 6 mei 2018 14:30 uur | De Ligt 20' (e.d.) | Verslag | 48' Kluivert 53' (pen.) Dolberg | Stadion: Van Donge & De Roo Stadion, Rotterdam Toeschouwers: 4.400 Scheidsrechter: Nijhuis |
| 6 mei 2018 14:30 uur |                    |         |                                 | Stadion: Van Donge & De Roo Stadion, Rotterdam Toeschouwers: 4.400 Scheidsrechter: Nijhuis |
| 6 mei 2018 14:30 uur |                    |         |                                 | Stadion: Van Donge & De Roo Stadion, Rotterdam Toeschouwers: 4.400 Scheidsrechter: Nijhuis |
|                      |                    |         |                                 |                                                                                            |

|                      |                                       |         |                                   |                                                                                        |
| 6 mei 2018 14:30 uur | sc Heerenveen                         | 2 – 3   | Feyenoord                         | Stadion: Abe Lenstra Stadion, Heerenveen Toeschouwers: 24.640 Scheidsrechter: Makkelie |
| 6 mei 2018 14:30 uur | Bruijn 79' Van der Heijden 80' (e.d.) | Verslag | 10', 41' Berghuis 90' Başacıkoğlu | Stadion: Abe Lenstra Stadion, Heerenveen Toeschouwers: 24.640 Scheidsrechter: Makkelie |
| 6 mei 2018 14:30 uur |                                       |         |                                   | Stadion: Abe Lenstra Stadion, Heerenveen Toeschouwers: 24.640 Scheidsrechter: Makkelie |
| 6 mei 2018 14:30 uur |                                       |         |                                   | Stadion: Abe Lenstra Stadion, Heerenveen Toeschouwers: 24.640 Scheidsrechter: Makkelie |
|                      |                                       |         |                                   |                                                                                        |

|                      |         |       |              |                                                                                  |
| 6 mei 2018 14:30 uur | PSV     | 0 – 0 | FC Groningen | Stadion: Philips Stadion, Eindhoven Toeschouwers: 33.700 Scheidsrechter: Janssen |
| 6 mei 2018 14:30 uur | Verslag |       |              | Stadion: Philips Stadion, Eindhoven Toeschouwers: 33.700 Scheidsrechter: Janssen |
| 6 mei 2018 14:30 uur |         |       |              | Stadion: Philips Stadion, Eindhoven Toeschouwers: 33.700 Scheidsrechter: Janssen |
| 6 mei 2018 14:30 uur |         |       |              | Stadion: Philips Stadion, Eindhoven Toeschouwers: 33.700 Scheidsrechter: Janssen |
|                      |         |       |              |                                                                                  |

|                      |                                  |         |                            |                                                                                           |
| 6 mei 2018 14:30 uur | Roda JC Kerkrade                 | 2 – 3   | ADO Den Haag               | Stadion: Parkstad Limburg Stadion, Kerkrade Toeschouwers: 13.794 Scheidsrechter: Manschot |
| 6 mei 2018 14:30 uur | Schahin 56' Gustafson 61' (pen.) | Verslag | 3', 34' Johnsen 23' Immers | Stadion: Parkstad Limburg Stadion, Kerkrade Toeschouwers: 13.794 Scheidsrechter: Manschot |
| 6 mei 2018 14:30 uur |                                  |         |                            | Stadion: Parkstad Limburg Stadion, Kerkrade Toeschouwers: 13.794 Scheidsrechter: Manschot |
| 6 mei 2018 14:30 uur |                                  |         |                            | Stadion: Parkstad Limburg Stadion, Kerkrade Toeschouwers: 13.794 Scheidsrechter: Manschot |
|                      |                                  |         |                            |                                                                                           |

|                      |                          |         |                                                           |                                                                         |
| 6 mei 2018 14:30 uur | Sparta Rotterdam         | 2 – 5   | Heracles Almelo                                           | Stadion: Het Kasteel, Rotterdam Toeschouwers: 8.846 Scheidsrechter: Bax |
| 6 mei 2018 14:30 uur | Friday 25' Spierings 50' | Verslag | 26' Peterson 61', 90+2' Vermeij 78' Breukers 90+1' Gladon | Stadion: Het Kasteel, Rotterdam Toeschouwers: 8.846 Scheidsrechter: Bax |
| 6 mei 2018 14:30 uur |                          |         |                                                           | Stadion: Het Kasteel, Rotterdam Toeschouwers: 8.846 Scheidsrechter: Bax |
| 6 mei 2018 14:30 uur |                          |         |                                                           | Stadion: Het Kasteel, Rotterdam Toeschouwers: 8.846 Scheidsrechter: Bax |
|                      |                          |         |                                                           |                                                                         |

|                      |            |         |           |                                                                                       |
| 6 mei 2018 14:30 uur | FC Twente  | 1 – 1   | NAC Breda | Stadion: De Grolsch Veste, Enschede Toeschouwers: 25.600 Scheidsrechter: Van de Graaf |
| 6 mei 2018 14:30 uur | George 39' | Verslag | 16' Koch  | Stadion: De Grolsch Veste, Enschede Toeschouwers: 25.600 Scheidsrechter: Van de Graaf |
| 6 mei 2018 14:30 uur |            |         |           | Stadion: De Grolsch Veste, Enschede Toeschouwers: 25.600 Scheidsrechter: Van de Graaf |
| 6 mei 2018 14:30 uur |            |         |           | Stadion: De Grolsch Veste, Enschede Toeschouwers: 25.600 Scheidsrechter: Van de Graaf |
|                      |            |         |           |                                                                                       |

|                      |            |         |           |                                                                                  |
| 6 mei 2018 14:30 uur | FC Utrecht | 1 – 0   | VVV-Venlo | Stadion: Stadion Galgenwaard, Utrecht Toeschouwers: 19.669 Scheidsrechter: Pérez |
| 6 mei 2018 14:30 uur | Klich 71'  | Verslag |           | Stadion: Stadion Galgenwaard, Utrecht Toeschouwers: 19.669 Scheidsrechter: Pérez |
| 6 mei 2018 14:30 uur |            |         |           | Stadion: Stadion Galgenwaard, Utrecht Toeschouwers: 19.669 Scheidsrechter: Pérez |
| 6 mei 2018 14:30 uur |            |         |           | Stadion: Stadion Galgenwaard, Utrecht Toeschouwers: 19.669 Scheidsrechter: Pérez |
|                      |            |         |           |                                                                                  |

|                      |                           |         |                       |                                                                                           |
| 6 mei 2018 14:30 uur | Willem II                 | 2 – 2   | Vitesse               | Stadion: Koning Willem II Stadion, Tilburg Toeschouwers: 11.600 Scheidsrechter: S. Mulder |
| 6 mei 2018 14:30 uur | Tsimikas 29' Rienstra 70' | Verslag | 63' Miazga 83' Matavž | Stadion: Koning Willem II Stadion, Tilburg Toeschouwers: 11.600 Scheidsrechter: S. Mulder |
| 6 mei 2018 14:30 uur |                           |         |                       | Stadion: Koning Willem II Stadion, Tilburg Toeschouwers: 11.600 Scheidsrechter: S. Mulder |
| 6 mei 2018 14:30 uur |                           |         |                       | Stadion: Koning Willem II Stadion, Tilburg Toeschouwers: 11.600 Scheidsrechter: S. Mulder |
|                      |                           |         |                       |                                                                                           |

ADO Den Haag ·
Ajax ·
AZ ·
Excelsior ·
Feyenoord ·
FC Groningen ·
sc Heerenveen ·
Heracles Almelo ·
NAC Breda ·
PEC Zwolle · 
PSV ·
Roda JC Kerkrade ·
Sparta Rotterdam ·
FC Twente ·
FC Utrecht ·
Vitesse ·
VVV-Venlo ·
Willem II